# Système solaire
Cet article possède un paronyme, voir Système scolaire.
Vous lisez un « article de qualité » labellisé en 2021.
Le Système solaire (avec majuscule), ou système solaire (sans majuscule), est le système planétaire du Soleil, auquel appartient la Terre. Il est composé de cette étoile et des objets célestes gravitant autour d'elle : les huit planètes confirmées et leurs 214 satellites naturels connus (appelés usuellement des « lunes »), les cinq planètes naines et leurs neuf satellites connus, ainsi que des milliards de petits corps (la presque totalité des astéroïdes et autres planètes mineures, les comètes, les poussières cosmiques, etc.).
Le Système solaire fait partie de la galaxie appelée Voie lactée (parfois « la Galaxie »), où il réside dans le bras d'Orion. Il est situé à environ 8 kpc (∼26 100 al) du centre galactique, autour duquel il effectue une révolution en 225 à 250 millions d'années. Il s'est formé il y a un peu moins de 4,6 milliards d'années à partir de l'effondrement gravitationnel d'un nuage moléculaire, suivi de la constitution d'un disque protoplanétaire selon l'hypothèse de la nébuleuse.
De façon schématique, le Système solaire est composé du Soleil, qui le domine gravitationnellement — il comprend 99,85 % de sa masse — et fournit de l'énergie par fusion nucléaire de l'hydrogène en hélium ; puis, par ordre d'éloignement croissant à l'étoile, le Système solaire interne comprend quatre planètes telluriques internes, principalement composées de roches et de métaux (Mercure, Vénus, la Terre et Mars) et une ceinture d'astéroïdes de petits corps rocheux, dont la planète naine Cérès. Plus loin orbitent les quatre planètes géantes du Système solaire externe : successivement deux géantes gazeuses constituées majoritairement d'hydrogène et d'hélium que sont Jupiter et Saturne — qui contiennent par ailleurs la grande majorité de la masse totale en orbite autour du Soleil — et deux géantes de glaces que sont Uranus et Neptune, contenant une plus grande part de substances volatiles comme l'eau, l'ammoniac et le méthane. Tous ont une orbite proche du cercle et sont concentrés près de l'écliptique, soit le plan de révolution de la Terre autour du Soleil.
Les objets situés au-delà de l'orbite de Neptune, dits transneptuniens, comprennent notamment la ceinture de Kuiper et le disque des objets épars, formés d'objets glacés. Quatre planètes naines glacées se trouvent dans la région transneptunienne et sont également appelées plutoïdes : Pluton — auparavant classée comme planète —, Hauméa, Makémaké et Éris. L'héliopause, limite magnétique du Système solaire, est définie par l'arrêt des vents solaires face aux vents du milieu interstellaire à une centaine d'unités astronomiques, tandis que la limite gravitationnelle du Système solaire se situe bien plus loin encore, jusqu'à une ou deux années-lumière du Soleil, vers laquelle une zone sphérique hypothétique, le nuage de Oort, pourrait exister et être la source des comètes à longue période.
Toutes les planètes du Système solaire à partir de la Terre possèdent des satellites en orbite — certains, tels que Ganymède et Titan, sont plus grands que Mercure —, tandis que chacune des quatre planètes externes est en outre entourée d’un système d'anneaux de poussières et d’autres particules, dont le plus proéminent est celui de Saturne. Toutes les planètes, sauf la Terre, portent les noms de dieux et déesses de la mythologie romaine. La Terre, dotée d'une épaisse atmosphère et recouverte à 71 % de sa surface d'eau liquide, est la seule planète du Système solaire à abriter la vie et une espèce pensante qui agit sur son évolution. Dans l'état des connaissances humaines actuelles, cette planète du Système solaire ne connaît pas d'équivalent dans l'Univers.

## Terminologie

Planètes et planètes naines du Système solaire. Les dimensions du Soleil et des planètes sont à l’échelle, mais pas les distances qui les séparent.

Depuis la décision prise le 24 août 2006 par l'Union astronomique internationale, les objets ou corps orbitant directement autour du Soleil sont officiellement divisés en trois classes : planètes, planètes naines et petits corps.
- Une planète est un corps en orbite autour du Soleil, suffisamment massif pour avoir une forme sphérique et avoir nettoyé son voisinage immédiat de tous les objets plus petits[9]. On connaît huit planètes : Mercure, Vénus, la Terre, Mars, Jupiter, Saturne, Uranus et Neptune qui sont toutes nommées d'après des divinités de la mythologie romaine[8],[10], y compris la Terre qui renvoie à la déesse Tellus (terra mater). La plupart de leurs satellites naturels sont, eux aussi, nommés d'après des personnages de la mythologie grecque ou romaine[11].
- Une planète naine est un corps en orbite autour du Soleil qui, bien que suffisamment massif pour avoir une forme sphérique — concept appelé équilibre hydrostatique —, n’a pas fait place nette dans son voisinage[8],[9]. En 2021, cinq corps sont officiellement désignés de la sorte : Cérès, Pluton, Éris, Makémaké et Hauméa[12]. D’autres corps pourraient l’être dans le futur, tels que Gonggong, Quaoar, Sedna ou Orcus[13],[14].
- Tous les autres objets en orbite directe autour du Soleil sont classés comme petits corps du Système solaire[8].

Les 214 satellites naturels — en 2021, 158 sont confirmés et 56 sont non confirmés, donc sans nom —, ou lunes, sont les objets en orbite autour des planètes, des planètes naines et des petits corps du Système solaire plutôt qu'autour du Soleil. Les statuts ambigus de la Lune et surtout de Charon, qui pourraient former un système binaire avec respectivement la Terre et Pluton, ne sont pas encore définitivement tranchés, bien que ces corps soient toujours classés comme satellites,.
La classification proposée par l'Union astronomique internationale ne fait pas l'unanimité. À la suite du vote de 2006, une pétition réunissant les signatures de plus de 300 planétologues et astronomes majoritairement américains — Pluton étant alors la seule planète découverte par un Américain — est lancée pour contester la validité scientifique de la nouvelle définition d'une planète ainsi que son mode d'adoption,,. Les responsables de l'UAI annoncent qu'aucun retour en arrière n'aura lieu et les astronomes jugent très improbable que Pluton puisse être à nouveau considérée comme une planète,.
Concernant la majuscule au nom « Système solaire », la forme tout en minuscules est, au sens strict, suffisante, étant donné qu'il n'y a qu'un « système solaire » puisqu'il n'y a qu'un « Soleil ». Cependant, les autres étoiles étant parfois, par analogie, appelées des « soleils », le nom de « système solaire » est de la même façon parfois employé dans un sens général pour signifier « système planétaire » ; « Système solaire », écrit avec une majuscule, permet alors de distinguer notre système planétaire, par ellipse de « système planétaire solaire »,.

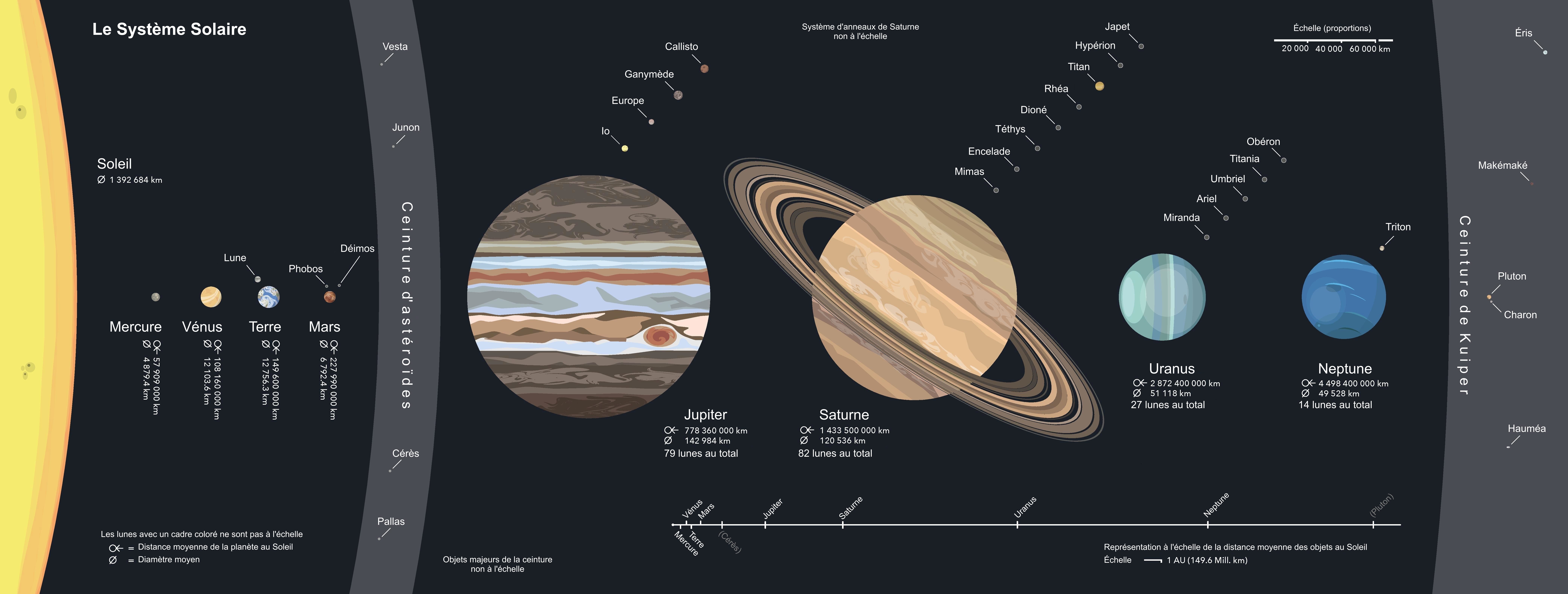
Vue d'ensemble du Système solaire. Le Soleil, les planètes, les planètes naines et les satellites naturels sont à l'échelle pour leurs tailles relatives, et non pour les distances. Les lunes sont répertoriées près de leurs planètes par ordre croissant d'orbites ; seules les plus grandes lunes pour chaque planète sont indiquées.

Échelle des distances des planètes du Système solaire, du Soleil (à gauche) jusqu'à Neptune (à droite), selon leur demi-grand axe. Seules les distances au Soleil sont à l'échelle ; les tailles des objets ne le sont que relativement entre elles.

## Structure

### Généralités

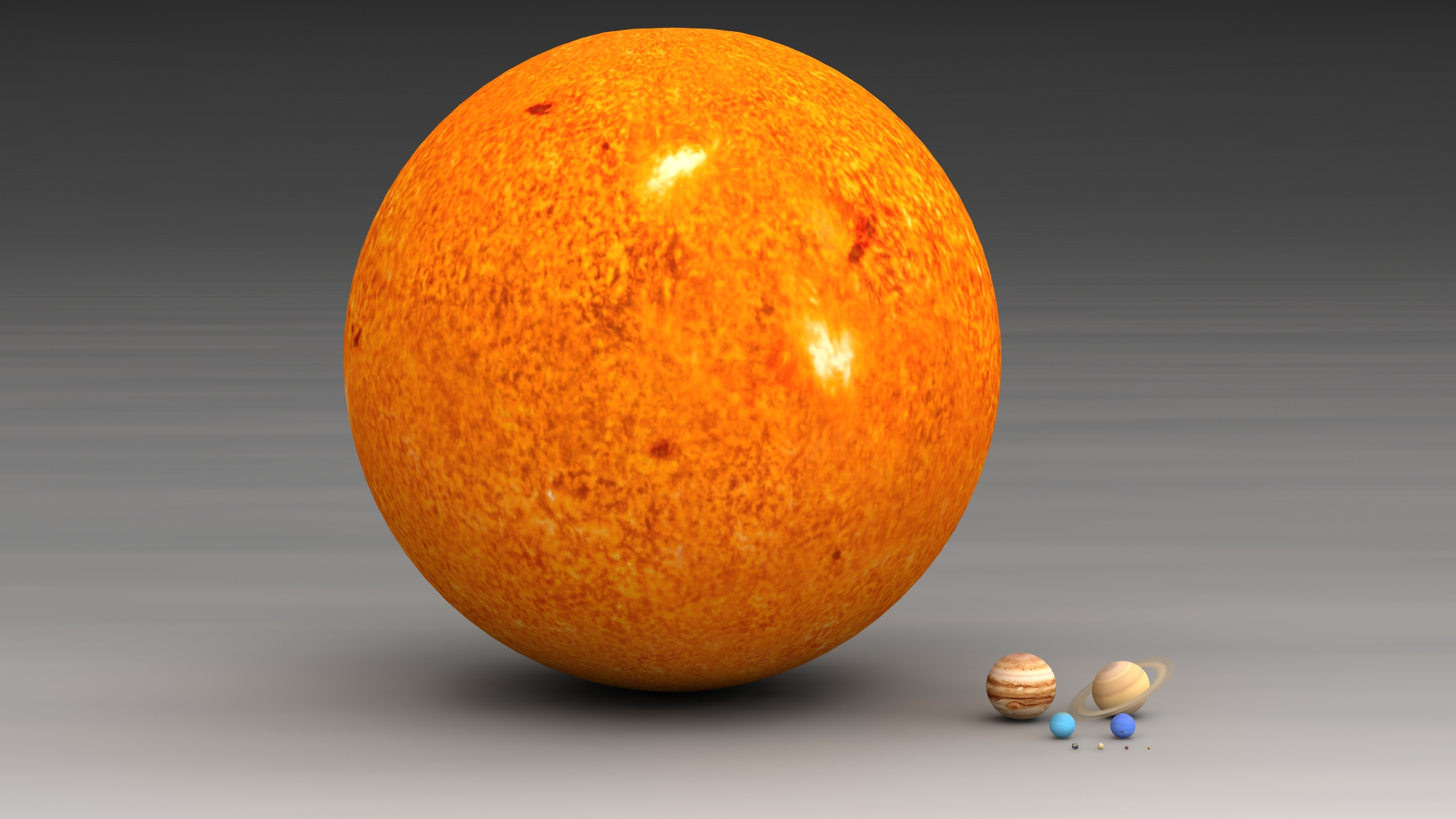
Comparaison de taille entre le Soleil et les planètes du Système solaire.

Le principal corps céleste du Système solaire est le Soleil, une étoile naine jaune de la séquence principale qui contient 99,85 % de toute la masse connue du Système solaire et le domine gravitationnellement. Les huit planètes et Pluton représentent ensuite 0,135 % de la masse restante, Jupiter et Saturne représentant 90 % de celle-ci à elles seules,. Les objets restants (y compris les autres planètes naines, les satellites naturels, les astéroïdes et les comètes) constituent ainsi ensemble environ 0,015 % de la masse totale du Système solaire.
La plupart des grands objets en orbite autour du Soleil le sont dans un plan proche de celui de l’orbite terrestre, le plan de l'écliptique. Le plan d’orbite des planètes est très proche de celui de l’écliptique, tandis que les comètes et les objets de la ceinture de Kuiper ont pour la plupart une orbite qui forme un angle significativement plus grand par rapport à lui,.
À la suite de la formation du Système solaire, les planètes — et la grande majorité des autres objets — gravitent autour de l'étoile dans la même direction que la rotation du Soleil, soit le sens antihoraire vu du dessus du pôle Nord de la Terre. Il existe toutefois des exceptions, comme la comète de Halley orbitant dans un sens rétrograde. De même, la plupart des plus grandes lunes gravitent autour de leurs planètes dans cette direction prograde — Triton étant la plus grande exception rétrograde, autour de Neptune — et la plupart des grands objets ont un sens de rotation prograde — Vénus étant une exception rétrograde notable, comme Uranus dans une certaine mesure.

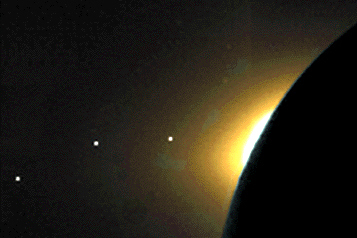
Le plan de l’écliptique vu par la mission Clementine, alors que le Soleil était partiellement masqué par la Lune. Trois planètes sont visibles dans la partie gauche de l’image (par ordre d'éloignement au Soleil) : Mercure, Mars et Saturne.

Le Système solaire se compose essentiellement, pour ses objets les plus massifs, du Soleil, de quatre planètes intérieures relativement petites entourées d'une ceinture d'astéroïdes principalement rocheux et de quatre planètes géantes entourées par la ceinture de Kuiper, constituée d'objets principalement glacés. Les astronomes divisent informellement cette structure en régions distinctes : le Système solaire interne comprenant les quatre planètes telluriques et la ceinture d'astéroïdes puis le Système solaire externe comprenant tout ce qui est au-delà de la ceinture, notamment les quatre planètes géantes,. Depuis la découverte de la ceinture de Kuiper, les parties les plus extérieures du Système solaire situées après l'orbite de Neptune sont considérées comme une région distincte constituée des objets transneptuniens.
La plupart des planètes du Système solaire ont leur propre système secondaire, comprenant notamment des satellites naturels en orbite autour d'eux. Deux satellites, Titan (autour de Saturne) et Ganymède (autour de Jupiter), sont plus grands que la planète Mercure. Dans le cas des quatre planètes géantes, des anneaux planétaires — de fines bandes de minuscules particules — composent également l'entourage de la planète. La plupart des plus grands satellites naturels sont en rotation synchrone, c'est-à-dire qu'ils présentent en permanence une même face à la planète autour de laquelle ils gravitent.

Les orbites des principaux corps du Système solaire, à l’échelle.

Plus les planètes sont proches du Soleil, plus leur vitesse orbitale est grande (ici, elles sont toutes représentées sauf Neptune).

Les trajectoires des objets gravitant autour du Soleil suivent les lois de Kepler : ce sont approximativement des ellipses, dont l'un des foyers est le Soleil. Les objets plus proches du Soleil (dont les demi-grands axes sont plus petits) se déplacent plus rapidement, car ils sont plus affectés par son influence gravitationnelle. Sur une orbite elliptique, la distance entre un corps et le Soleil varie au cours de son année : la distance la plus proche d'un corps avec le Soleil est son périhélie, tandis que son point le plus éloigné du Soleil est son aphélie. Les orbites des planètes sont presque circulaires, mais de nombreuses comètes, astéroïdes, objets de la ceinture de Kuiper et du nuage de Oort peuvent suivre des orbites très diverses, pouvant être hautement elliptiques — présentant une très grande excentricité orbitale — ou encore s'éloigner du plan de l'écliptique avec une forte inclinaison orbitale.
Bien que le Soleil domine le système en masse, il ne représente qu'environ 0,5 % à 2 % de son moment cinétique,,. Les planètes représentent ainsi la quasi-totalité du reste du moment cinétique en raison de la combinaison de leur masse, de leur orbite et de leur distance au Soleil ; la contribution des comètes est peut-être également significative. Par exemple, Jupiter représente à elle seule environ 60 % du moment cinétique total.
Le Soleil, qui comprend presque toute la matière du Système solaire, est composé en masse d'environ 70 % d'hydrogène et de 28 % d'hélium. Jupiter et Saturne, qui comprennent presque toute la matière restante, sont également principalement composés d'hydrogène et d'hélium et sont donc des planètes géantes gazeuses,. Un gradient de composition est observé dans le Système solaire, créé par la chaleur et la pression de rayonnement du Soleil. Les objets plus proches du Soleil, plus affectés par la chaleur et la pression lumineuse, sont composés d'éléments à point de fusion élevé, c'est-à-dire de roches telles que les silicates, le fer ou le nickel, qui sont restées solides dans presque toutes les conditions dans la protonébuleuse planétaire. Les objets plus éloignés du Soleil sont composés en grande partie de matériaux de points de fusion plus faibles : les gaz, des matériaux qui ont également une haute pression de vapeur et sont toujours en phase gazeuse, comme l'hydrogène, l'hélium et le néon, et les glaces qui ont des points de fusion allant jusqu'à quelques centaines de kelvins, comme l'eau, le méthane, l'ammoniac, le sulfure d'hydrogène et le dioxyde de carbone,. Ces dernières peuvent être trouvées sous phases solide, liquide ou gazeuse à divers endroits du Système solaire, alors que dans la nébuleuse, elles sont soit en phase solide, soit en phase gazeuse. Les glaces composent la majorité des satellites des planètes géantes et sont en plus grandes proportions encore dans Uranus et Neptune (appelées « géantes de glace ») et les nombreux petits objets qui se trouvent au-delà de l'orbite de Neptune,. Ensemble, les gaz et les glaces sont désignés sous le nom de substances volatiles. La limite du Système solaire au-delà de laquelle ces substances volatiles pourraient se condenser est la ligne des glaces et se situe à environ 5 au du Soleil,.

### Distances et échelles

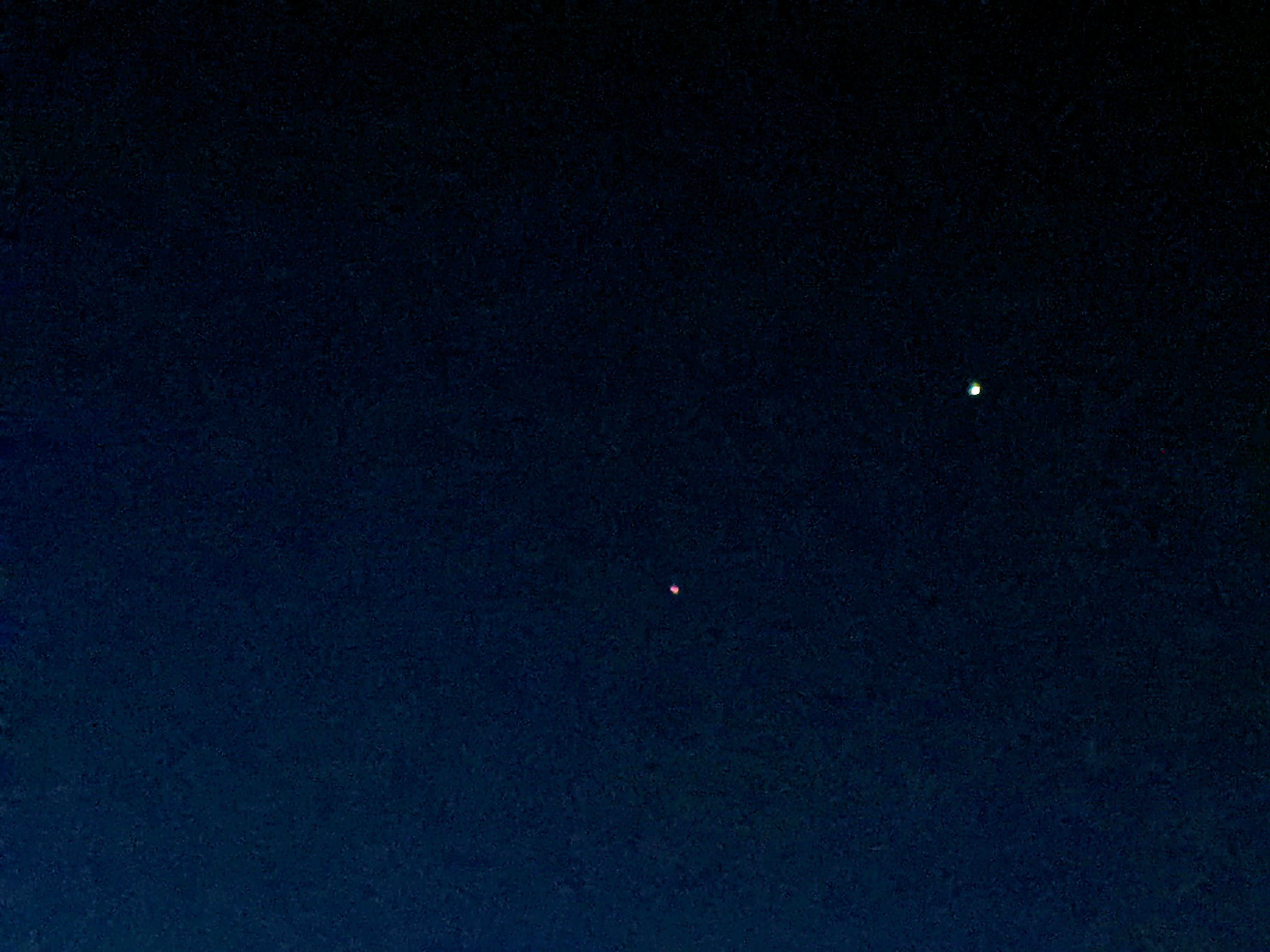
Mars et Jupiter vues depuis Queens, quartier à New York, en juin 2022.

La distance moyenne entre la Terre et le Soleil définit l'unité astronomique, qui vaut par convention près de 150 millions de kilomètres. Jupiter, la plus grande planète, est à 5,2 au du Soleil et a un rayon de 71 000 km, alors que la planète la plus éloignée, Neptune, est située à environ 30 au du Soleil. À quelques exceptions près, plus une planète ou une ceinture est éloignée du Soleil, plus la distance entre son orbite et l'orbite de l'objet suivant le plus proche du Soleil est grande. Par exemple, Vénus est environ 0,33 au plus éloignée du Soleil que Mercure, tandis que Saturne est environ 4,3 au plus éloignée de Jupiter et que l'orbite de Neptune se trouve 10,5 au plus loin que celle d'Uranus. Par le passé, des astronomes ont tenté de déterminer une relation entre ces distances orbitales, notamment par la loi de Titius-Bode, mais aucune thèse de ce type n'a finalement été validée,,.

Certaines modélisations du Système solaire visent à vulgariser les échelles relatives du Système solaire. Ainsi des planétaires, ensembles mécaniques mobiles, tandis que d'autres représentations peuvent s'étendre à travers des villes ou des régions entières,. Le plus grand modèle de ce type, le Système solaire suédois, utilise l'Avicii Arena à Stockholm — d'une hauteur de 110 mètres — en guise de Soleil et, suivant cette échelle, Jupiter est une sphère de 7,5 mètres à l'aéroport de Stockholm-Arlanda situé à 40 km du stade. L'objet le plus éloigné de la modélisation est Sedna, un objet transneptunien représenté par une sphère de 10 cm à Luleå, à 912 km de la capitale suédoise,. 

## Soleil

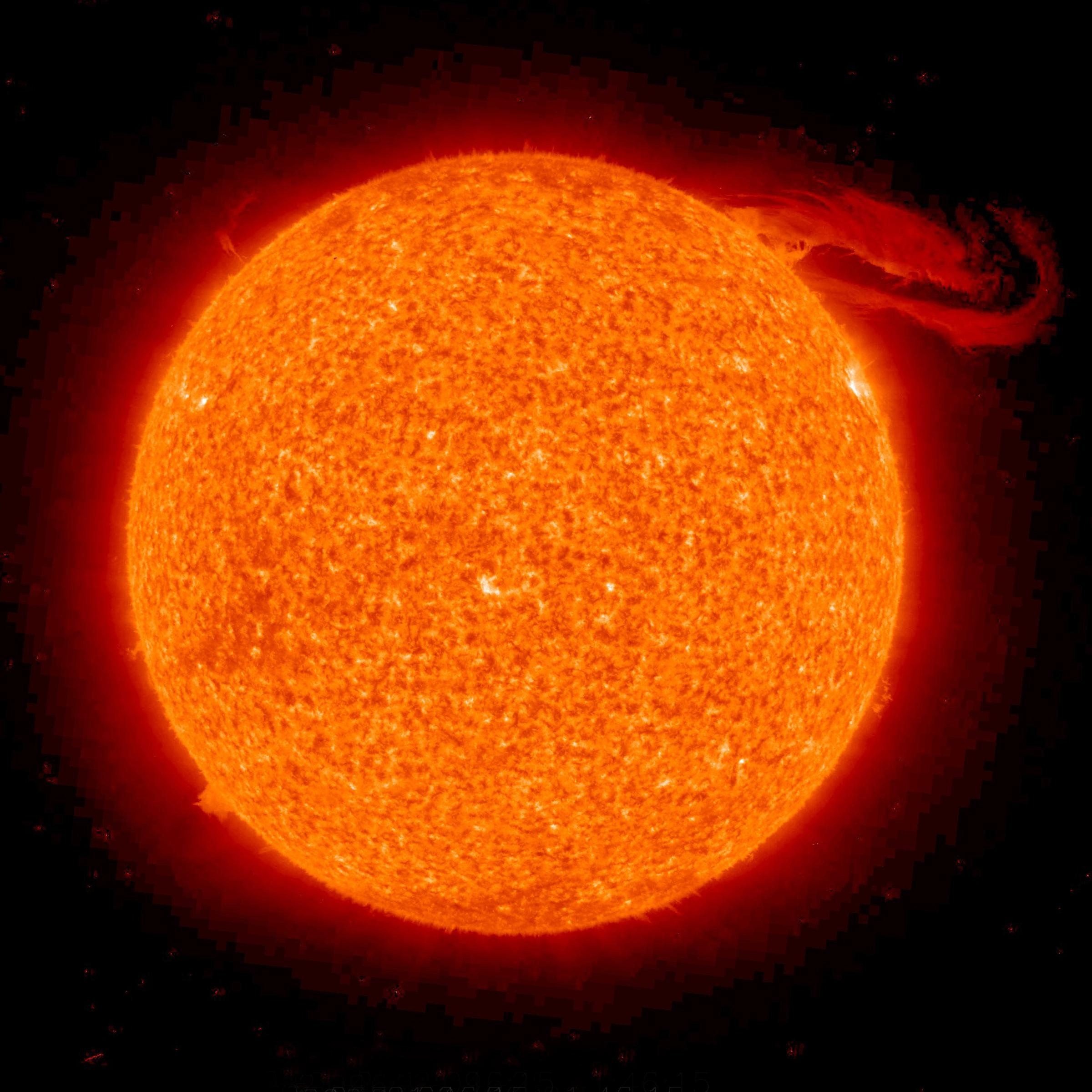
Le Soleil lors d'une importante éruption solaire, pris en 2008 par la sonde STEREO en ultraviolets et représenté avec de fausses couleurs.

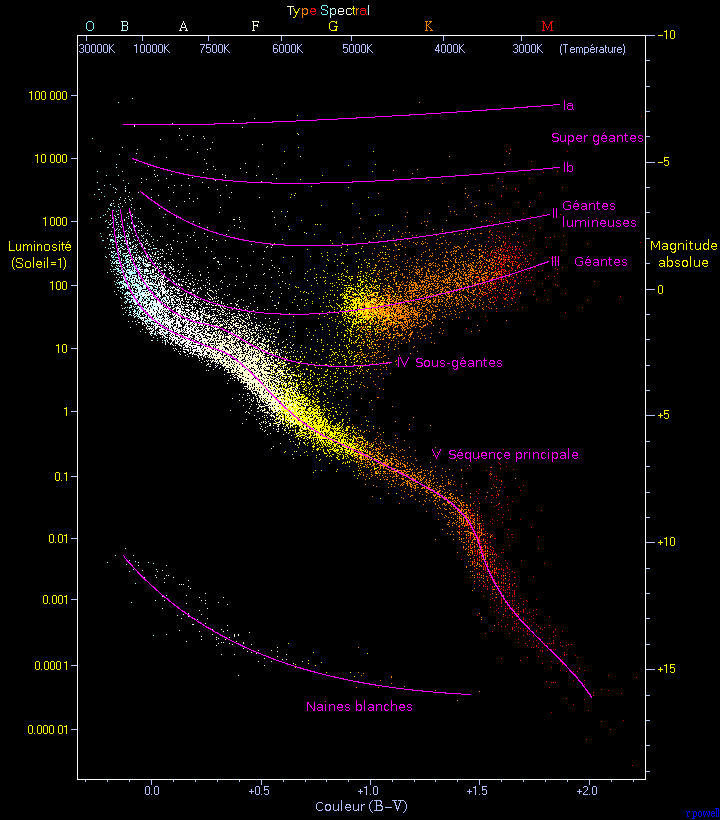
Le diagramme de Hertzsprung-Russell ; la séquence principale va du bas à droite au haut à gauche.

Le Soleil est une naine jaune, une étoile de type spectral G2V comme beaucoup d'autres au sein de notre galaxie : la Voie lactée contient entre 200 et 400 milliards d'étoiles, dont 10 % seraient des naines jaunes,. Sa très grande masse, environ 333 000 fois la masse terrestre, permet à la densité en son cœur d’être suffisamment élevée pour provoquer des réactions de fusion nucléaire en continu,. Chaque seconde, le cœur du Soleil fusionne 620 millions de tonnes d'hydrogène en 615,7 millions de tonnes d'hélium,. La différence de masse est convertie en énergie selon la formule E = mc2 et représente une puissance d'environ 4 × 1026 watts — environ un million de fois la consommation électrique annuelle des États-Unis toutes les secondes —, principalement diffusée dans l'espace sous forme de rayonnement électromagnétique solaire culminant dans la lumière visible,. La température à sa surface visible est de 5 570 K tandis qu'elle atteint quinze millions de kelvins en son centre,.
Le Soleil est une naine jaune modérément grande, sa température étant intermédiaire entre celle des étoiles bleues, plus chaudes, et celle des étoiles les plus froides. Les étoiles plus brillantes et plus chaudes que le Soleil sont rares, tandis que les étoiles sensiblement plus sombres et plus froides, appelées naines rouges, constituent 85 % des étoiles de la Voie lactée,. Il se situe vers le milieu de la séquence principale du diagramme de Hertzsprung-Russell et le calcul du rapport entre l’hydrogène et l’hélium à l’intérieur du Soleil suggère qu’il est environ à mi-chemin de son cycle de vie,. Il devient progressivement plus brillant : au début de son histoire, sa luminosité était inférieure de plus d'un tiers à celle actuelle et, dans plus de cinq milliards d'années, il quittera la séquence principale et deviendra plus grand, plus brillant, plus froid et plus rouge, formant une géante rouge,. À ce moment, sa luminosité sera un millier de fois celle d’aujourd’hui et sa taille aura suffisamment augmenté pour engloutir Vénus et potentiellement la Terre,,.
Le Soleil est une étoile de population I, formée à partir de la matière éjectée lors de l'explosion d'étoiles en supernovas, et possède ainsi une plus grande abondance d'éléments plus lourds que l'hydrogène et l'hélium (des « métaux ») que les étoiles de population II plus âgées,. Ces éléments métalliques se sont formés dans les noyaux d'étoiles plus anciennes, puis ont été éjectés lors de leur explosion en supernovas. Les étoiles les plus anciennes contiennent peu de métaux tandis que les étoiles ultérieures en contiennent ainsi plus. Cette haute métallicité est probablement cruciale pour le développement d'un système planétaire par le Soleil, car les planètes se forment à partir de l'accrétion de ces métaux.

## Milieu interplanétaire

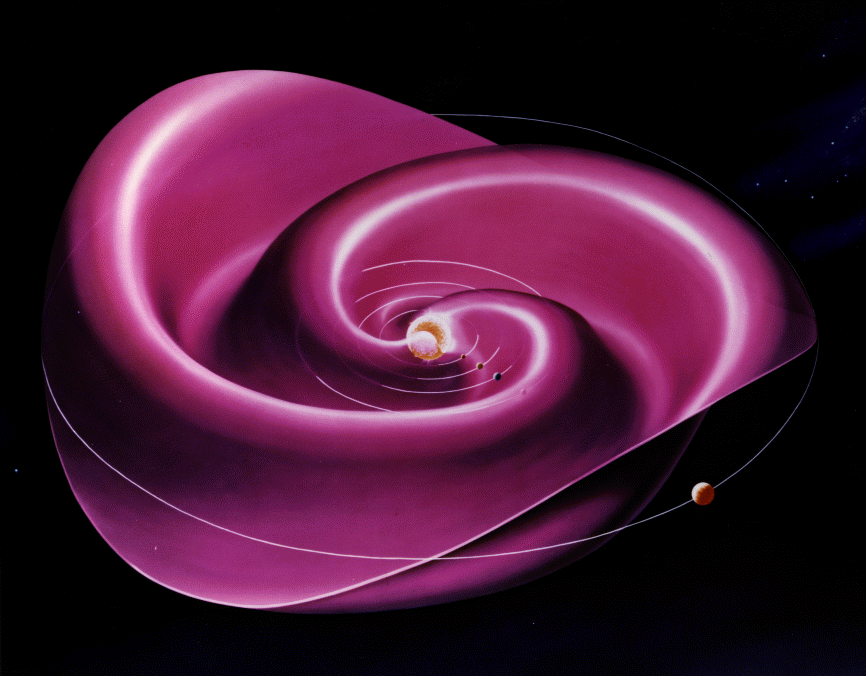
La spirale de Parker.

En plus de la lumière, le Soleil rayonne un flux continu de particules chargées (un plasma de protons, d'électrons et de particules alpha) appelé vent solaire,. Ce flux s’étend à la vitesse approximative de 1,5 million de kilomètres par heure, créant une atmosphère ténue, l’héliosphère, qui baigne le milieu interplanétaire jusqu'à au moins 100 unités astronomiques et l’héliopause,,. Le matériau composant l’héliosphère, ou milieu interplanétaire, est un quasi-vide,.
L'activité à la surface du Soleil, comme les éruptions solaires et les éjections de masse coronale, fait grandement varier l'intensité du vent solaire et perturbe l'héliosphère en créant des conditions météorologiques spatiales ou des orages magnétiques,,. La plus grande structure de l'héliosphère est la spirale de Parker, due aux actions du champ magnétique rotatif du Soleil sur le milieu interplanétaire,.

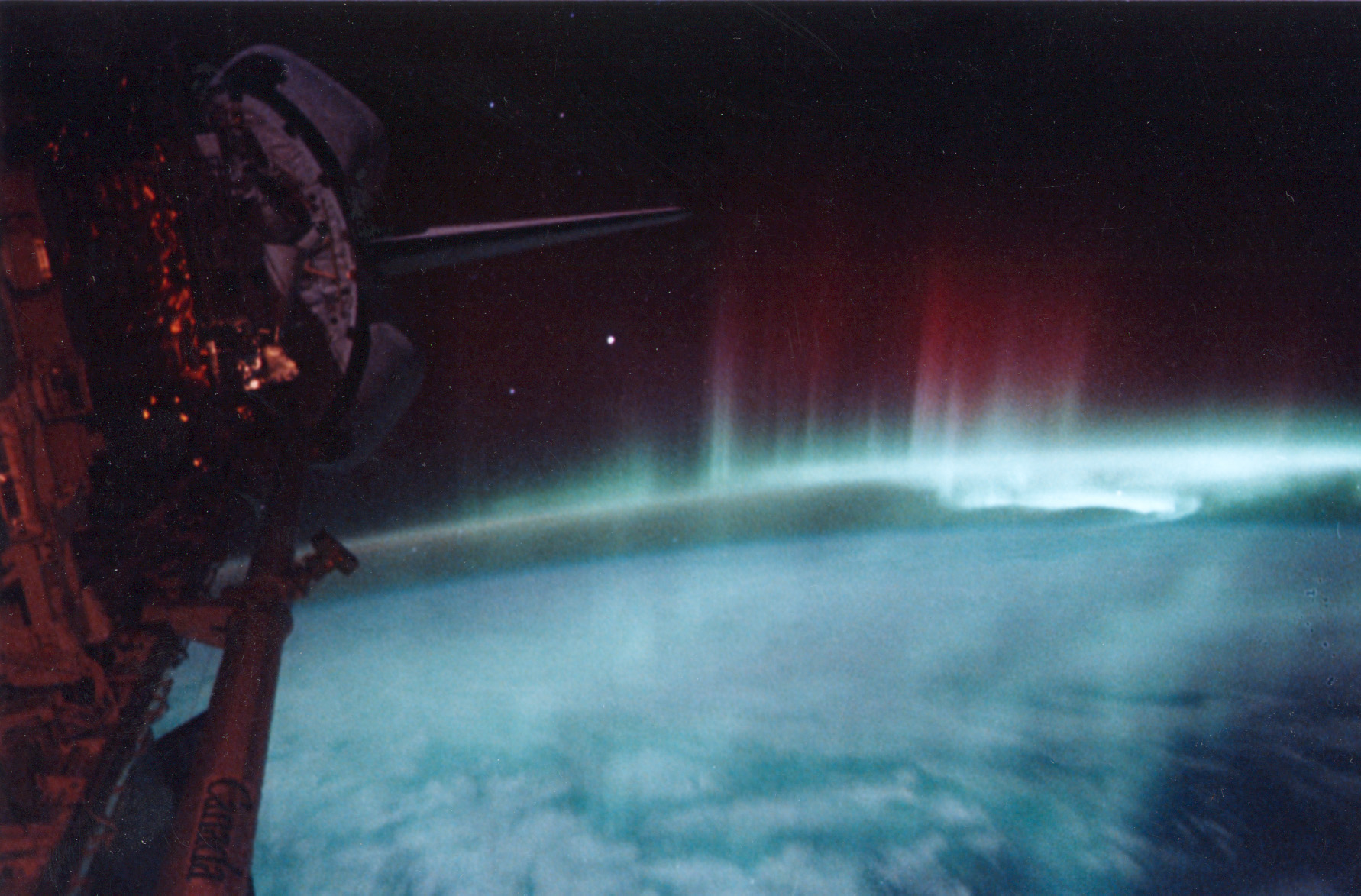
Une aurore australe vue en 1991 depuis l’orbite terrestre par la navette spatiale Discovery.

Le champ magnétique terrestre empêche en grande partie son atmosphère d'être dépouillée par le vent solaire. À l'inverse, Vénus et Mars ne possèdent pas de champ magnétique et le vent solaire éjecte progressivement les particules de leur atmosphère dans l'espace,,. Les éjections de masse coronale et autres événements similaires soufflent un champ magnétique et d'énormes quantités de matière depuis la surface du Soleil. L'interaction de ce champ magnétique et de cette matière avec le champ magnétique terrestre entraîne des particules chargées dans la haute atmosphère de la Terre, créant des aurores polaires observées près des pôles magnétiques,. Le vent solaire permet également la formation des queues de comètes.
L’héliosphère protège en partie le Système solaire du flux de particules interstellaires de haute énergie appelé rayonnement cosmique, cette protection étant encore augmentée sur les planètes disposant de champ magnétique planétaire. La densité de rayons cosmiques dans le milieu interstellaire et l'intensité du champ magnétique solaire changent sur de très longues périodes, de sorte que le niveau de pénétration des rayons cosmiques dans le Système solaire varie au cours du temps, bien que le degré de variation soit inconnu,.
Le milieu interplanétaire abrite au moins deux régions de poussières cosmiques en forme de disque. Le premier disque, le nuage de poussière zodiacal, se trouve dans le Système solaire interne et provoque la lumière zodiacale. Il est probablement formé par des collisions à l’intérieur de la ceinture d’astéroïdes causées par des interactions avec les planètes ainsi que de matériaux laissés par les comètes. Le deuxième nuage de poussière s'étend d'environ 10 au à 40 au et est probablement créé par des collisions similaires dans la ceinture de Kuiper,.

## Système solaire interne
Le Système solaire interne comprend traditionnellement la région située entre le Soleil et la ceinture principale d'astéroïdes. Composés principalement de silicates et de métaux, les objets du Système solaire interne orbitent près du Soleil : le rayon de la région tout entière est plus petit que la distance entre les orbites de Jupiter et de Saturne. Cette région se situe en totalité avant la ligne des glaces, qui se trouve à un peu moins de 5 au (environ 700 millions de kilomètres) du Soleil,.
Il n'existe pas d'objets notables attestés dont l'orbite serait totalement intérieure à celle de la planète Mercure, bien que l'existence d'astéroïdes vulcanoïdes soit supposée par certains astronomes. Au XIXe siècle, l'existence d'une planète hypothétique est postulée dans cette zone, Vulcain, avant d'être invalidée,.
Dans ce qui suit, le demi-grand axe de l'objet céleste évoqué est indiqué entre parenthèses en unités astronomiques (au) au début de la section dédiée.

### Planètes internes

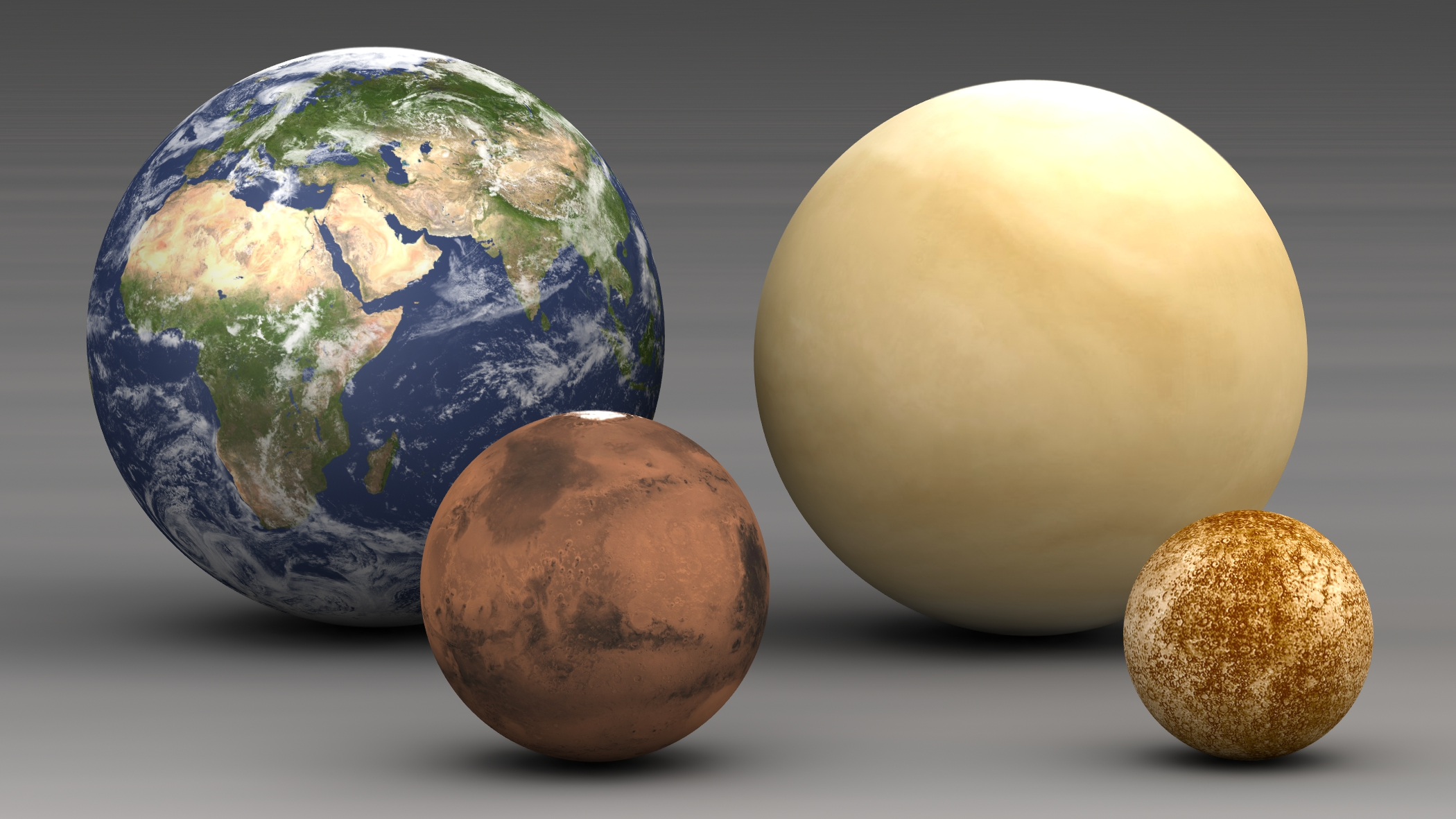
Les planètes internes. De la plus grande à la plus petite : la Terre, Vénus, Mars et Mercure (dimensions à l’échelle).

Animation des orbites des planètes internes pendant une année terrestre.

Les quatre planètes internes du Système solaire sont des planètes telluriques : elles possèdent une composition dense et rocheuse et une surface solide,. Par ailleurs, elles ont peu ou pas de satellites naturels et aucun système d’anneaux. De taille modeste (la plus grande de ces planètes étant la Terre, dont le diamètre est de 12 756 km), elles sont composées en grande partie de minéraux à point de fusion élevé, tels les silicates qui forment leur croûte solide et leur manteau semi-liquide, et de métaux comme le fer et le nickel, qui composent leur noyau. Trois des quatre planètes (Vénus, la Terre et Mars) ont une atmosphère substantielle ; toutes présentent des cratères d’impact et des caractéristiques tectoniques de surface, comme des rifts et des volcans,.
Le terme « planète interne » est distinct de « planète inférieure », qui désigne en général les planètes plus proches du Soleil que la Terre, soit Mercure et Vénus ; de même concernant « planète externe » et « planète supérieure »,.

#### Mercure
Mercure (0,4 au) est la planète la plus proche du Soleil, ainsi que la plus petite (4 878 km de diamètre) et la moins massive avec un peu plus du vingtième de la masse terrestre,,.
Elle ne possède aucun satellite naturel et ses seules caractéristiques géologiques connues, en dehors des cratères d’impact, sont des dorsa qui ont probablement été produites par contraction thermique lors de sa solidification interne tôt dans son histoire,. Elle possède relativement à sa taille un très grand noyau de fer liquide — qui représenterait 85 % de son rayon, contre environ 55 % pour la Terre — et un fin manteau, ce qui n'est pas expliqué de façon certaine mais pourrait être dû à un impact géant ou à l'importante température lors de son accrétion.
Mercure a la particularité d'être en résonance spin-orbite 3:2, sa période de révolution (~88 jours) valant exactement 1,5 fois sa période de rotation (~59 jours), et donc la moitié d'un jour solaire (~176 jours),. Ainsi, relativement aux étoiles fixes, elle tourne sur son axe exactement trois fois toutes les deux révolutions autour du Soleil. Par ailleurs, son orbite possède une excentricité de 0,2, soit plus de douze fois supérieure à celle de la Terre et de loin la plus élevée pour une planète du Système solaire,.
L'atmosphère de Mercure, quasiment inexistante et qualifiable d'exosphère, est formée d’atomes arrachés à sa surface (oxygène, sodium et potassium) par le vent solaire ou momentanément capturés à ce vent (hydrogène et hélium),. Cette absence implique qu'elle n'est pas protégée des météorites et donc sa surface est très fortement cratérisée et globalement similaire à la face cachée de la Lune, car elle est géologiquement inactive depuis des milliards d'années,. De plus, le manque d'atmosphère combiné à la proximité du Soleil engendre d'importantes variations de la température en surface, allant de 90 K (−183 °C) au fond des cratères polaires — là où les rayons du Soleil ne parviennent jamais — jusqu'à 700 K (427 °C) au point subsolaire au périhélie,.

Images de Mercure
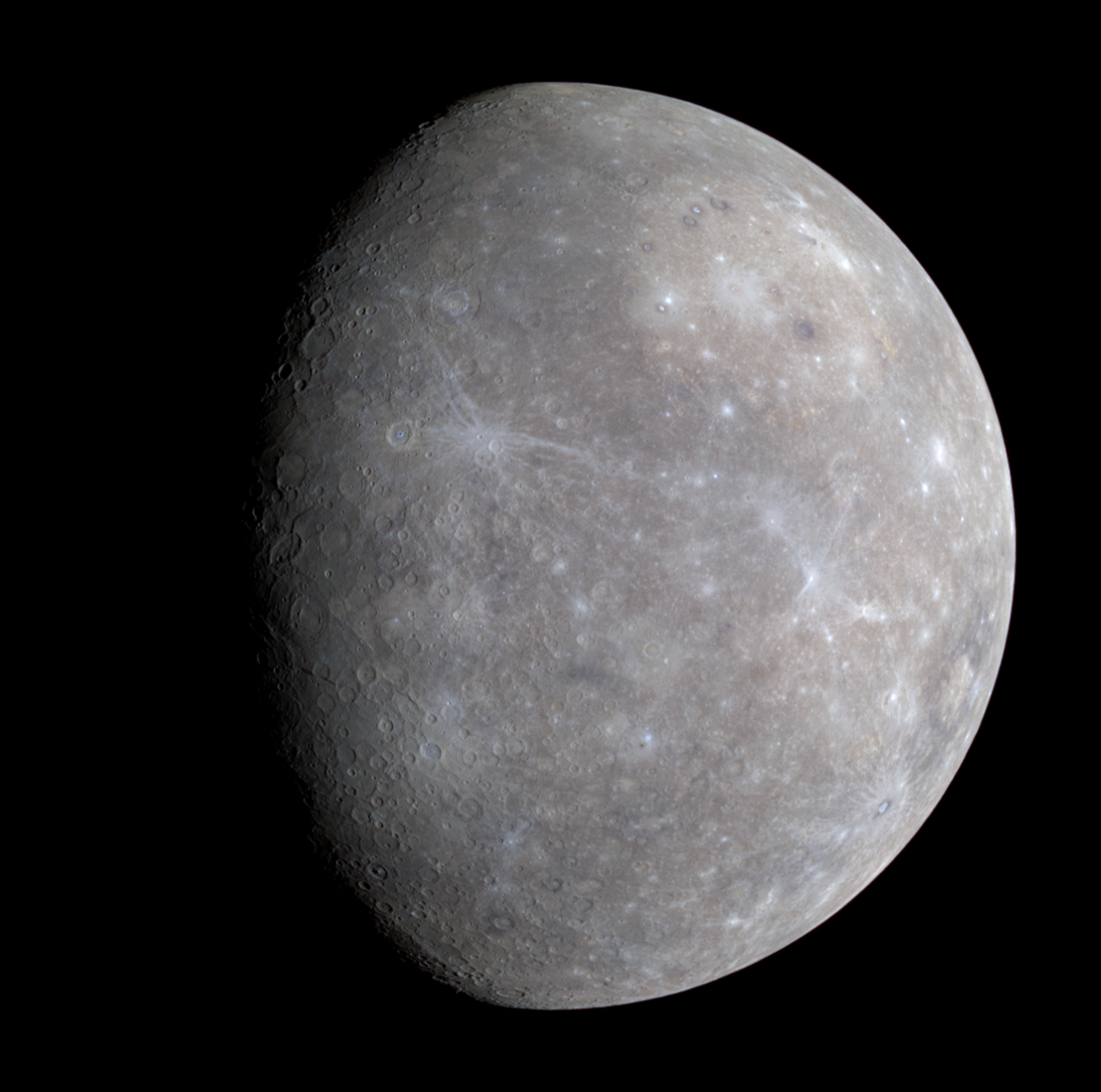
Image de Mercure prise par MESSENGER lors de son premier survol en 2008.
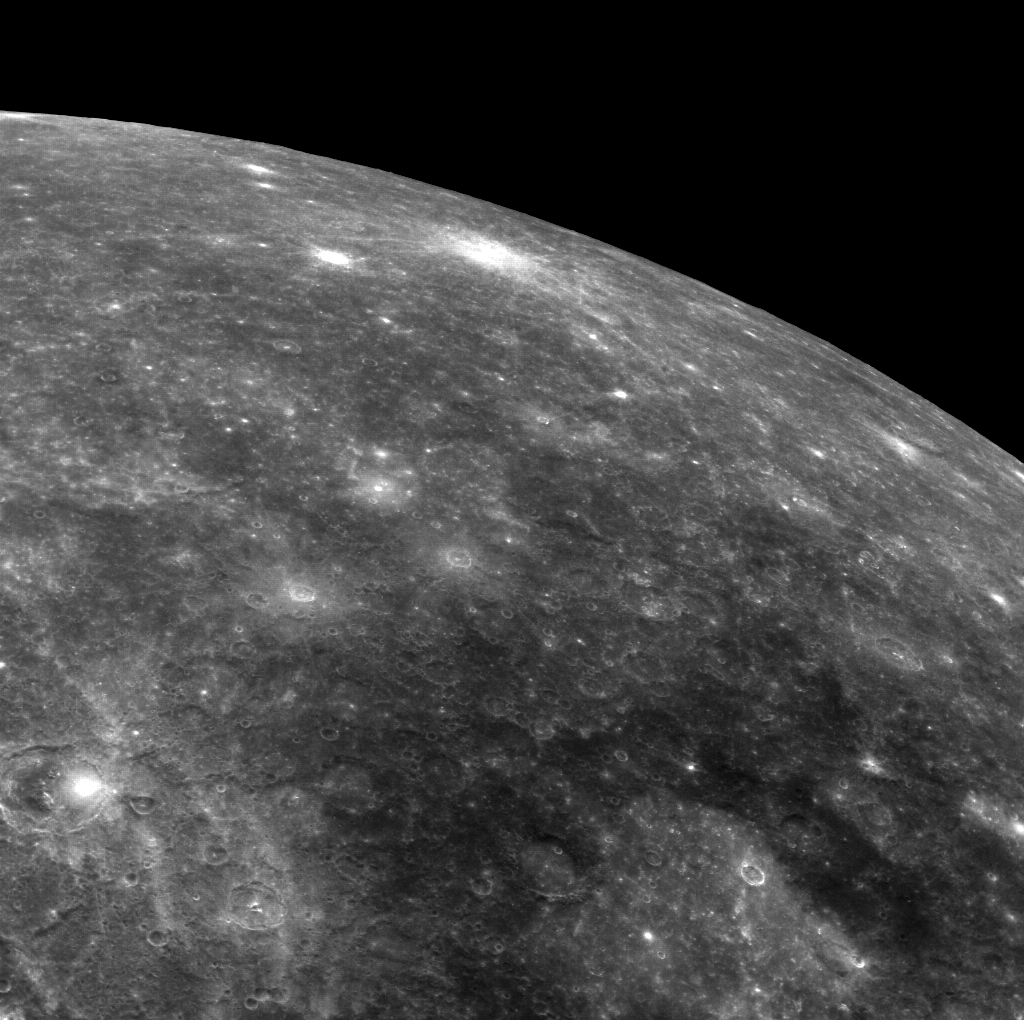
Surface vue par MESSENGER en 2013, montrant notamment le bassin Tolstoï.
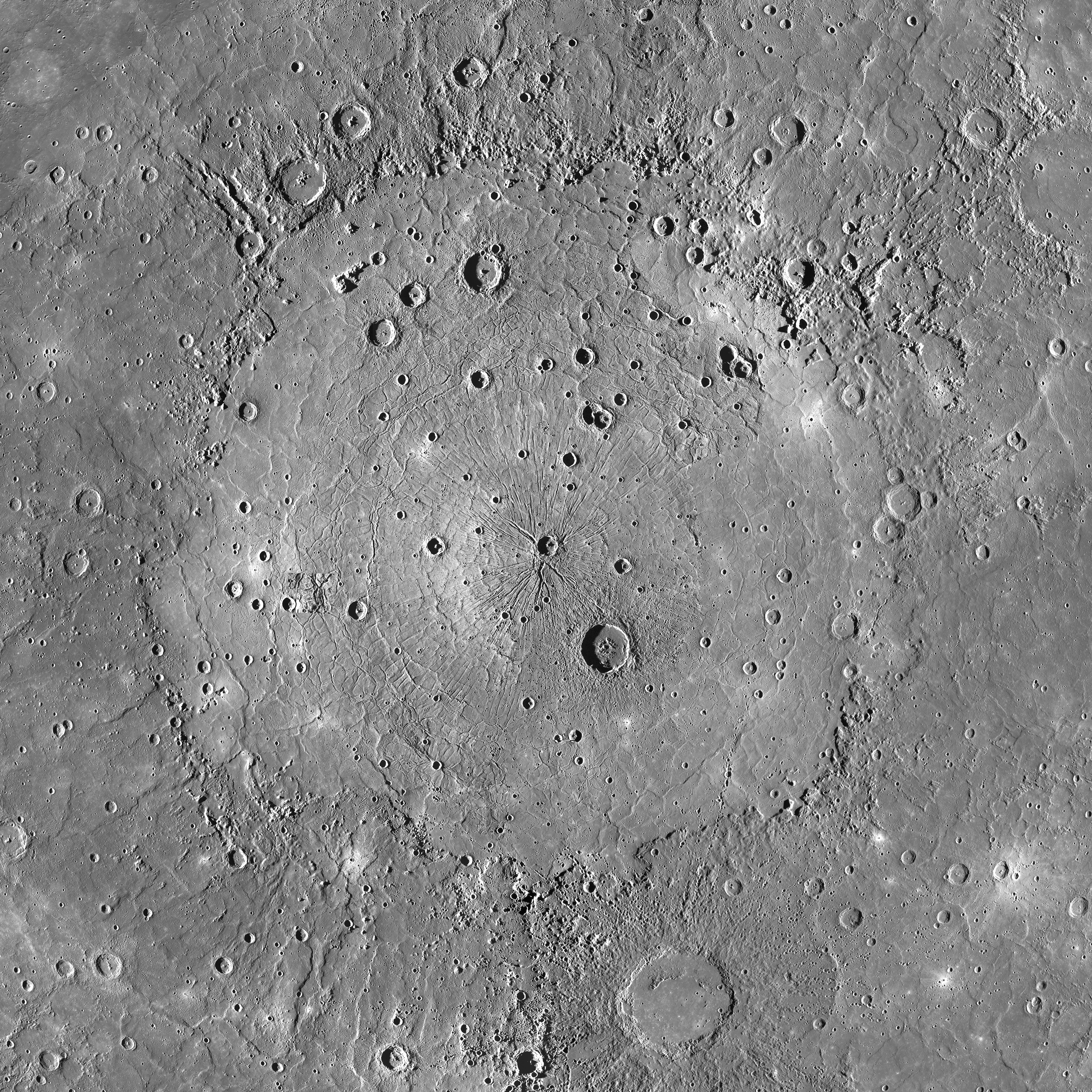
Mosaïque du bassin Caloris, plus grand cratère d'impact de Mercure (MESSENGER, 2015).
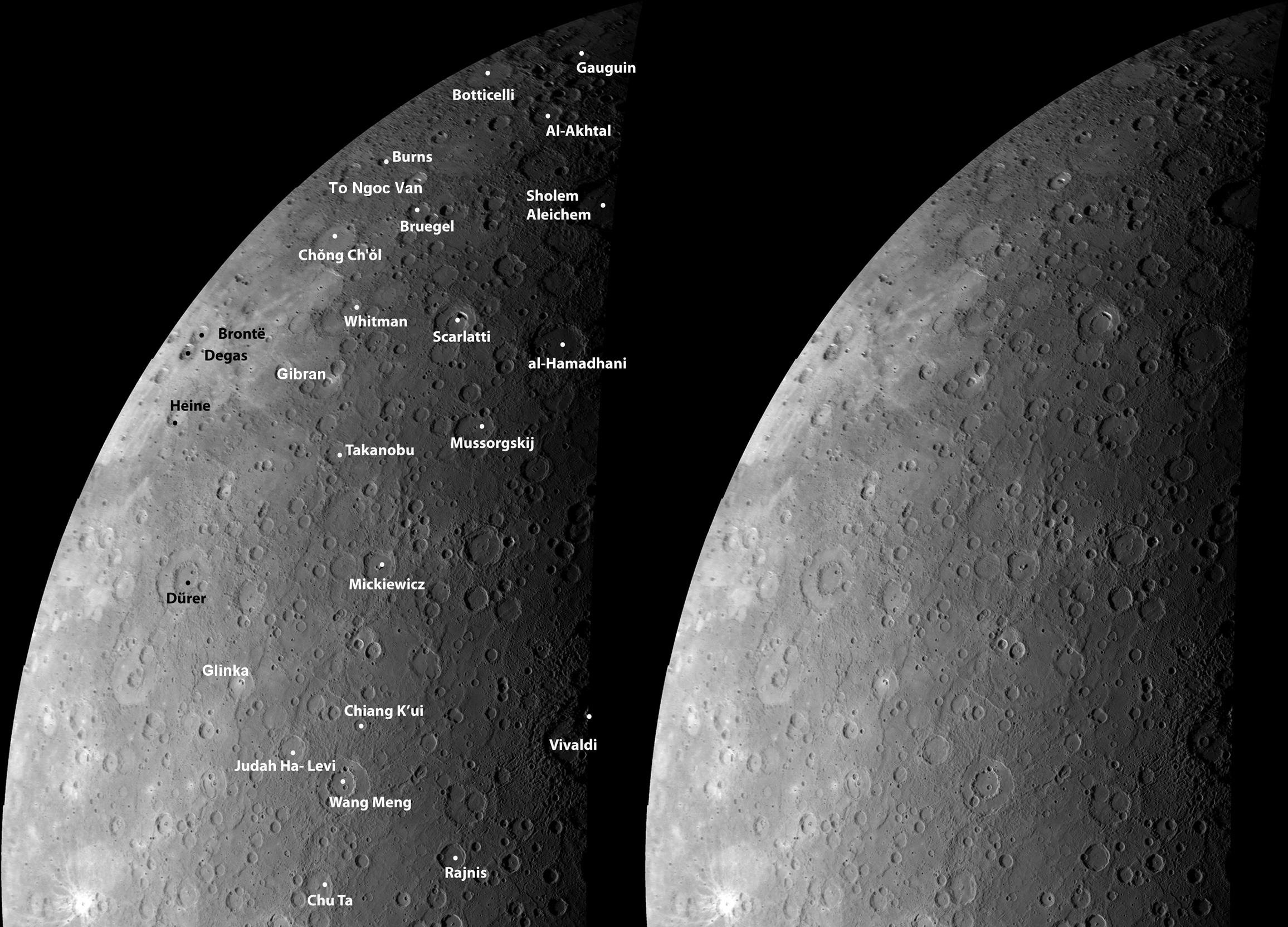
Image annotée de cratères mercuriens (MESSENGER, 2009).
La révolution et la rotation de Mercure sont couplées : après deux révolutions, le même hémisphère est éclairé.

#### Vénus
Vénus (0,7 au) est la planète la plus proche de la Terre en taille (0,95 rayon terrestre) et en masse (0,815 masse terrestre), qui lui valent d'être parfois appelée sa « planète sœur »,,. Comme elle, Vénus possède un épais manteau de silicate entourant un noyau métallique, une atmosphère significative et une activité géologique interne,. Cependant, elle est beaucoup plus sèche et la pression de son atmosphère au sol est 92 fois plus élevée. Son importante atmosphère, composée à plus de 96 % de dioxyde de carbone, crée un très grand effet de serre qui en fait la planète la plus chaude du Système solaire par sa température de surface moyenne de 735 K (462 °C),,,.
La planète est également enveloppée d'une couche opaque de nuages d'acide sulfurique, hautement réfléchissants pour la lumière visible, empêchant sa surface d'être vue depuis l'espace et faisant de la planète le deuxième objet naturel le plus brillant du ciel nocturne terrestre après la Lune. Bien que la présence d'océans d'eau liquide à sa surface par le passé soit supposée, la surface de Vénus est un paysage désertique sec et rocheux où se déroule toujours un volcanisme,. Comme elle ne possède pas de champ magnétique, son atmosphère est constamment appauvrie par le vent solaire et ce sont des éruptions volcaniques qui lui permettent de la réalimenter,. La topographie de Vénus présente peu de reliefs élevés et consiste essentiellement en de vastes plaines géologiquement très jeunes de quelques centaines de millions d'années, notamment grâce à son épaisse atmosphère la protégeant des impacts météoritiques et à son volcanisme renouvelant le sol,.
Vénus orbite autour du Soleil tous les 224,7 jours terrestres et, avec une période de rotation de 243 jours terrestres, il lui faut plus de temps pour tourner autour de son propre axe que toute autre planète du Système solaire,. Comme Uranus, elle possède une rotation rétrograde et tourne sur elle-même dans le sens opposé à celui des autres planètes : le soleil s'y lève à l'ouest et se couche à l'est. Vénus possède l'orbite la plus circulaire des planètes du Système solaire, son excentricité orbitale étant presque nulle, et, du fait de sa lente rotation, est quasiment sphérique (aplatissement considéré comme nul). Elle ne possède pas de satellite naturel. En revanche, à l'instar de celui de la Terre, Vénus est accompagnée sur son orbite par un anneau, disque de poussières circumsolaire très peu dense.

Images de Vénus
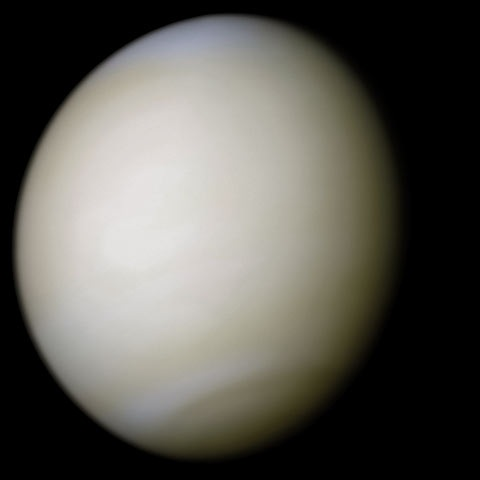
Image de Vénus en couleurs réelles prise par Mariner 10 en 1974.
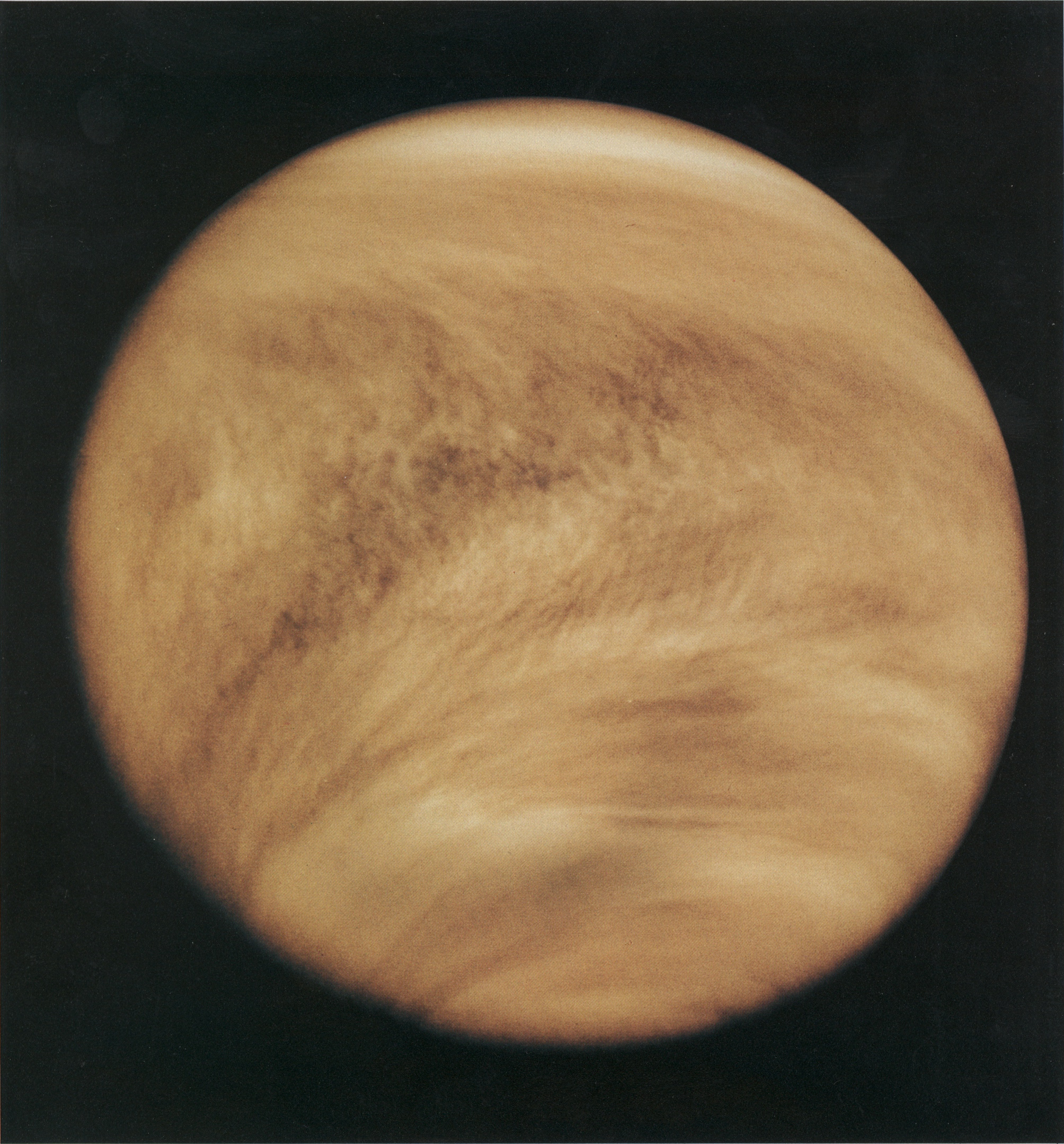
Photo ultraviolette de Vénus montrant des nuages, prise par Pioneer Venus Orbiter en 1979.
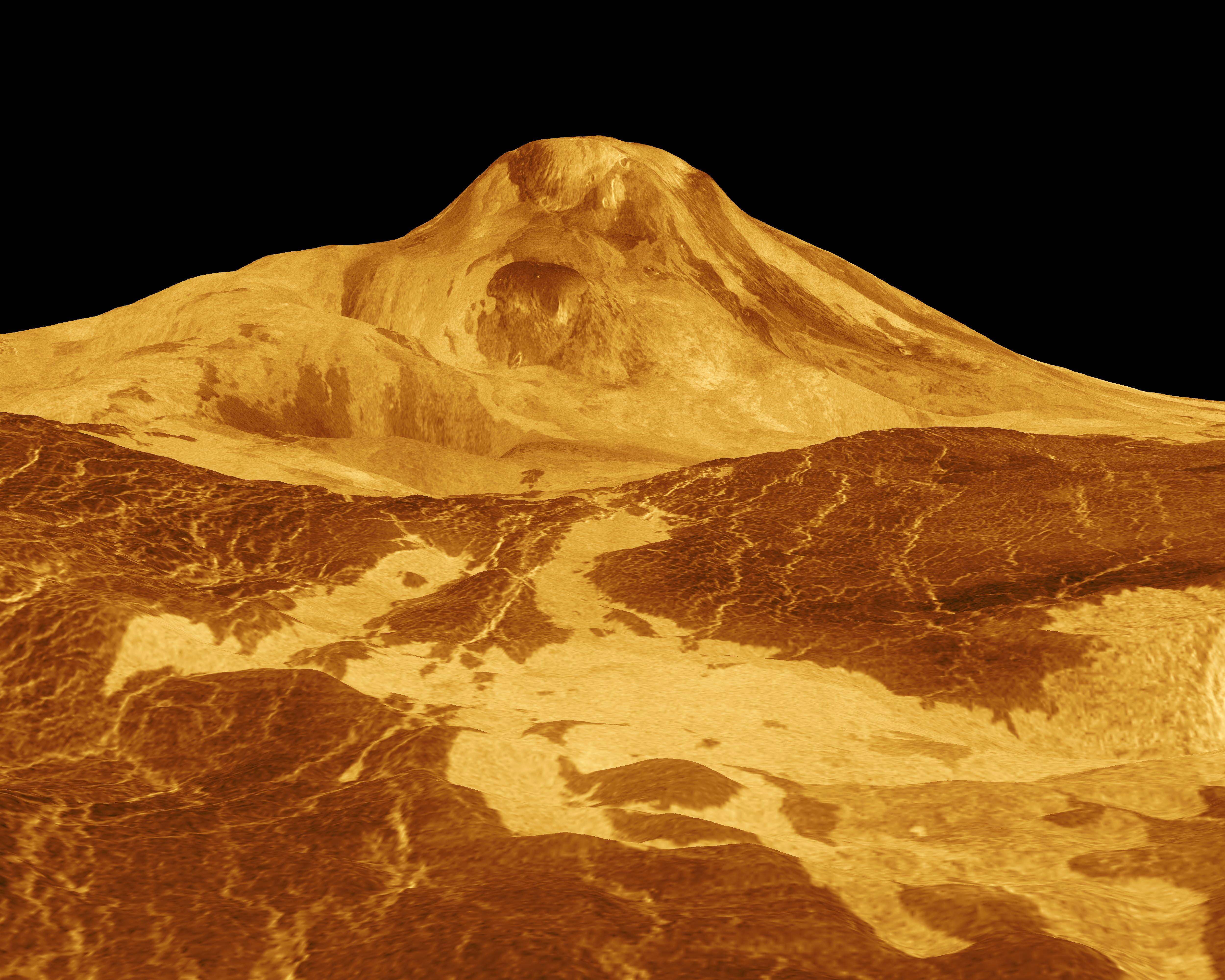
Simulation en 3D avec exagération verticale de Maat Mons, plus haut volcan vénusien, par ses huit kilomètres d'altitude.
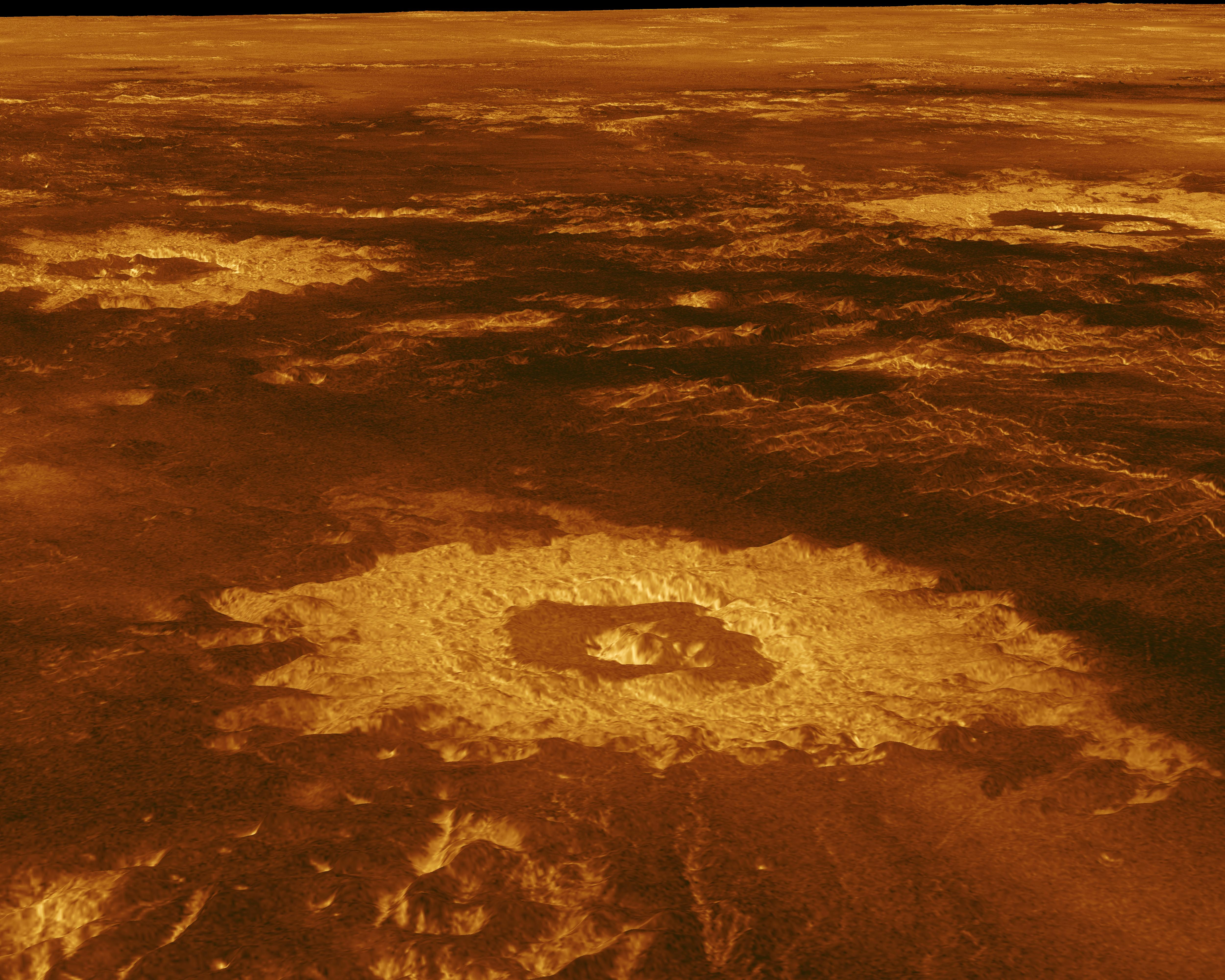
Simulation en 3D de cratères d'impact sur Vénus, figurant au premier plan le cratère Saskia.
Photo du sol vénusien couvert de roches volcaniques et de son ciel opaque, prise par la sonde Venera 9 en 1975.

#### Terre

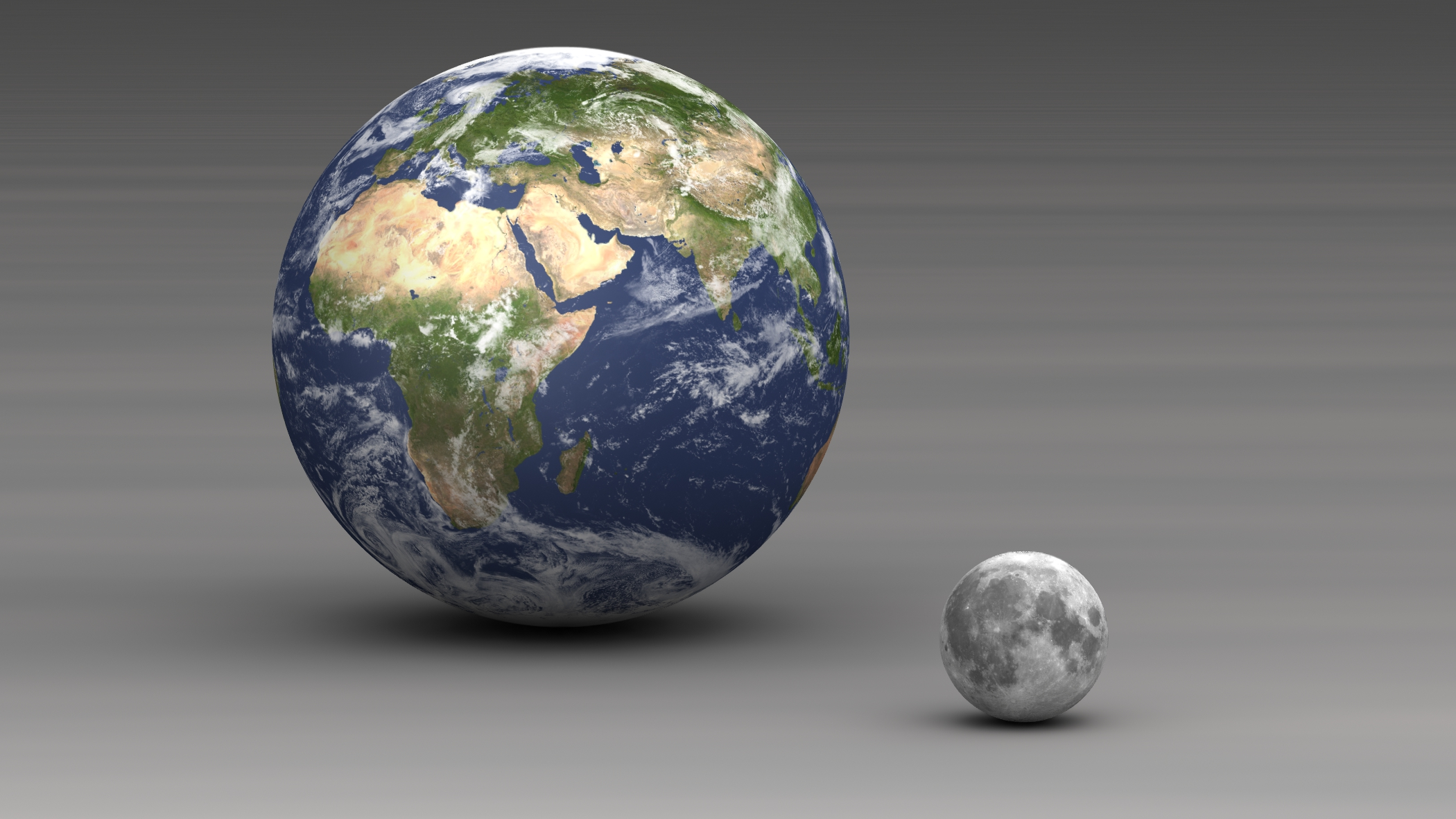
La Terre et son satellite la Lune (dimensions à l’échelle).

La Terre (1 au) est la plus grande (12 756 km de diamètre) et la plus massive des planètes telluriques ainsi que la plus dense du Système solaire,. Elle est notamment le seul objet céleste connu pour abriter la vie,. Elle orbite autour du Soleil en 365,256 jours solaires — une année sidérale — et réalise une rotation sur elle-même relativement au Soleil en 23 h 56 min 4 s — un jour sidéral — soit un peu moins que son jour solaire de 24 h du fait de ce déplacement autour du Soleil. L'axe de rotation de la Terre possède une inclinaison de 23°, ce qui cause l'apparition de saisons,.
La Terre possède un satellite en rotation synchrone autour d'elle, la Lune, le seul satellite significativement grand d'une planète tellurique dans le Système solaire,. Selon l'hypothèse de l'impact géant, ce satellite s'est formé à la suite d'une collision de la proto-Terre avec un impacteur de la taille de la planète Mars (nommé Théia) peu après la formation de la planète il y a 4,54 milliards d'années,,. L'interaction gravitationnelle avec son satellite crée les marées, stabilise son axe de rotation et réduit graduellement sa vitesse de rotation,. La planète évolue également dans un disque de poussière autour du Soleil.
Son enveloppe rigide — appelée la lithosphère — est divisée en différentes plaques tectoniques qui migrent de quelques centimètres par an. Environ 71 % de la surface de la planète est couverte d'eau liquide — fait unique parmi les planètes telluriques, avec notamment des océans, mais aussi des lacs et rivières, constituant l'hydrosphère — et les 29 % restants sont des continents et des îles, tandis que la majeure partie des régions polaires est couverte de glace,. La structure interne de la Terre est géologiquement active, le noyau interne solide et le noyau externe liquide (composés tous deux essentiellement de fer) permettant notamment de générer le champ magnétique terrestre par effet dynamo et la convection du manteau terrestre (composé de roches silicatées) étant la cause de la tectonique des plaques, activité qu'elle est la seule planète à connaître. L’atmosphère terrestre est radicalement différente de celle des autres planètes, car elle a été altérée par la présence de formes de vie jusqu'à contenir de nos jours 21 % d’oxygène,,. Celle-ci augmente également la température moyenne de 33 kelvins par effet de serre, la faisant atteindre 288 K (15 °C) et permettant l'existence d'eau liquide.

Images du système Terre-Lune
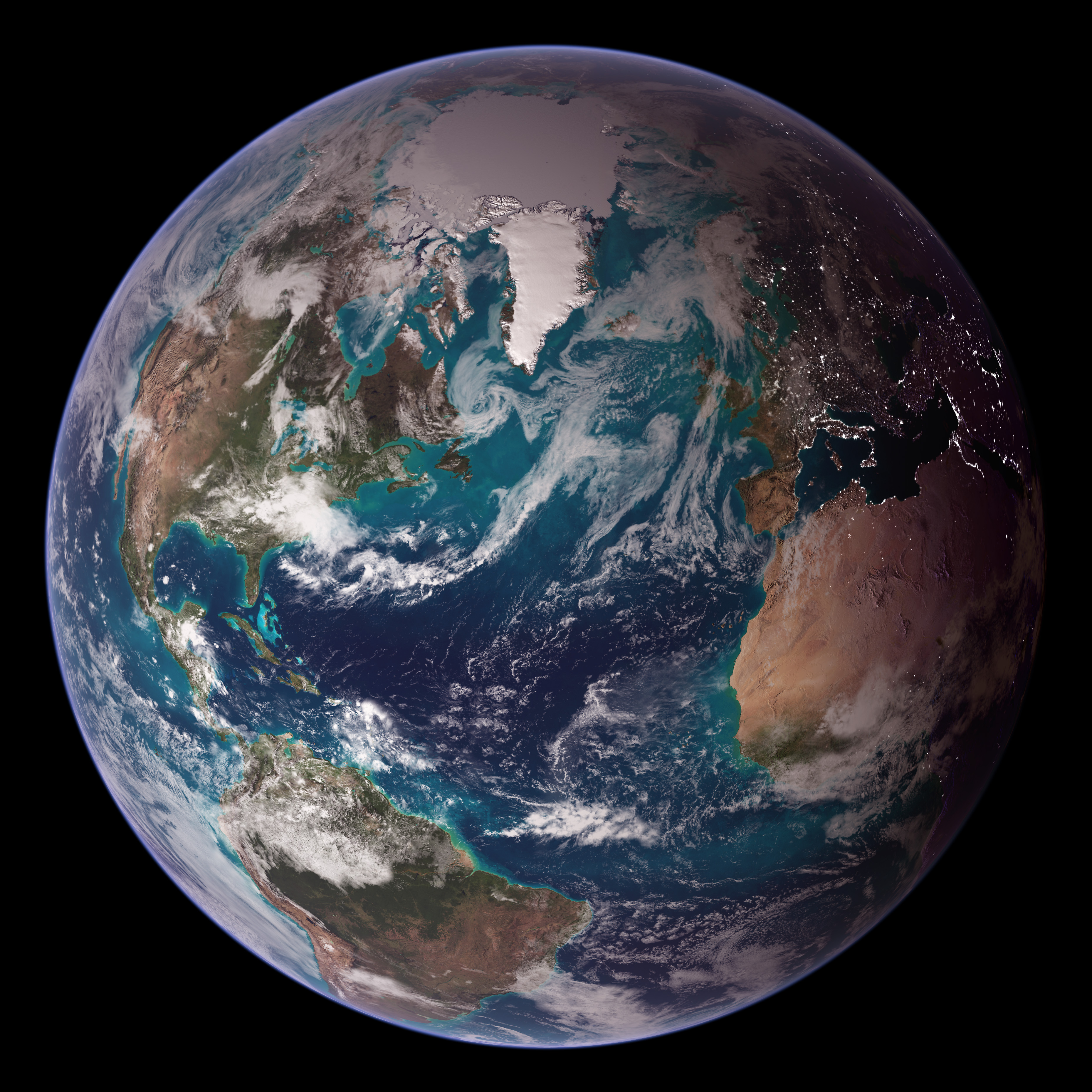
Image composite de l'hémisphère ouest terrestre réalisée à partir de données satellites par la NASA en 2007.
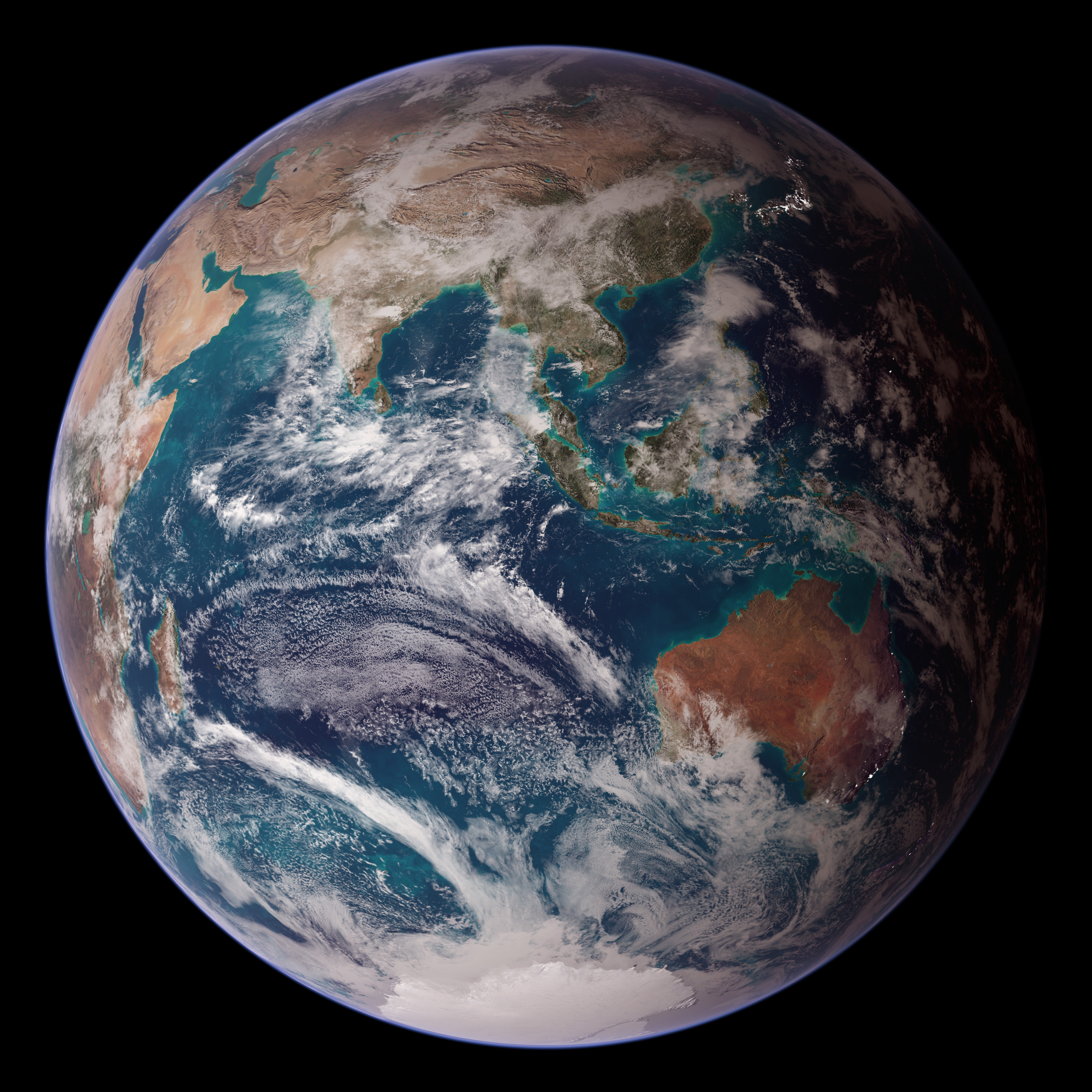
Image composite de l'hémisphère est terrestre réalisée à partir de données satellites par la NASA en 2007.
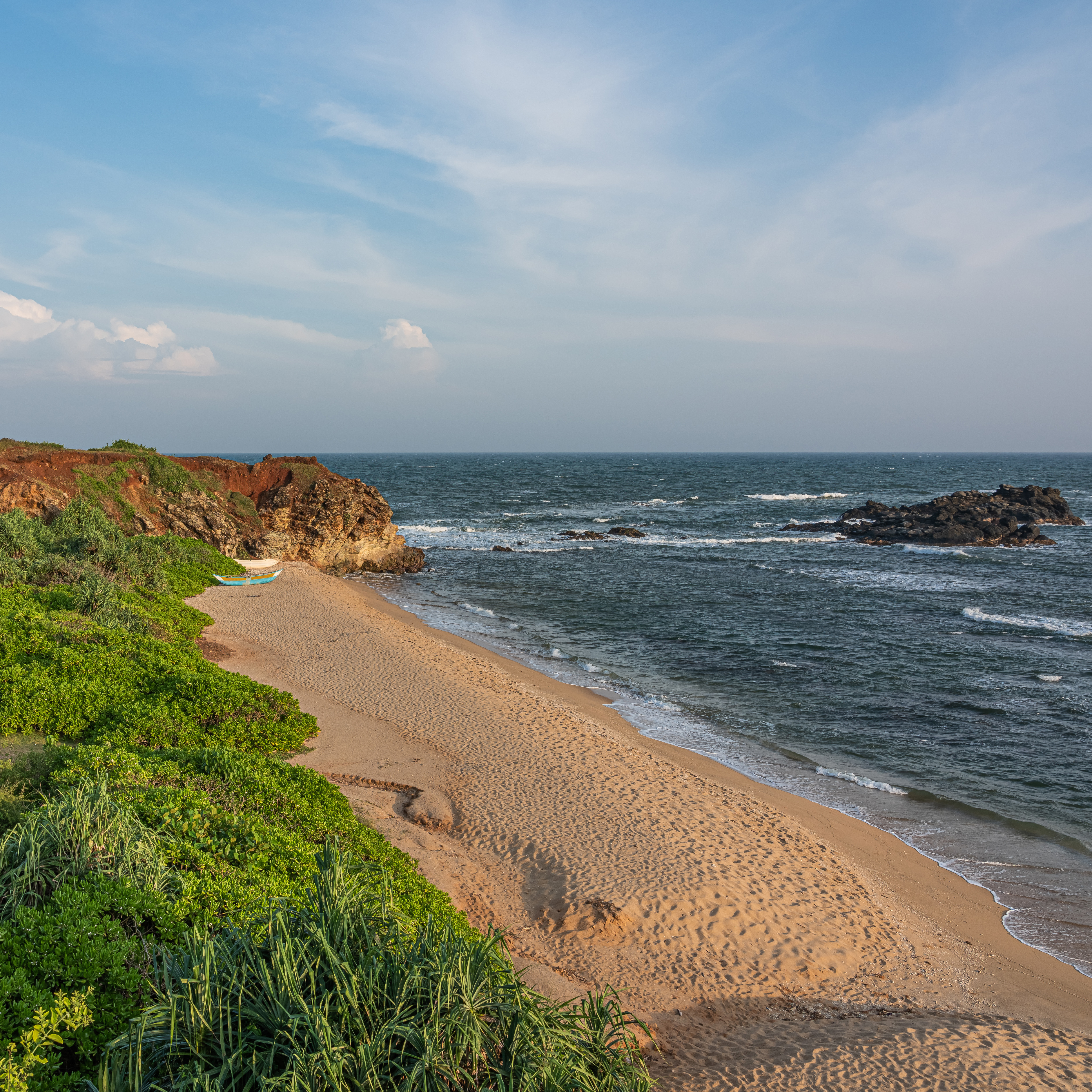
Les trois zones où la vie est présente sur Terre : lithosphère, hydrosphère et atmosphère.
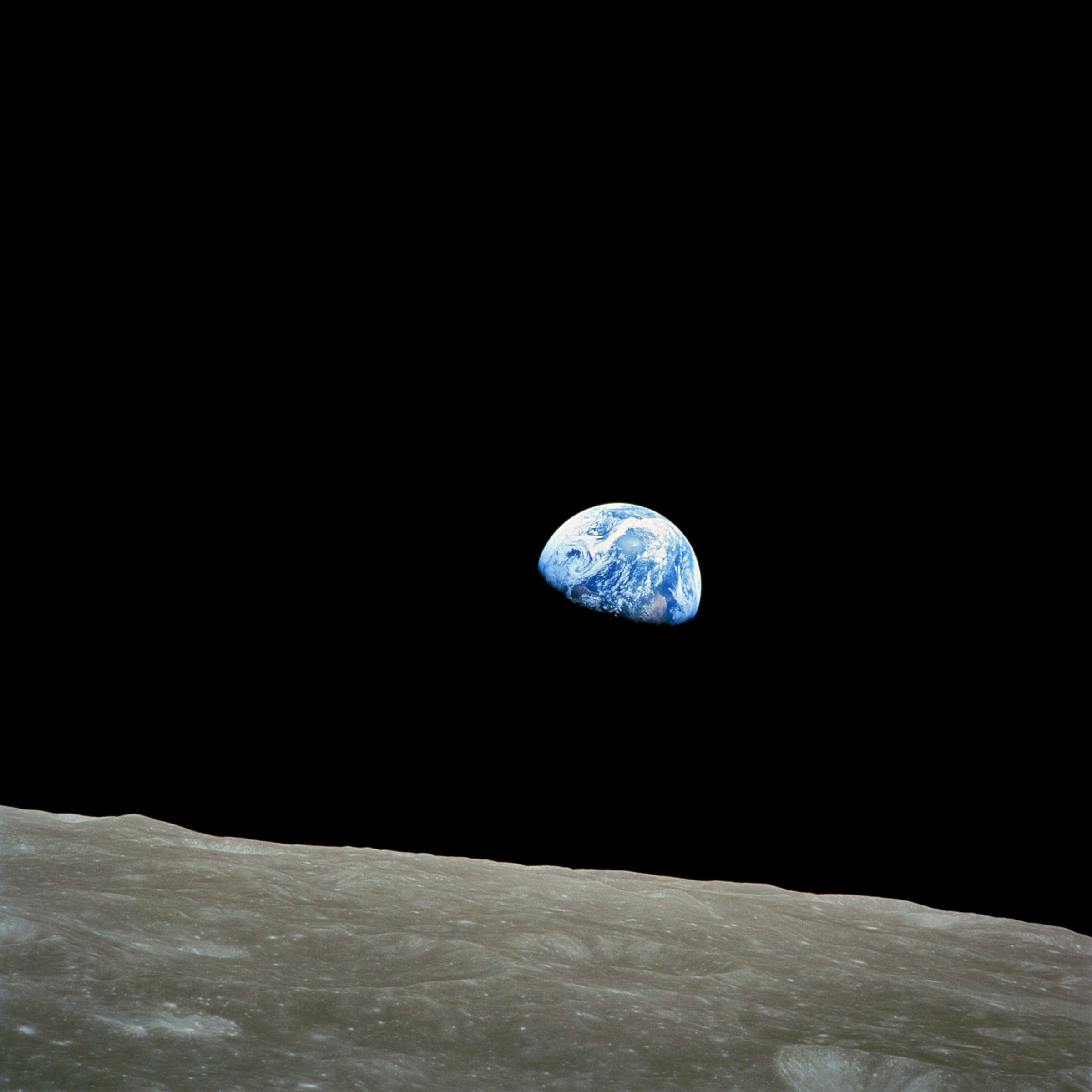
Lever de Terre, pris par William Anders en 1968 durant la mission Apollo 8 vers la Lune.
Un Homo sapiens originaire de la Terre (Buzz Aldrin) pris en photo sur la Lune en 1969.

#### Mars
Mars (1,5 au) est deux fois plus petite que la Terre et Vénus, et fait seulement environ le dixième de la masse terrestre,,. Sa période de révolution autour du Soleil est de 687 jours terrestres et sa journée dure 24 heures et 39 minutes,. La période de rotation de Mars est du même ordre que celle de la Terre et son obliquité lui confère un cycle des saisons similaire au cycle terrestre. Ces saisons sont toutefois marquées par une excentricité orbitale cinq fois et demie plus élevée que celle de la Terre, d'où une asymétrie saisonnière sensiblement plus prononcée entre les deux hémisphères et un climat qui peut être qualifié d'hyper-continental : en été, la température dépasse rarement les 20 à 25 °C à l'équateur, alors qu'elle peut chuter jusqu'à −120 °C, voire moins pendant l'hiver aux pôles,.
Elle possède une atmosphère ténue, principalement composée de dioxyde de carbone, et une surface désertique caractérisée visuellement par sa couleur rouge, due à l'abondance d'hématite amorphe ou oxyde de fer(III),. Sa topographie présente des analogies aussi bien avec la Lune, par ses cratères et ses bassins d'impact en raison de sa proximité avec la ceinture d'astéroïdes, qu'avec la Terre, par des formations d'origine tectonique et climatique telles que des volcans, des rifts, des vallées, des mesas, des champs de dunes et des calottes polaires,. Le plus haut volcan du Système solaire, Olympus Mons (qui est un volcan bouclier), et le plus grand canyon, Valles Marineris, se trouvent sur Mars,. Ces structures géologiques montrent des signes d’une activité géologique, voire hydraulique, qui a peut-être persisté jusqu’à récemment, mais qui est presque totalement arrêtée de nos jours, ; seuls des événements mineurs surviendraient encore épisodiquement à sa surface, tels que des glissements de terrain ou de rares éruptions volcaniques sous forme de petites coulées de lave. La planète est par ailleurs dépourvue de champ magnétique global.
Mars possède deux très petits satellites naturels de quelques dizaines de kilomètres de diamètre, Phobos et Déimos, qui pourraient être des astéroïdes capturés, mais le consensus actuel privilégie une formation à la suite d'un choc avec la planète en raison de leur faible éloignement à la planète,,. Ceux-ci sont en rotation synchrone — montrant donc toujours la même face à la planète — mais, du fait des forces de marée avec la planète, l'orbite de Phobos diminue et le satellite se décomposera lorsqu'il aura franchi la limite de Roche, tandis que Déimos s'éloigne progressivement.

Images du système martien
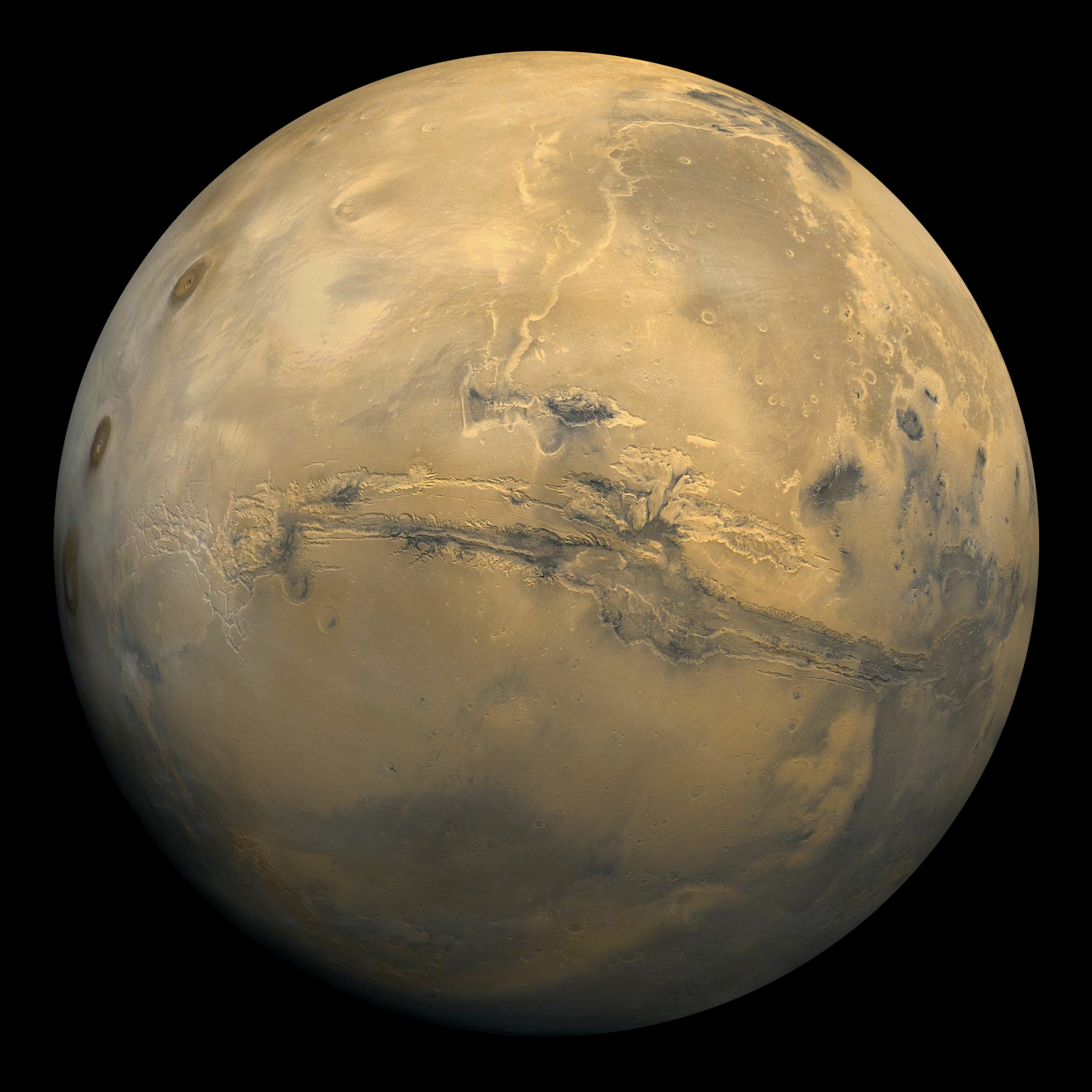
Photo de Mars prise par Viking 1 en 1980 et centrée sur Valles Marineris.
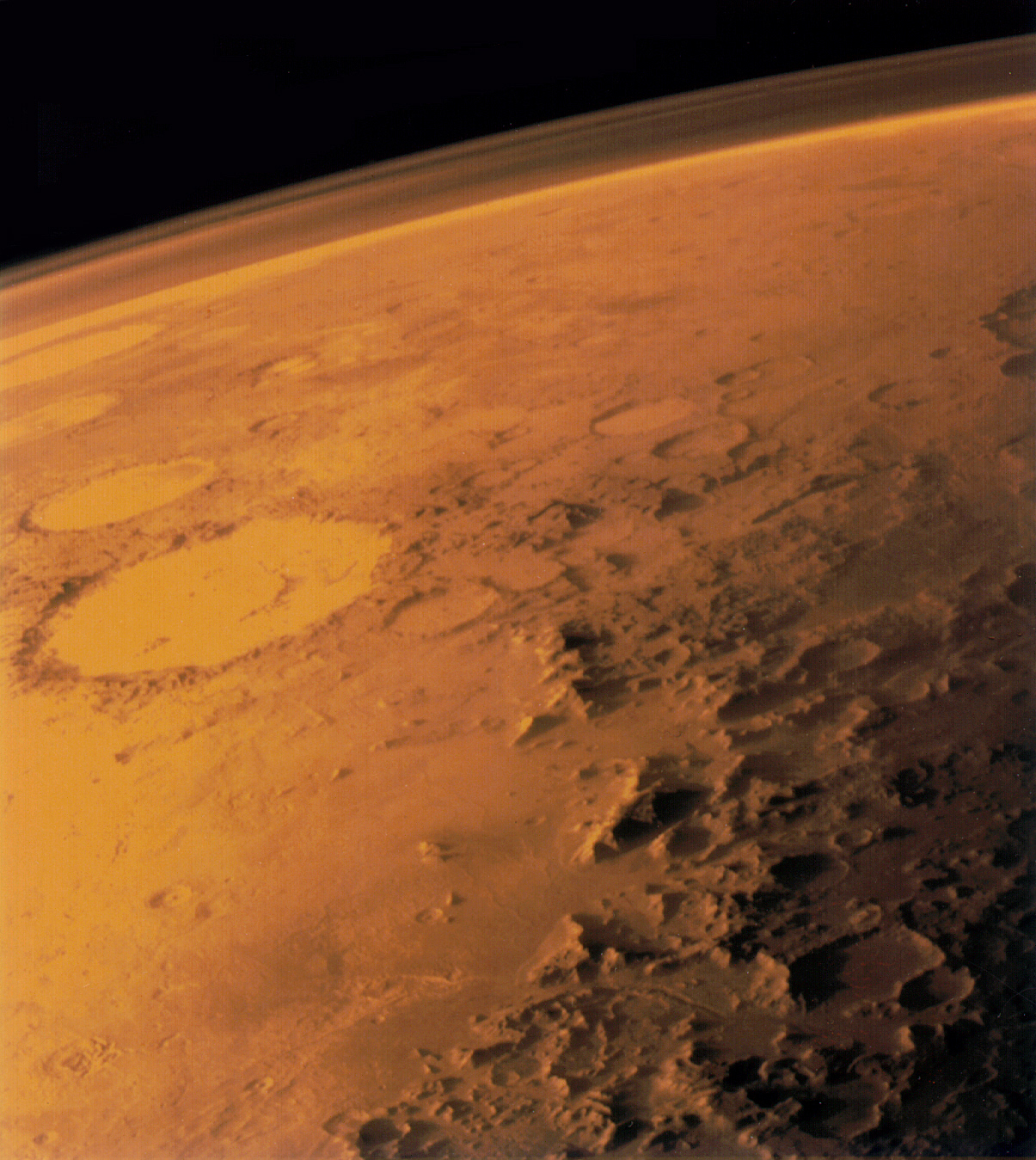
Image par Viking 1 de l'Argyre Planitia révélant la fine atmosphère de la planète.
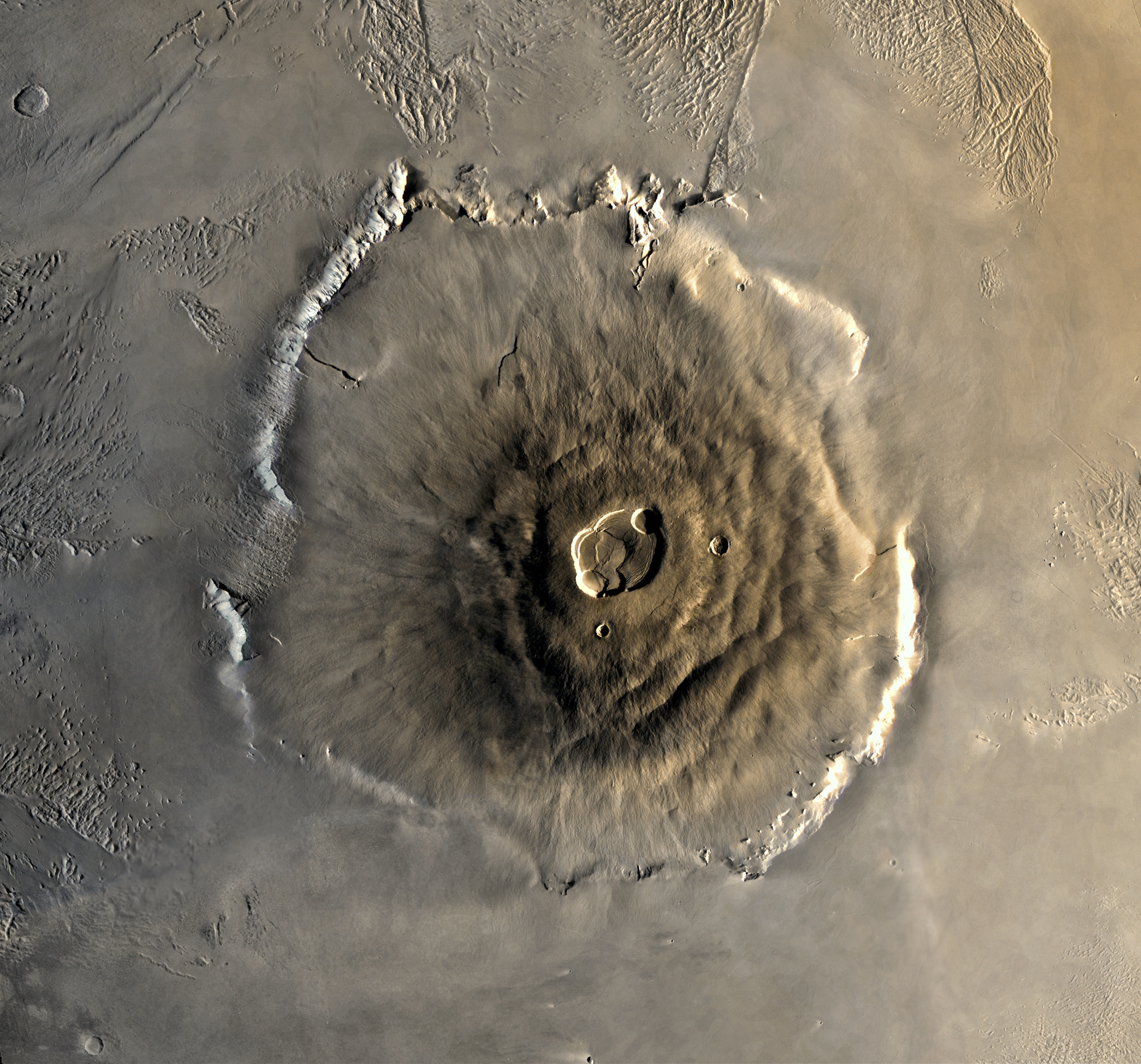
Image composite d'Olympus Mons, le plus haut sommet d'une planète du Système solaire[d](Viking 1, 1978).
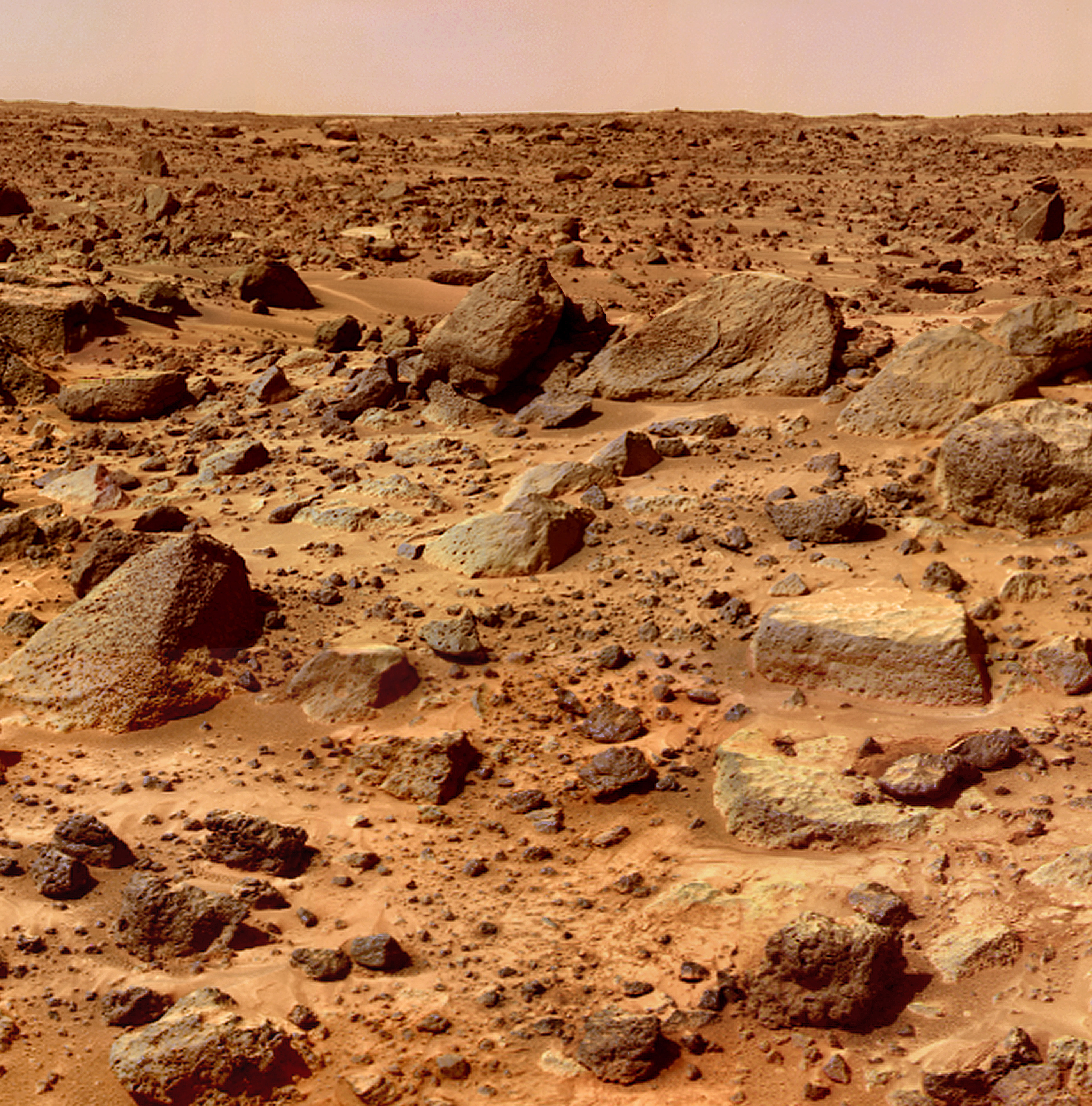
Sol martien jonché de rochers volcaniques vu par l'atterrisseur Mars Pathfinder en 1997.
Phobos passant devant Déimos pris par l'astromobile Curiosity en 2013.

#### Comparaison
| Planète | Rayon équatorial         | Masse                            | Gravité                 | Inclinaison de l’axe |
| ------- | ------------------------ | -------------------------------- | ----------------------- | -------------------- |
| Mercure | 2 439,7 km (0,383 Terre) | 3,301 × 1023 kg (0,055 Terre)    | 3,70 m/s2 (0,378 g)     | 0,03°                |
| Vénus   | 6 051,8 km (0,95 Terre)  | 4,867 5 × 1024 kg (0,815 Terre)  | 8,87 m/s2 (0,907 g)     | 177,36°              |
| Terre   | 6 378,137 km             | 5,972 4 × 1024 kg                | 9,780 m/s2 (0,997 32 g) | 23,44°               |
| Mars    | 3 396,2 km (0,532 Terre) | 6,441 71 × 1023 kg (0,107 Terre) | 3,69 m/s2 (0,377 g)     | 25,19°               |

### Ceinture d'astéroïdes

#### Caractéristiques

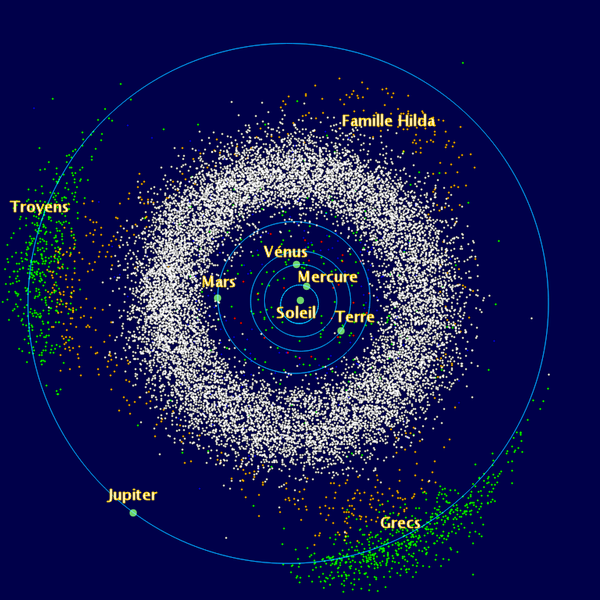
Schéma de la ceinture d'astéroïdes et des astéroïdes troyens de Jupiter.

Les astéroïdes sont principalement de petits corps du Système solaire composés de roches et de minéraux métalliques non volatils, de forme et de tailles irrégulières — allant de plusieurs centaines de kilomètres à des poussières microscopiques — mais beaucoup plus petits que les planètes,. Une région de forme torique située entre les orbites de Mars et de Jupiter, principalement à une distance allant de 2,3 à 3,3 au du Soleil, en contient un très grand nombre et est ainsi appelée ceinture d'astéroïdes, ou ceinture principale pour la distinguer des autres regroupements d'astéroïdes du Système solaire comme la ceinture de Kuiper ou le nuage de Oort.
La ceinture d'astéroïdes s'est formée à partir de la nébuleuse solaire primordiale en tant que groupe de planétésimaux. Cependant, les perturbations gravitationnelles de Jupiter imprègnent les protoplanètes d'une énergie orbitale trop importante pour qu'elles puissent s'accréter en une planète et causent de violentes collisions. En conséquence, 99,9 % de la masse initiale de la ceinture d'astéroïdes est perdue au cours des cent premiers millions d'années de l'histoire du Système solaire et certains fragments sont projetés vers le Système solaire intérieur, entraînant des impacts de météorites avec les planètes intérieures. La ceinture d'astéroïdes est toujours la source principale de météorites reçues sur Terre.
Elle contiendrait entre un et deux millions d'astéroïdes plus larges qu'un kilomètre, certains comportant des lunes parfois aussi larges qu'eux-mêmes, mais peu dépassent les 100 kilomètres de diamètre,. La masse totale de la ceinture d'astéroïdes vaut environ 5 % de celle de la Lune et les astéroïdes sont relativement éloignés les uns des autres, impliquant que de nombreuses sondes spatiales aient pu la traverser sans incident,,.

#### Groupes et familles d'astéroïdes

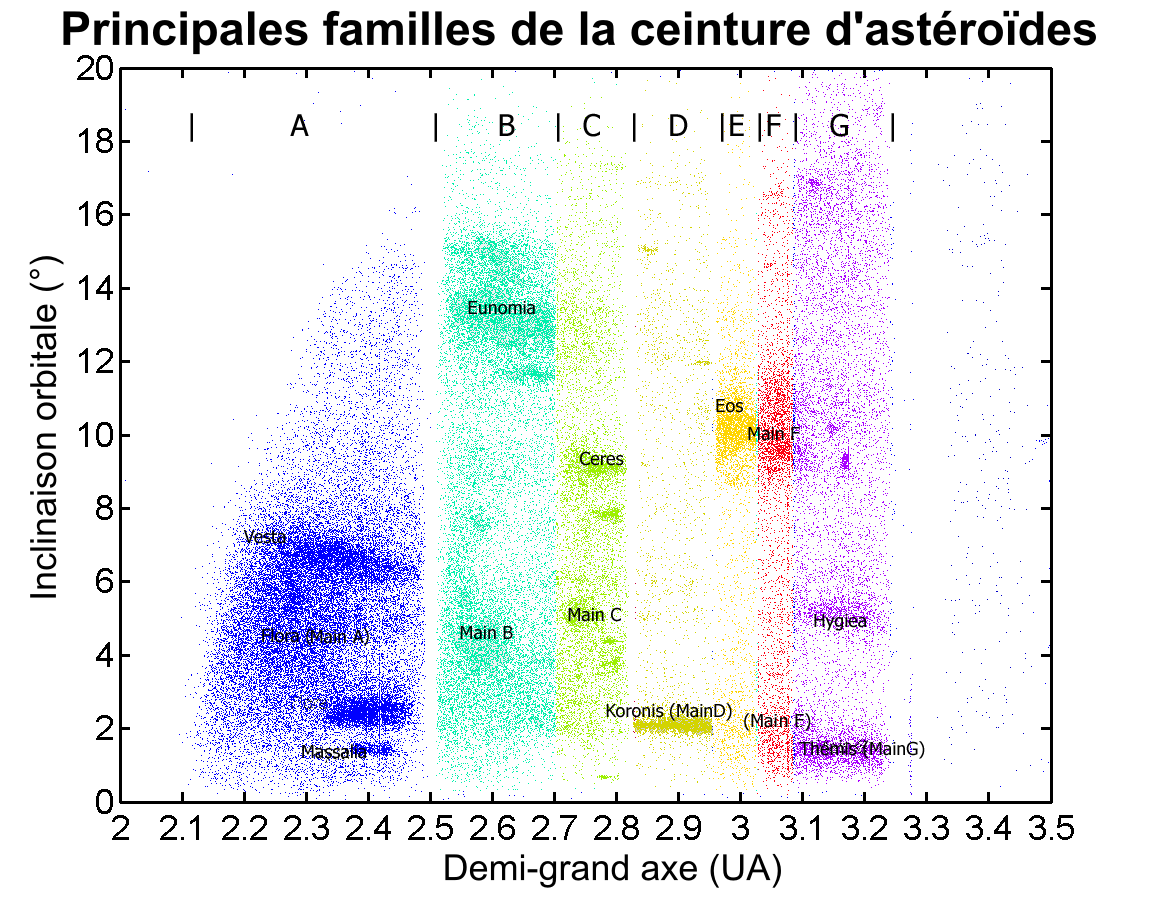
Principales familles de la ceinture d'astéroïdes mises en évidence à travers leur demi-grand axe et leur inclinaison orbitale.

Les astéroïdes de la ceinture principale sont divisés en plusieurs groupes et familles, des ensembles de planètes mineures qui partagent des éléments orbitaux similaires (tels que le demi-grand axe, l'excentricité ou l'inclinaison orbitale), mais ont également tendance à avoir des compositions de surface proches,. Les familles sont supposées être des fragments de collisions passées entre astéroïdes tandis que les groupes découlent seulement de phénomènes dynamiques non collisionnels et jouent un rôle plus structurant dans la disposition des planètes mineures au sein du Système solaire. Parmi les principaux groupes, on peut par exemple citer le groupe de Hilda, situé en périphérie externe de la ceinture entre 3,7 et 4,1 au et dont les astéroïdes sont en résonance 3:2 avec Jupiter, ou le groupe de Hungaria, qui se trouve lui en périphérie interne entre 1,8 et 2 au,.
Les astéroïdes individuels de la ceinture d'astéroïdes sont classés selon leur spectre, la plupart d'entre eux appartenant à trois groupes de base : carbonés (type C), silicates (type S) et riches en métaux (type M).

#### Principaux astéroïdes
Environ la moitié de la masse de la ceinture d'astéroïdes est contenue dans les quatre plus grands astéroïdes : (1) Cérès (2,77 au), (4) Vesta (2,36 au), (2) Pallas (2,77 au) et (10) Hygie (3,14 au),. À lui seul, Cérès représente même près du tiers de la masse totale de la ceinture,.
Cérès est le plus grand objet de la ceinture et le seul qui ne soit pas classé comme un petit corps, mais plutôt comme une planète naine — dont elle est d'ailleurs la plus petite reconnue du Système solaire,,. D'un diamètre de 952 km, suffisant pour que sa propre gravité lui donne une forme sphérique, Cérès est considérée comme une planète lors de sa découverte au XIXe siècle, puis recatégorisé comme astéroïde dans les années 1850 lorsque des observations révèlent leur abondance,. Sa surface est probablement composée d'un mélange de glace d'eau et de divers minéraux hydratés (notamment des carbonates et de l'argile), et de la matière organique a été décelée ainsi que la présence de geysers. Il semble que Cérès possède un noyau rocheux et un manteau de glace, mais elle pourrait également héberger un océan d'eau liquide, ce qui en fait une piste pour la recherche de vie extraterrestre,.
Vesta, Pallas ou Hygie ont tous un diamètre moyen inférieur à 600 km, mais pourraient éventuellement être reclassés comme planètes naines s'il est démontré qu'ils ont atteint un équilibre hydrostatique,,.

Les cinq plus grands astéroïdes de la ceinture principale
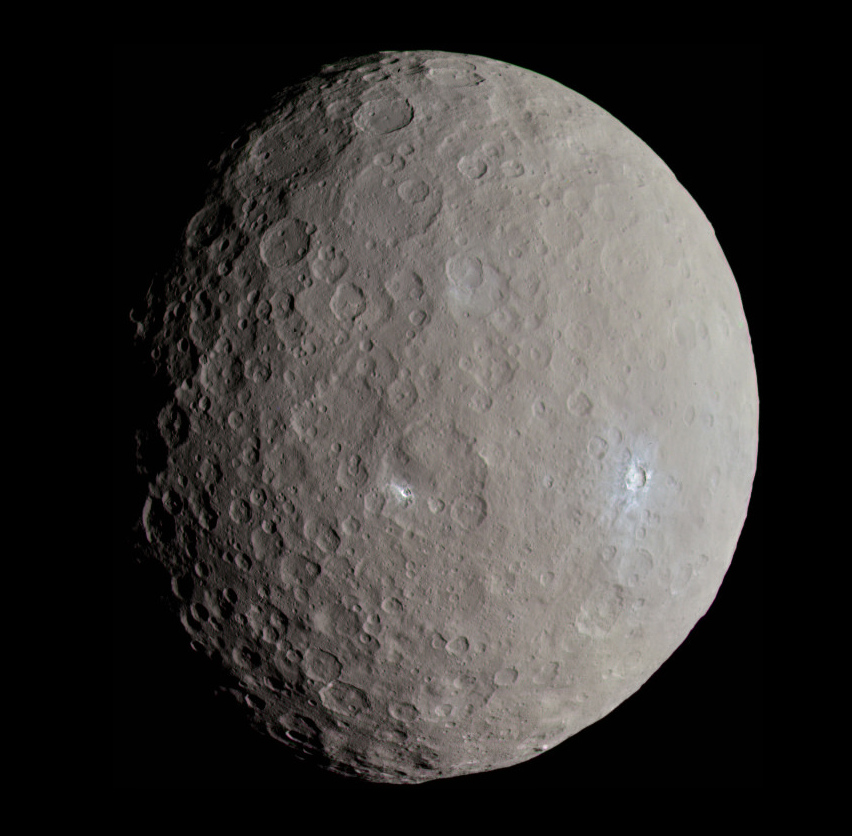
(1) Cérès (939 km[f]) vu par la sonde spatiale Dawn en 2015.
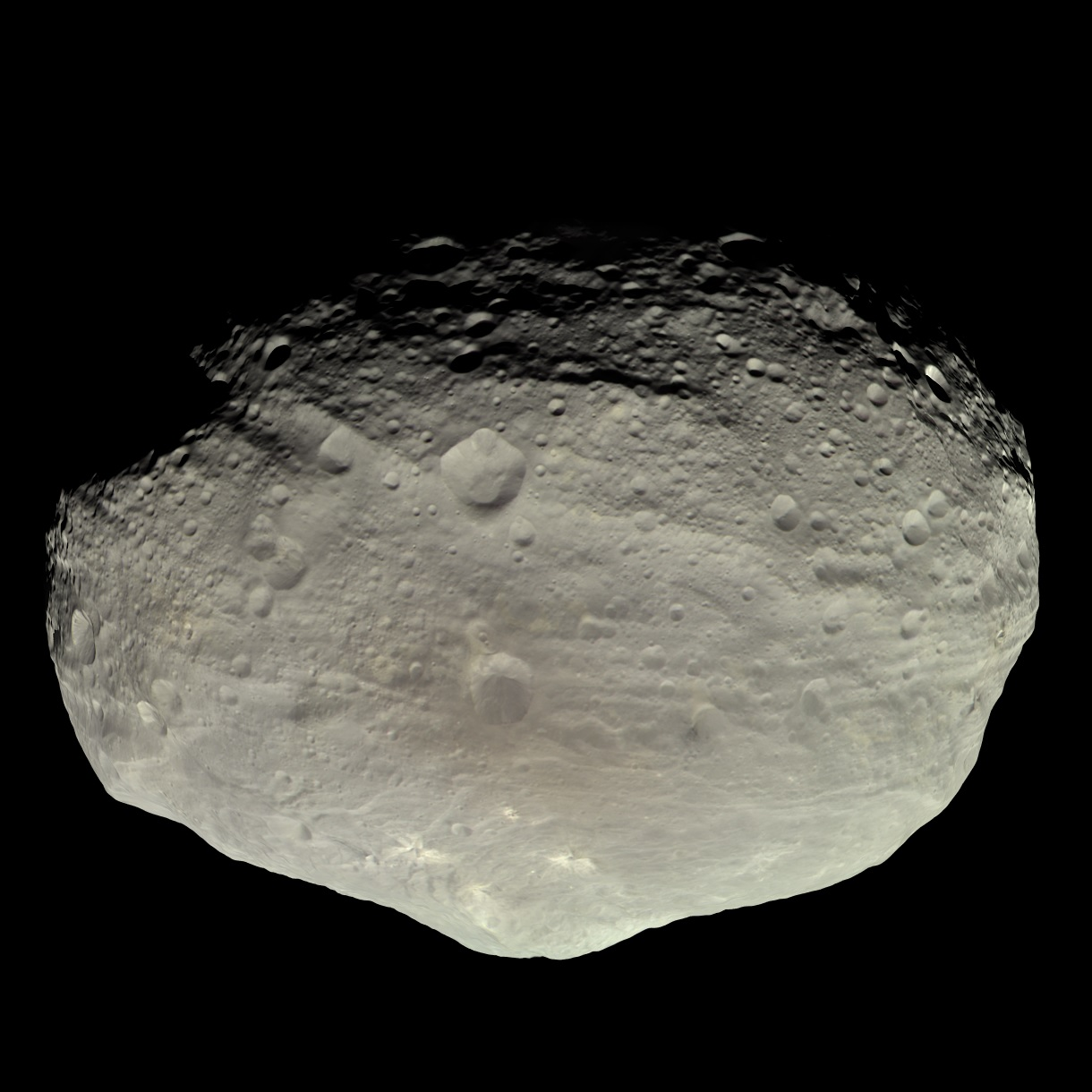
(4) Vesta (525 km) vu en vraies couleurs par la sonde spatiale Dawn en 2011.
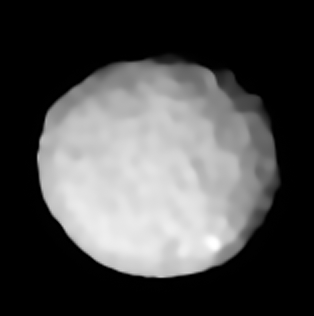
(2) Pallas (512 km) vu par l'instrument SPHERE du Très Grand Télescope en 2017.
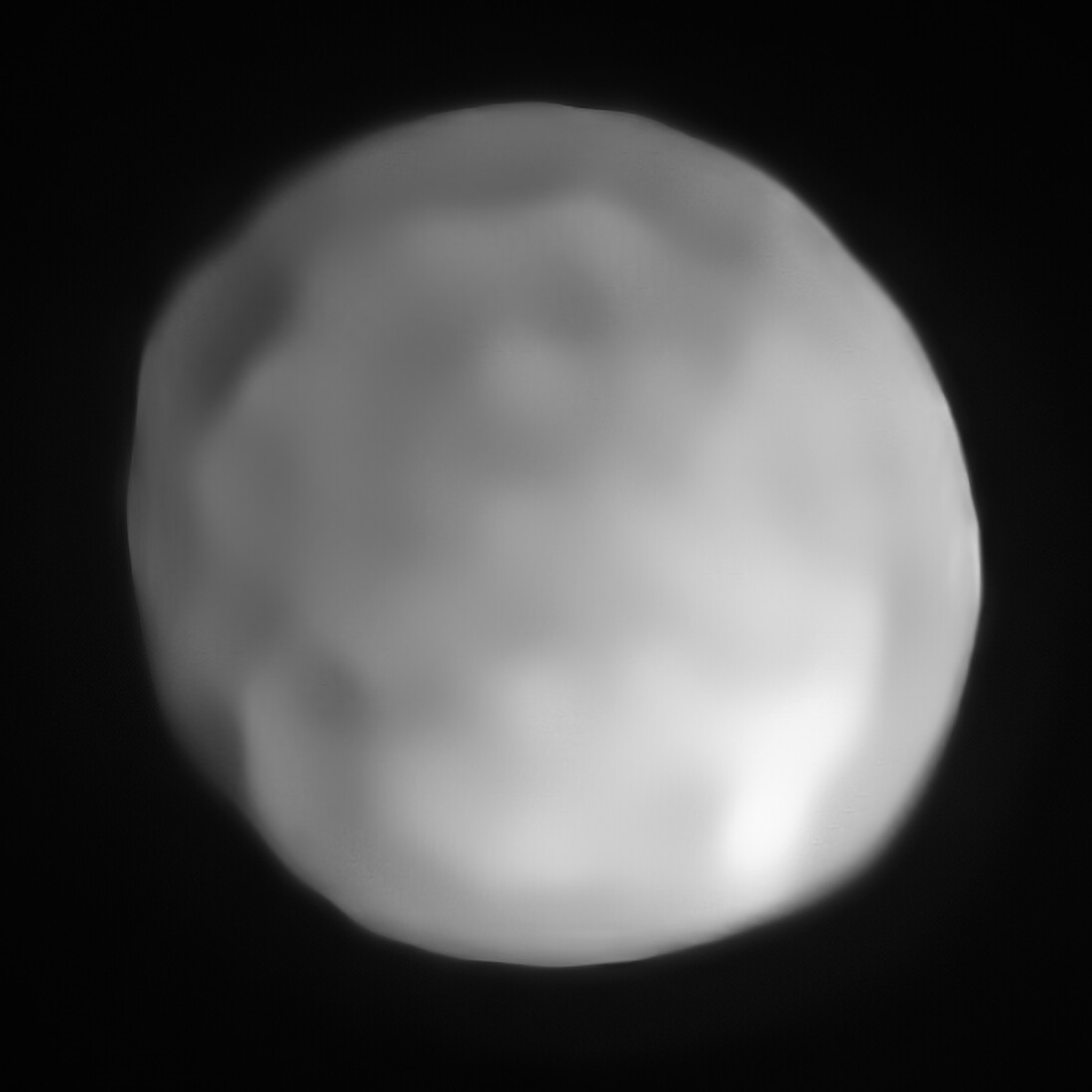
(10) Hygie (434 km) vu par l'instrument SPHERE du Très Grand Télescope en 2019.
- (704) Interamnia (317 km) vu par l'instrument SPHERE du Très Grand Télescope en 2021.

## Système solaire externe
Au-delà de la ceinture d'astéroïdes s'étend une région dominée par les géantes gazeuses et leurs satellites naturels,. De nombreuses comètes à courte période, y compris les centaures, y résident également. Si cette dénomination s'appliquait un temps jusqu'aux limites du Système solaire, les parties les plus extérieures du Système solaire situées après l'orbite de Neptune sont désormais considérées comme une région distincte constituée des objets transneptuniens depuis la découverte de la ceinture de Kuiper,.
Les objets solides de cette région sont composés d'une plus grande proportion de « glaces » (eau, ammoniac, méthane) que leurs correspondants du Système solaire interne, notamment parce qu'elle se trouve en grande partie après la ligne des glaces et que les températures plus basses permettent à ces composés de rester solides,.

### Planètes externes

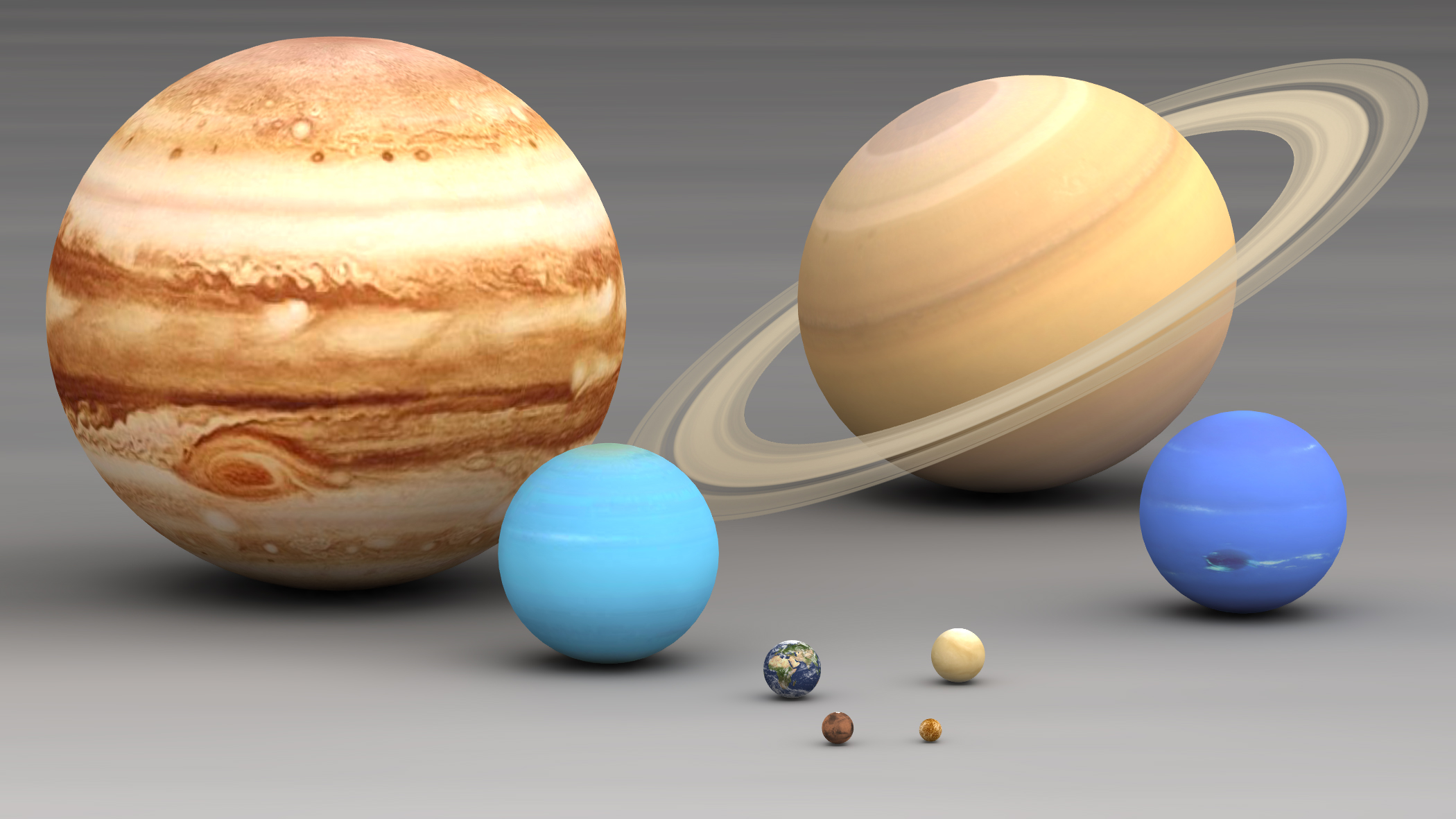
Les planètes externes (par taille décroissante) : Jupiter, Saturne, Uranus, Neptune comparées aux planètes internes : la Terre, Vénus, Mars et Mercure (à l’échelle).

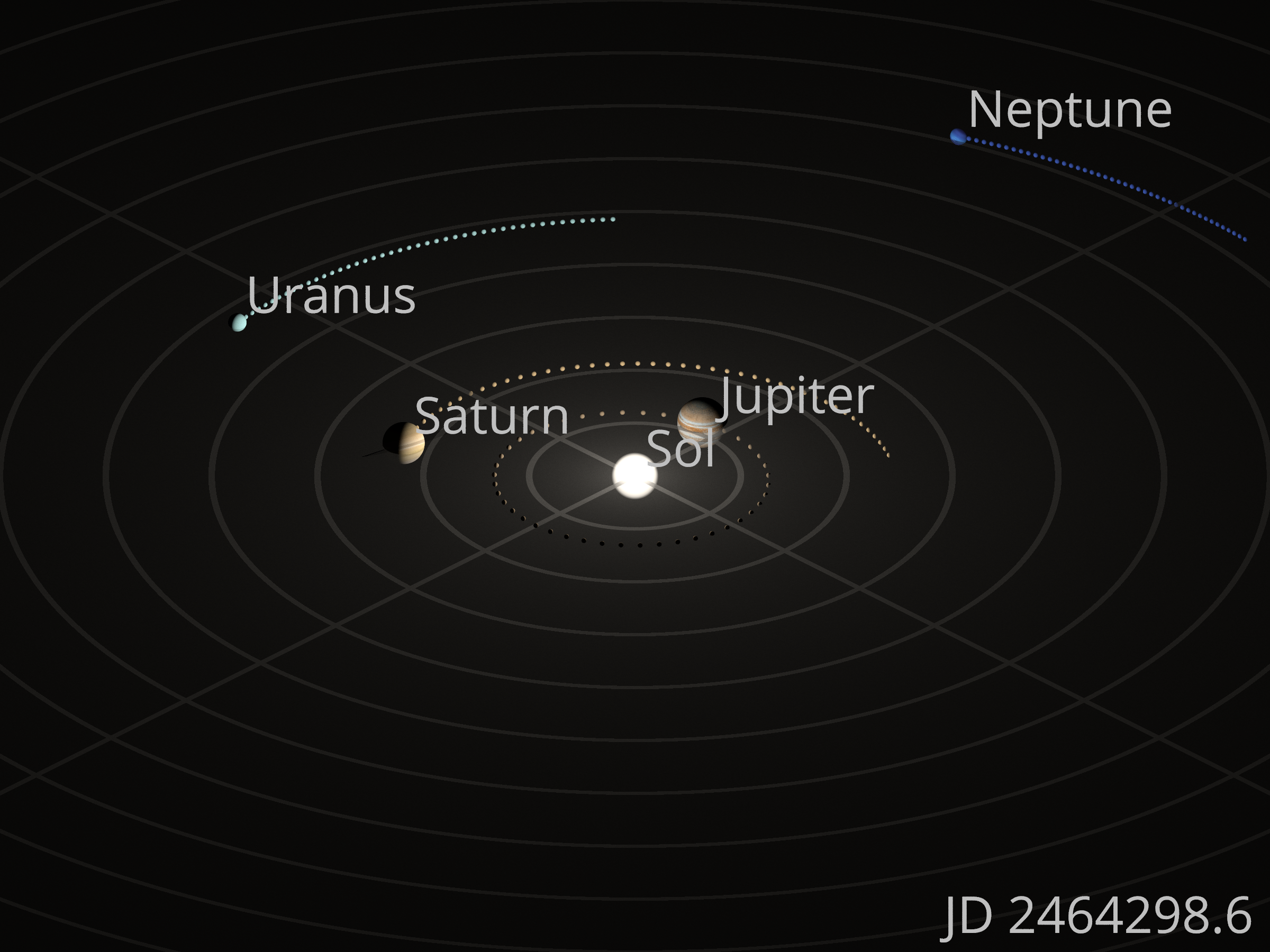
Planétaire montrant les orbites des planètes externes. Les sphères représentent les positions des planètes tous les 100 jours du 21 janvier 2023 (périhélie de Jupiter) au 2 décembre 2034 (aphélie de Jupiter).

Les quatre planètes extérieures, ou planètes géantes, représentent collectivement 99 % de la masse connue pour orbiter autour du Soleil,. Jupiter et Saturne représentent ensemble plus de 400 fois la masse terrestre et sont constituées en grande partie d'hydrogène et d'hélium, d'où leur désignation de géantes gazeuses ; ces compositions, assez proches de celle du Soleil quoique comprenant plus d'éléments lourds, impliquent qu'elles ont des densités faibles,. Uranus et Neptune sont beaucoup moins massives — faisant environ 20 masses terrestres chacune — et sont principalement composées de glaces, justifiant qu'elles appartiennent à la catégorie distincte des géantes de glaces. Les quatre planètes géantes possèdent un système d'anneaux planétaires, bien que seul le système d'anneaux de Saturne soit facilement observable depuis la Terre. En outre, elles ont en moyenne plus de satellites naturels que les planètes telluriques, de 14 pour Neptune à 82 pour Saturne. Si elles n'ont pas de surface solide, elles possèdent des noyaux de fer et de silicates allant de quelques à plusieurs dizaines de masses terrestres.
Le terme « planète externe » n'est pas strictement synonyme de « planète supérieure » ; le second désigne en général les planètes en dehors de l'orbite terrestre et comprend donc à la fois toutes les planètes externes et Mars,.

#### Jupiter
Jupiter (5,2 au), par ses 317 masses terrestres, est aussi massive que 2,5 fois toutes les autres planètes réunies et son diamètre avoisine les 143 000 kilomètres,. Sa période de révolution est d'environ 12 ans et sa période de rotation est d'un peu moins de 10 heures,,.
Elle est composée essentiellement d'hydrogène et d'hélium, d'un peu d'ammoniac et de vapeur d'eau ainsi que probablement un noyau solide rocheux, mais n'a pas de surface définie,. Sa forte chaleur interne anime des vents violents, de près de 600 km/h, qui parcourent les couches supérieures de l'atmosphère de la planète et la divisent visiblement en plusieurs bandes colorées à différentes latitudes, séparées par des turbulences. Ce phénomène crée également un certain nombre de caractéristiques semi-permanentes, comme la Grande Tache rouge, un anticyclone observé depuis au moins le XVIIe siècle,. Sa puissante magnétosphère, animée par un courant électrique dans sa couche interne d'hydrogène métallique, crée un des plus forts champs magnétiques connus du Système solaire — dépassé seulement par les taches solaires — et des aurores polaires aux pôles de la planète. Si la température au niveau des nuages est d'environ 120 K (−153 °C), elle augmente rapidement avec la pression vers le centre de la planète du fait de la compression gravitationnelle et atteindrait 6 000 K et une pression un million de fois plus élevée que celle sur Terre à 10 000 km de profondeur,.
Jupiter possède 82 satellites connus. Les quatre plus gros, aussi appelés satellites galiléens car découverts par l'astronome italien Galilée au XVIIe siècle, Ganymède, Callisto, Io et Europe, présentent des similarités géologiques avec les planètes telluriques,,. Parmi les plus grands objets du Système solaire — ils sont tous plus grands que les planètes naines —, Ganymède est même la plus grande et la plus massive lune du Système solaire, dépassant en taille la planète Mercure,,. Par ailleurs, les trois lunes intérieures, Io, Europe et Ganymède, sont le seul exemple connu de résonance de Laplace du Système solaire : les trois corps sont en résonance orbitale 4:2:1, ce qui a un impact sur leur géologie et par exemple le volcanisme sur Io,,,.
Le système jovien comprend également les anneaux de Jupiter, mais l'influence de la planète s'étend à de nombreux objets du Système solaire, comme les astéroïdes troyens de Jupiter,.

Images du système jovien
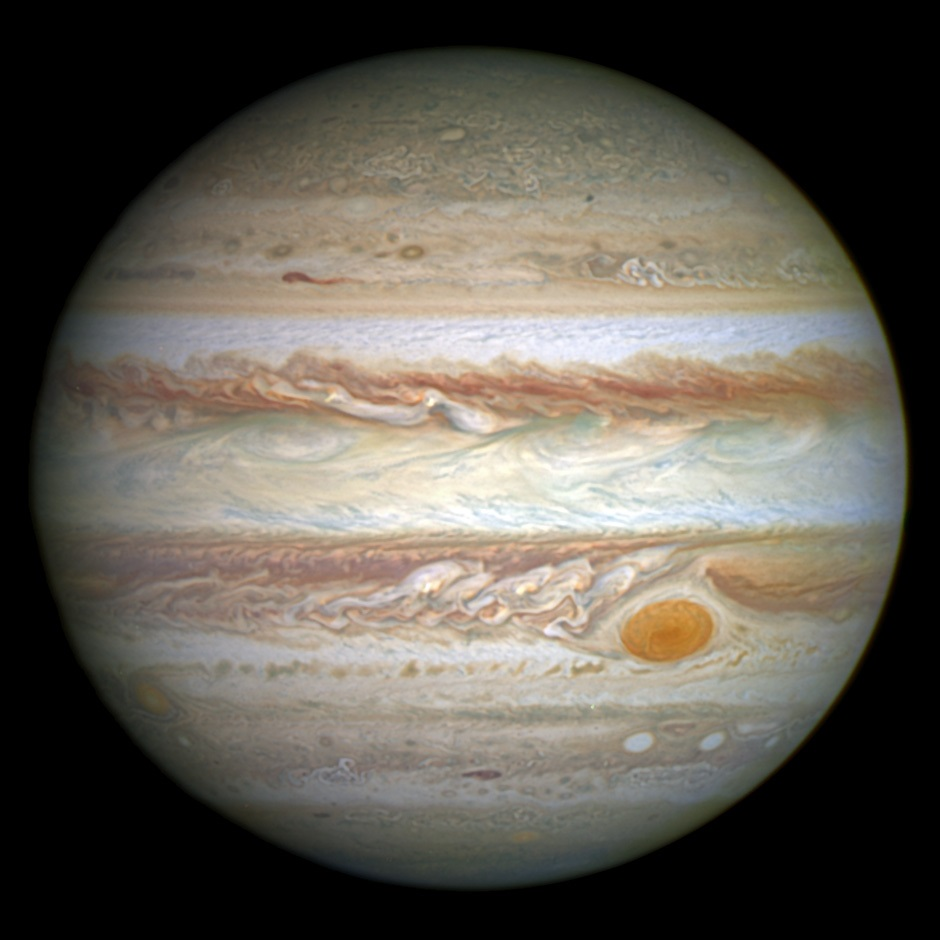
Jupiter vue par le télescope spatial Hubble en 2014 et présentant la Grande Tache rouge.
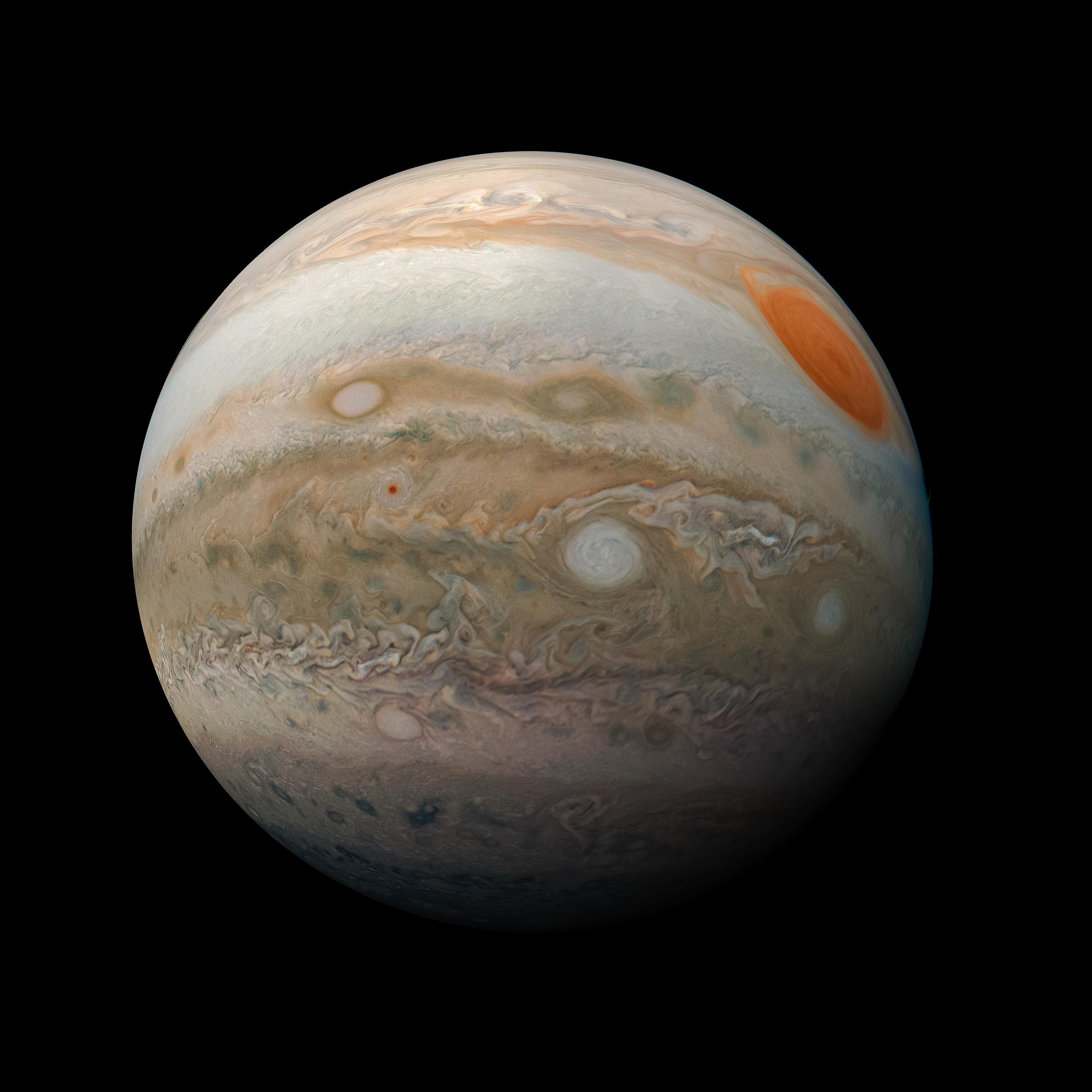
Mosaïque de Jupiter prise par Juno en 2019 et montrant diverses tempêtes.
Animation du survol de Voyager 1 de janvier à février 1979.
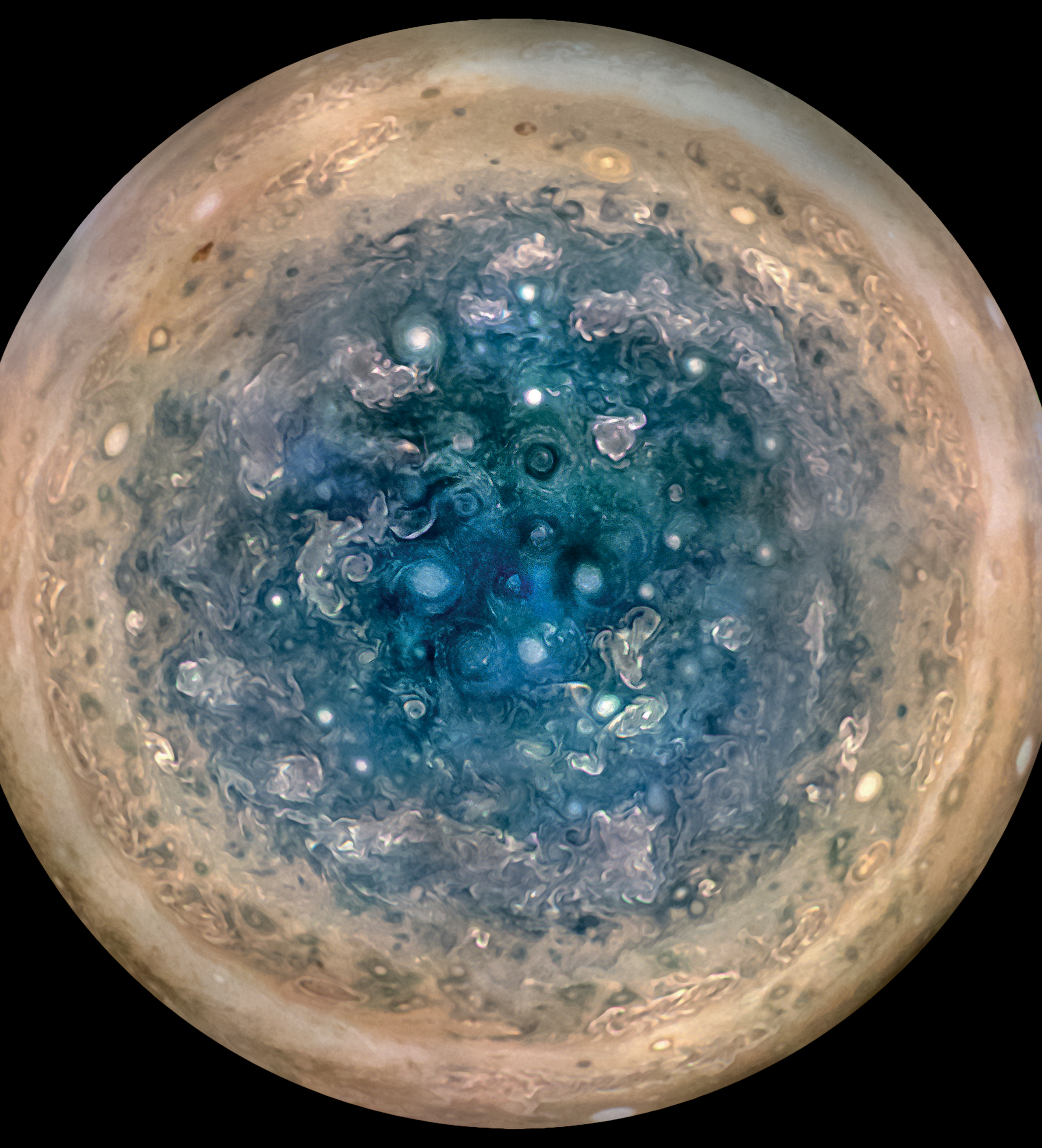
Tempêtes du pôle Sud de Jupiter prises par Juno en 2017.
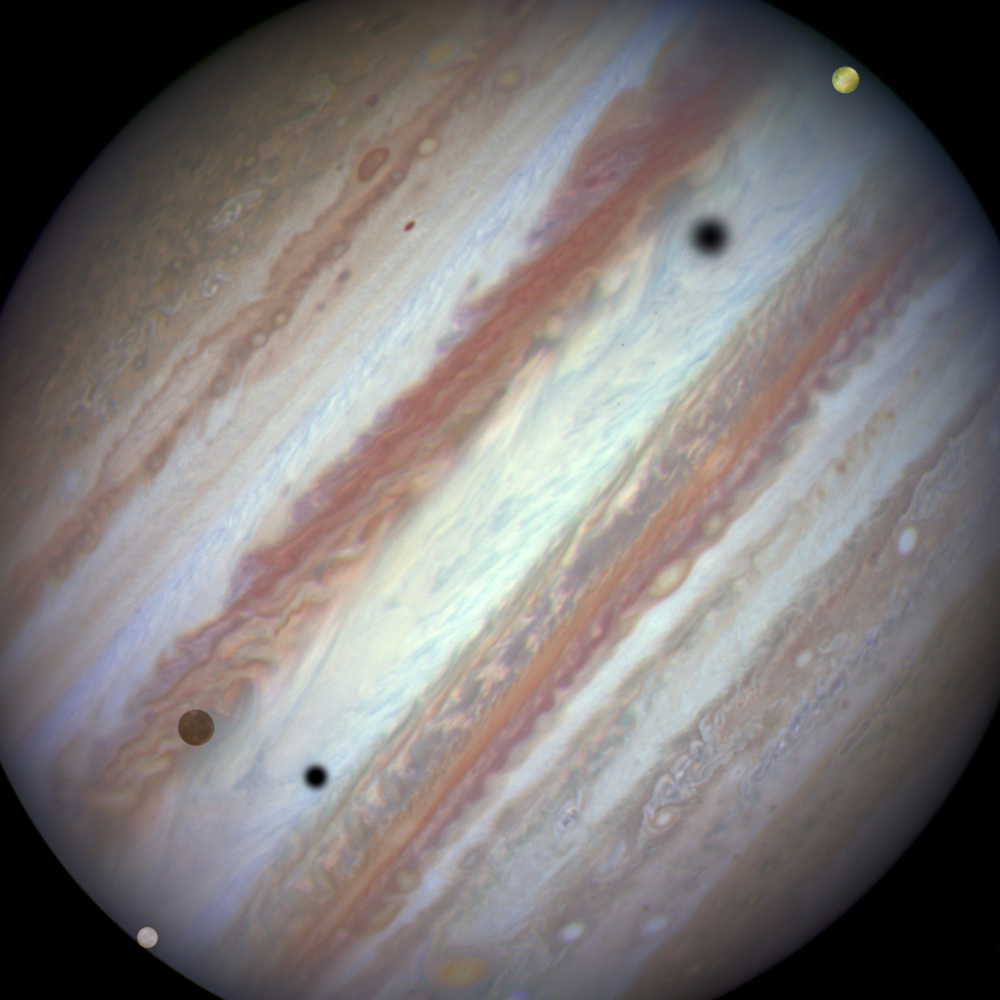
Triple transit d'Europe, Callisto et Io vu par Hubble en 2015.

#### Saturne
Saturne (9,5 au) possède des caractéristiques similaires à Jupiter, telles que sa composition atmosphérique et sa puissante magnétosphère,. Bien qu'elle fasse 60 % du volume de l'autre planète géante gazeuse du fait de son diamètre équatorial d'environ 121 000 kilomètres, elle est beaucoup moins massive avec 95 masses terrestres,. Sa période de révolution vaut un peu moins de 30 années tandis que sa période de rotation est estimée à 10 h 33 min,.
La caractéristique la plus célèbre de la planète est son système d'anneaux proéminent,,. Composés principalement de particules de glace et de poussières, et divisés en sections espacées de divisions, ils se seraient formés il y a moins de 100 millions d'années,. De plus, elle est la planète possédant le plus grand nombre de satellites naturels, 82 étant confirmés et des centaines de satellites mineurs garnissant son cortège. Sa plus grande lune, Titan, est également la deuxième plus grande du Système solaire et est la seule lune connue à posséder une atmosphère substantielle,,. Une autre lune remarquable, Encelade, émet de puissants geysers de glace du fait de son cryovolcanisme et serait un habitat potentiel pour la vie microbienne,,.
Seule planète du Système solaire moins dense que l'eau, l'intérieur de Saturne est très probablement composé d'un noyau rocheux de silicates et de fer entouré de couches constituées en volume à 96 % d'hydrogène qui est successivement métallique puis liquide puis gazeux, mêlé à de l'hélium,,. Un courant électrique dans la couche d'hydrogène métallique donne naissance à sa magnétosphère, la deuxième plus grande du Système solaire, mais beaucoup plus petite que celle de Jupiter, et à des aurores polaires. L'atmosphère de Saturne est généralement terne et manque de contraste, bien que des caractéristiques de longue durée puissent apparaître tel l'hexagone à son pôle nord. Les vents sur Saturne peuvent atteindre une vitesse de 1 800 km/h, soit les deuxièmes plus rapides du Système solaire après ceux de Neptune.

Images du système saturnien
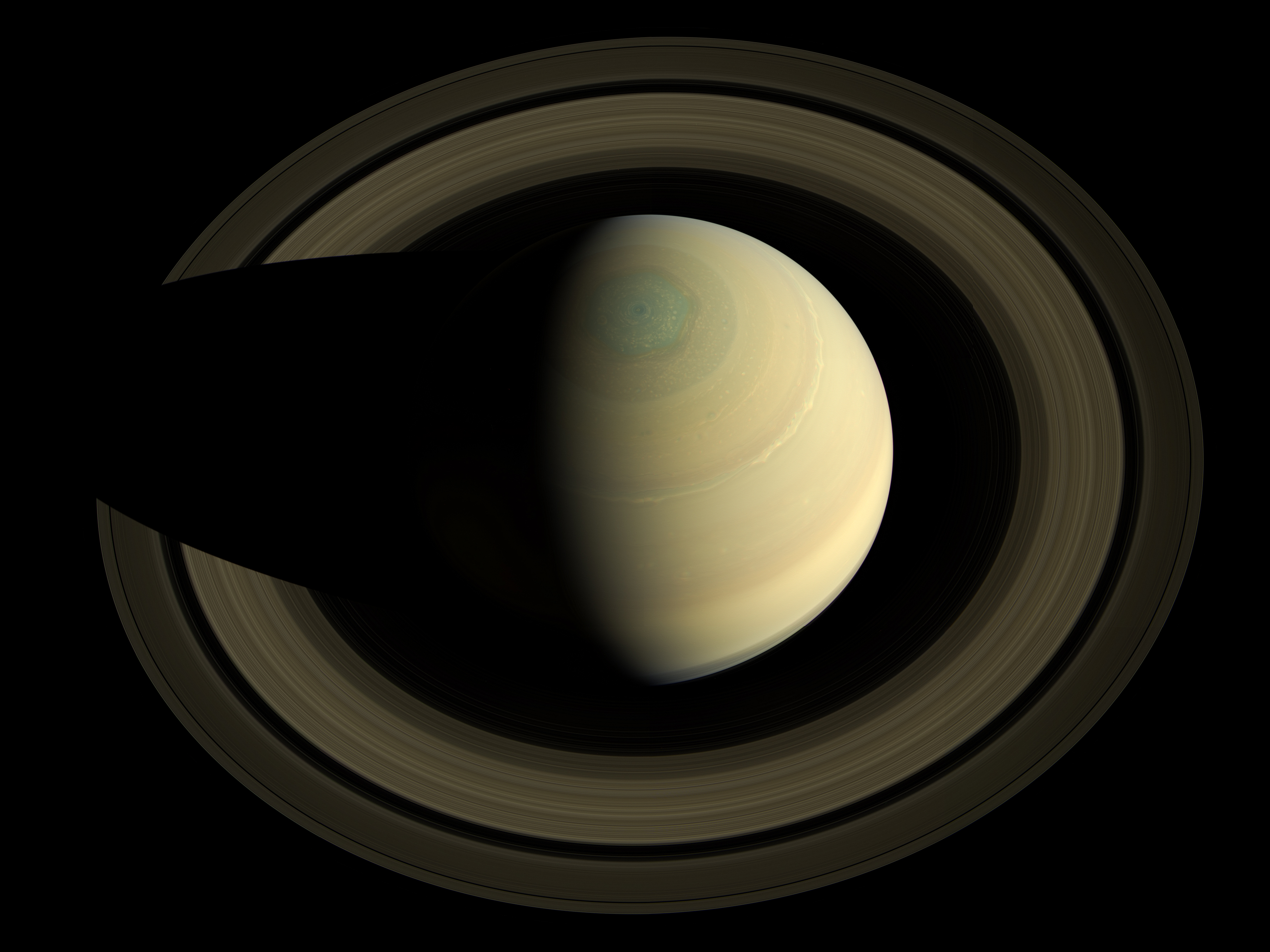
Mosaïque d'images de Saturne et de ses anneaux prises par la sonde Cassini en 2013.
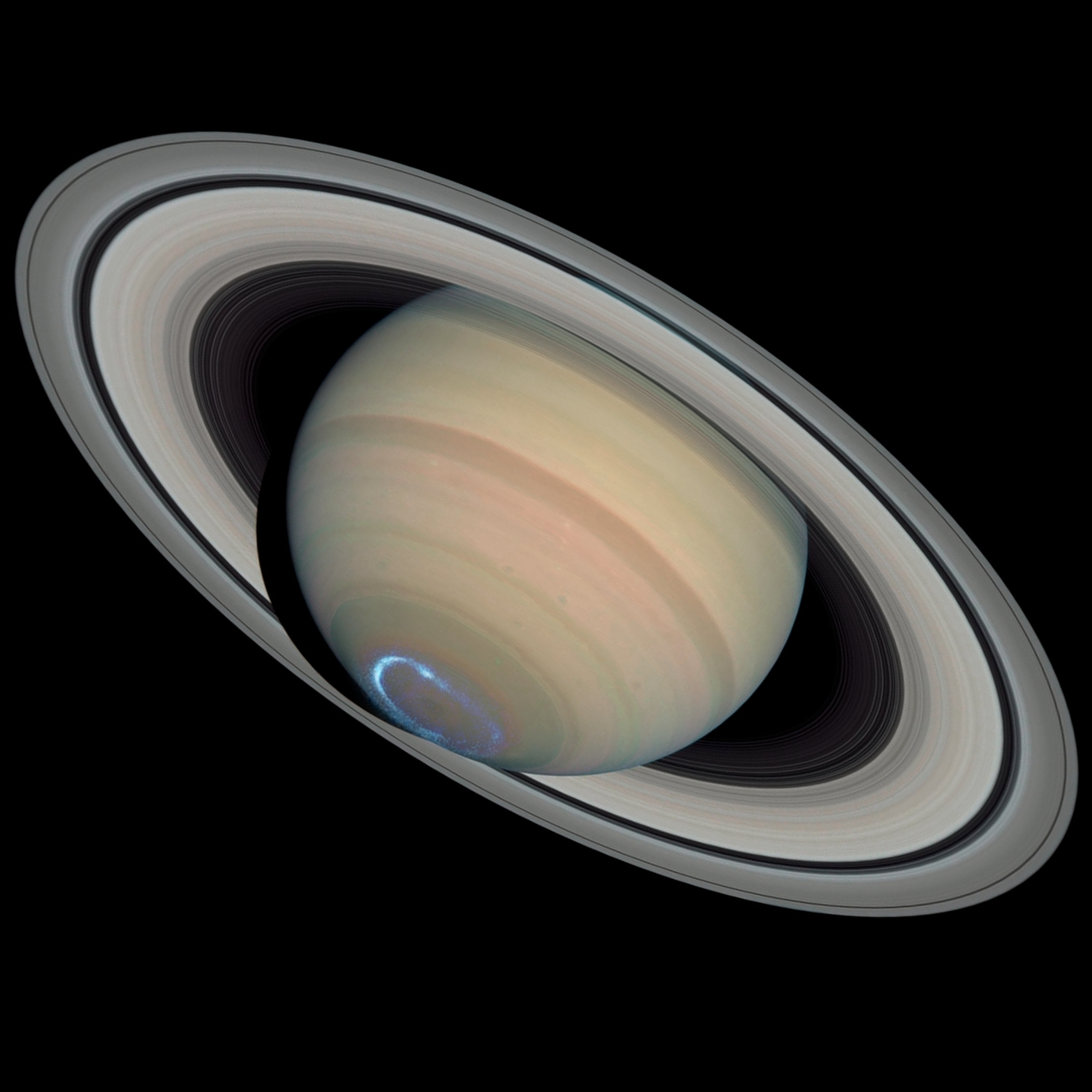
Vue d'aurores boréales au pôle Sud de Saturne par le télescope spatial Hubble en 2004.
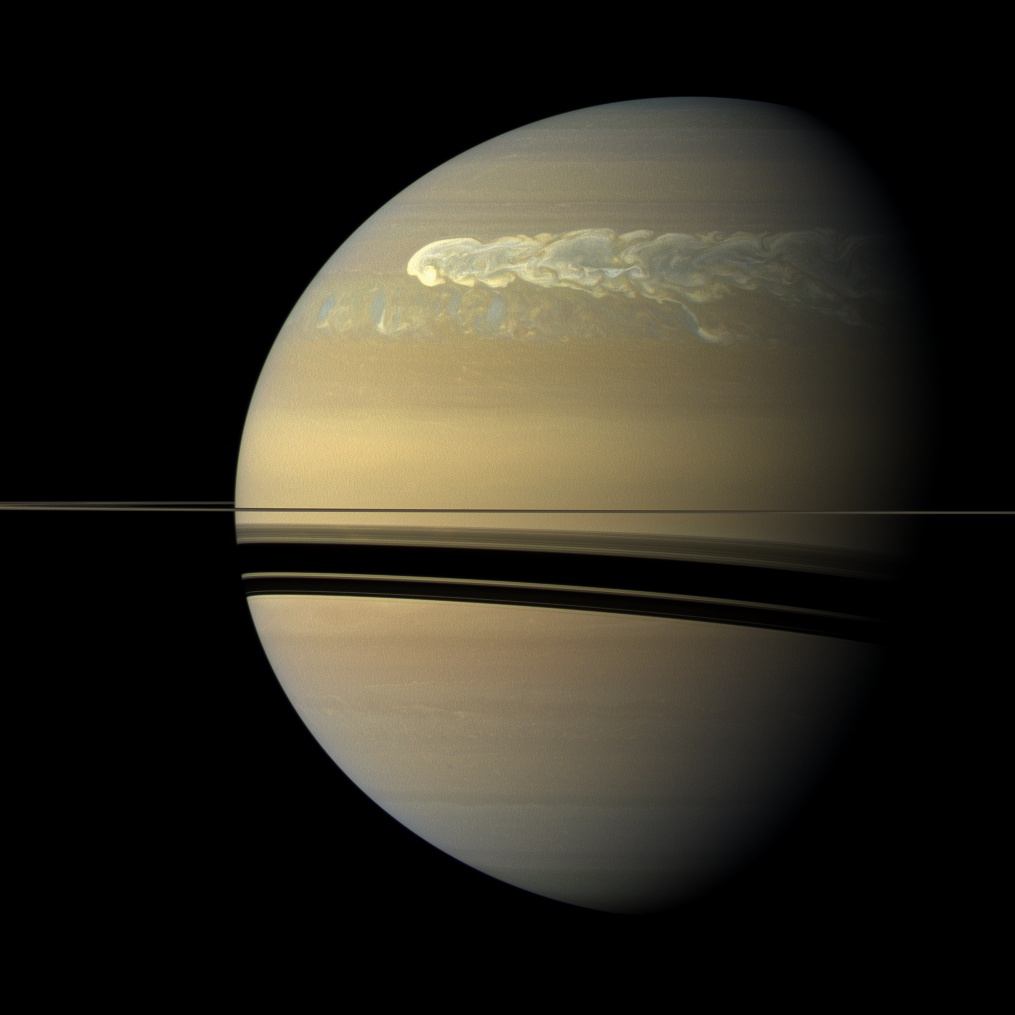
Une grande tache blanche présente sur Saturne en 2010 et 2011, vue par Cassini.
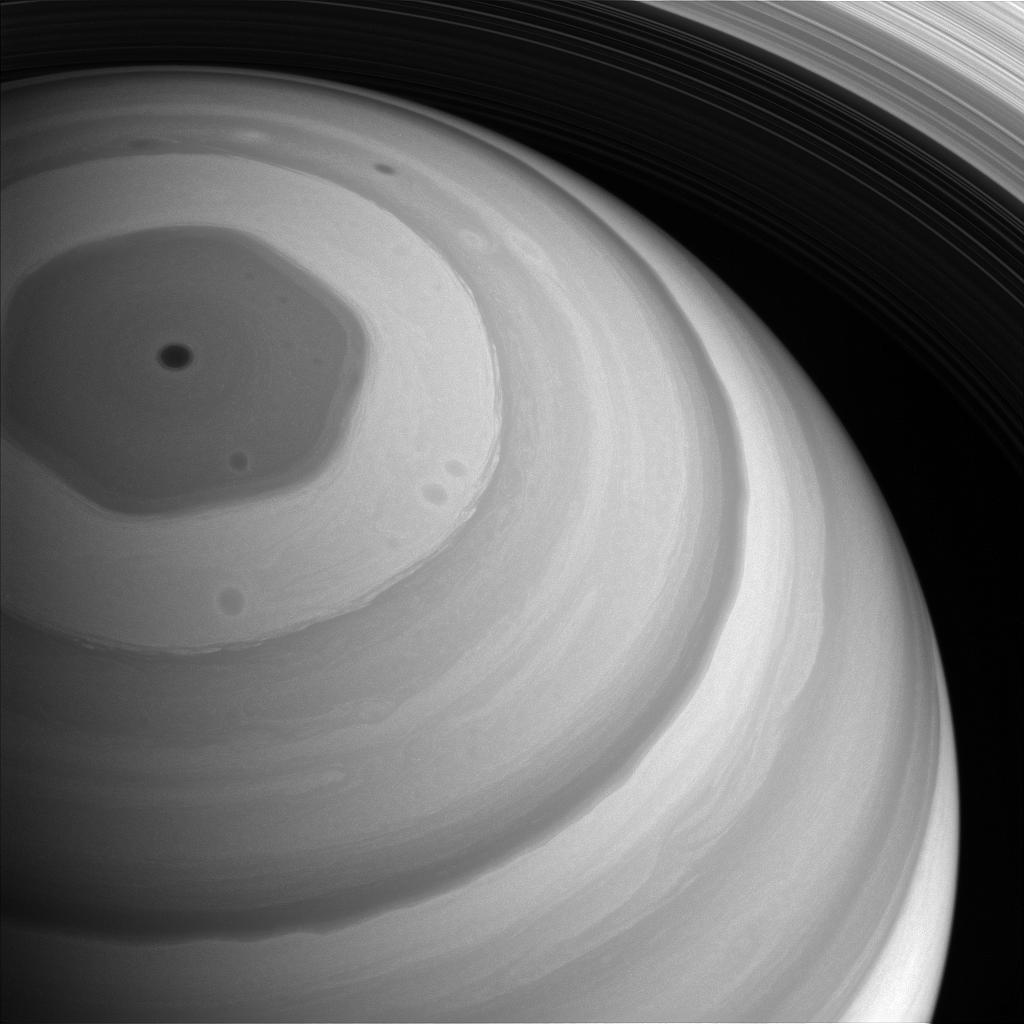
L'hexagone de Saturne à son pôle Nord, pris par Cassini en 2016.
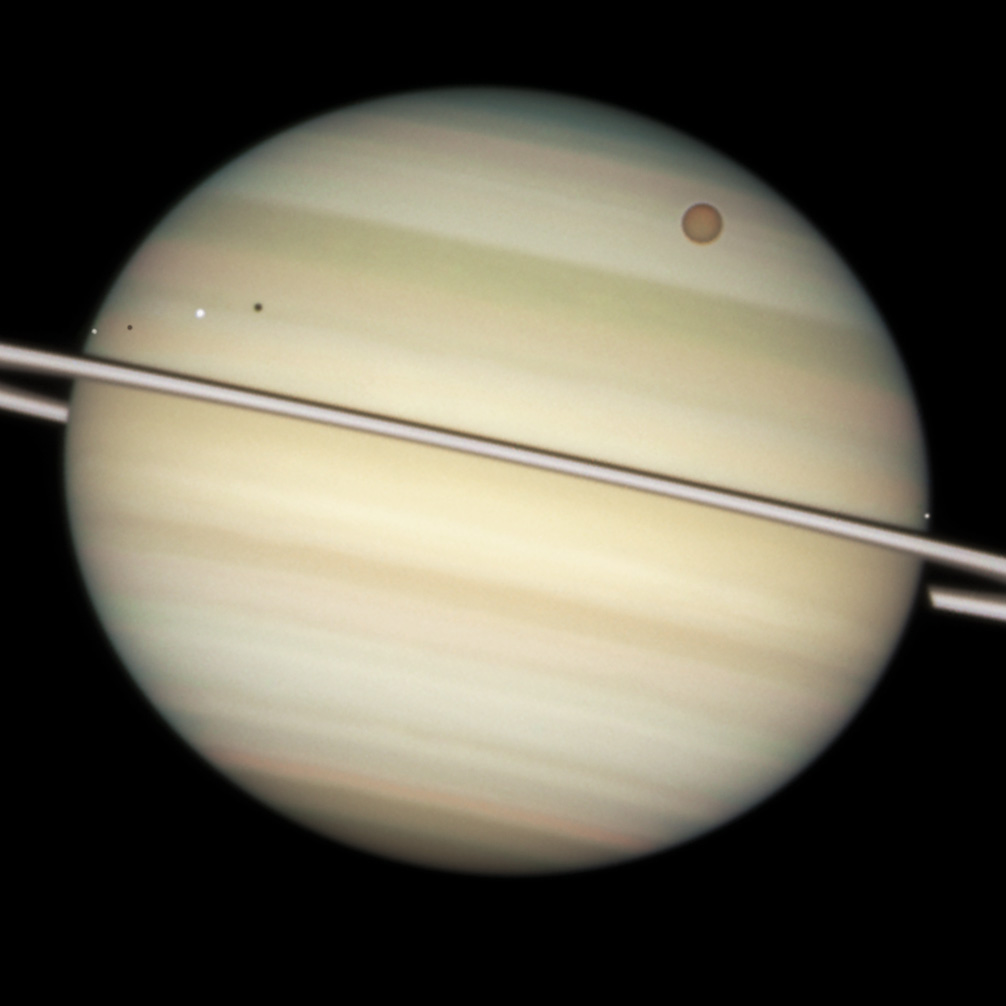
Quadruple transit d'Encelade, Dioné, Titan et Mimas vu par Hubble en 2015.

#### Uranus
Uranus (19,2 au) est la moins massive des planètes géantes, par ses 14 masses terrestres,,. Son diamètre d'environ 51 000 kilomètres est légèrement supérieur à celui de sa presque jumelle Neptune, en raison de la compression gravitationnelle de cette dernière. Sa période de révolution est d'environ 84 ans et, caractéristique unique parmi les planètes du Système solaire, elle orbite le Soleil sur son côté en un peu plus de 17 heures, son axe de rotation étant pratiquement dans son plan de révolution, donnant l'impression qu'elle « roule » sur le plan de l'écliptique,,. Ses pôles Nord et Sud se trouvent donc là où la plupart des autres planètes ont leur équateur. La planète est pourvue d'une magnétosphère vrillée du fait de cette inclinaison de l'axe,.
Comme celles de Jupiter et Saturne, l'atmosphère d'Uranus est composée principalement d'hydrogène et d'hélium et de traces d'hydrocarbures. Cependant, comme Neptune, elle contient une proportion plus élevée de « glaces » au sens physique, c'est-à-dire de substances volatiles telles que l'eau, l'ammoniac et le méthane, tandis que l'intérieur de la planète est principalement composé de glaces et de roches, d'où leur nom de « géantes de glaces ». Par ailleurs, le méthane est le principal responsable de la teinte aigue-marine de la planète. Son atmosphère planétaire est la plus froide du Système solaire, atteignant 49 K (−224 °C) à la tropopause, car elle rayonne très peu de chaleur dans l'espace, et présente une structure nuageuse en couches. Cependant, la planète ne présente presque aucun relief à la lumière visible, comme les bandes de nuages ou les tempêtes associées aux autres planètes géantes, malgré des vents de l'ordre de 900 km/h.
Première planète découverte à l’époque moderne avec un télescope — par William Herschel en 1781 — et non connue depuis l'Antiquité, Uranus possède un système d’anneaux et de nombreux satellites naturels : on lui connaît 13 anneaux étroits et 27 lunes, les plus grandes étant Titania, Obéron, Umbriel, Ariel et Miranda ; cette dernière est notamment remarquable en raison de la grande variété de terrains qu'elle présente,,,.

Images du système uranien
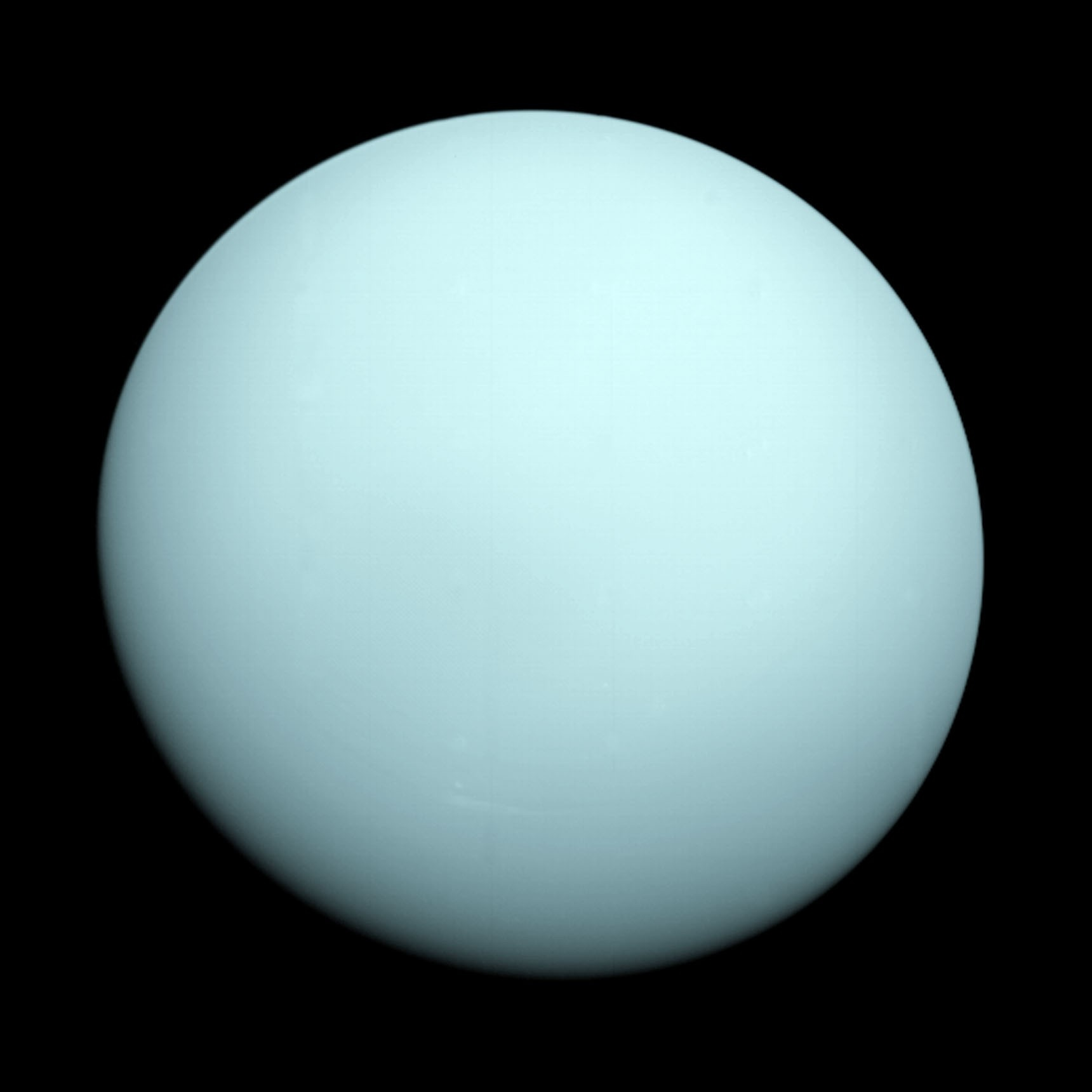
Première image d'Uranus vue par Voyager 2 en janvier 1986.
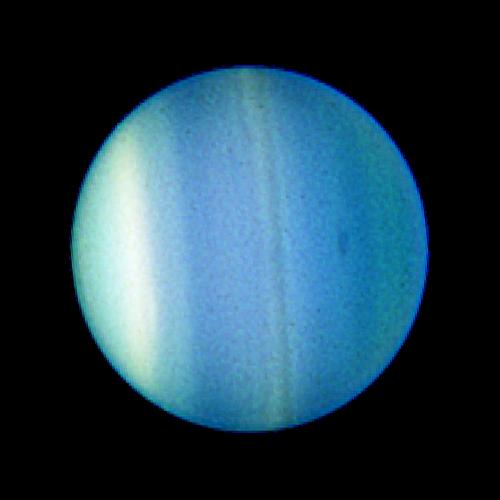
Première image d'Uranus montrant une tache sombre, par Hubble en 2004.
Atmosphère d'Uranus prise par Hubble et le programme OPAL en 2019.
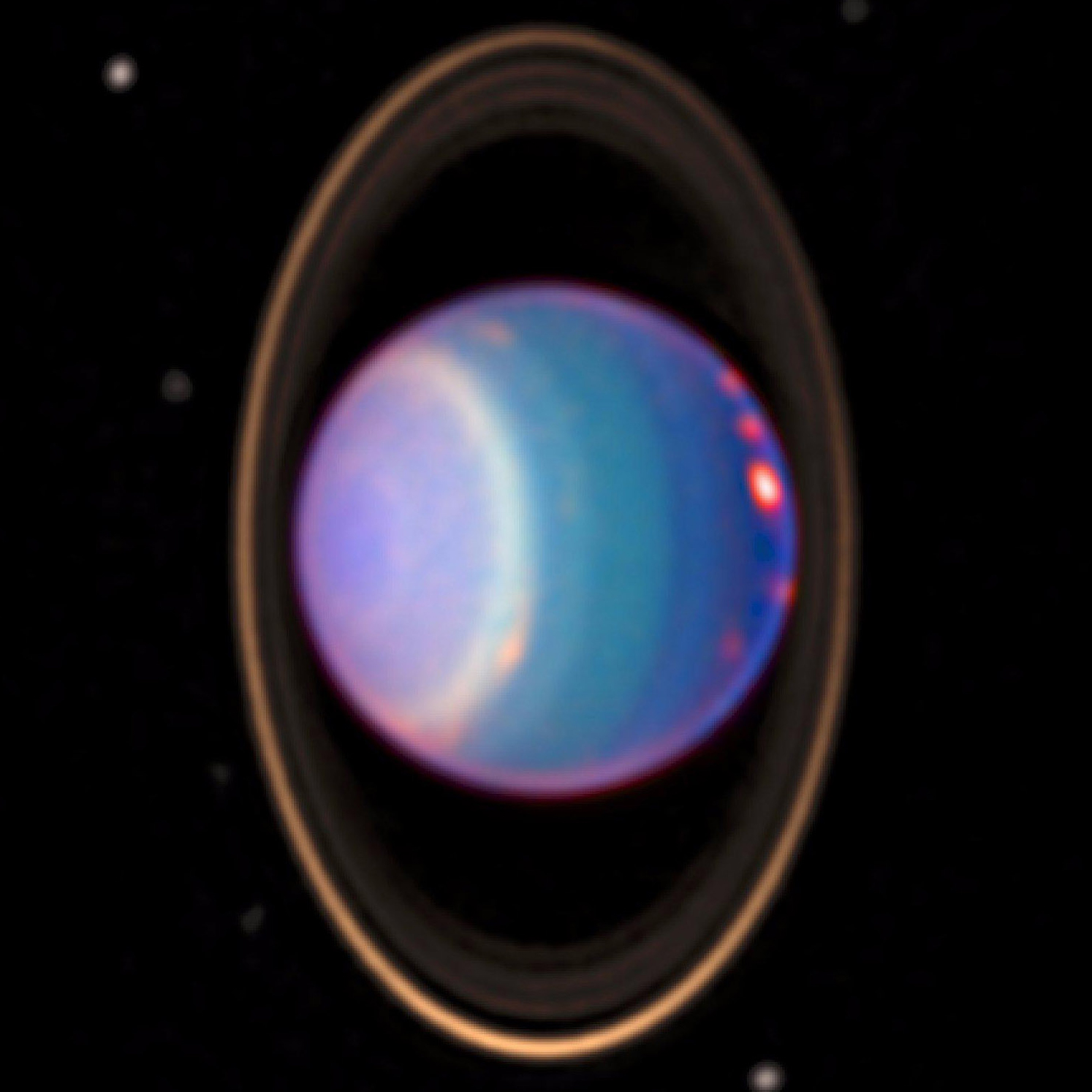
Image d'Hubble dans l'infrarouge proche montrant des bandes atmosphériques, des anneaux et des lunes d'Uranus en 1998.
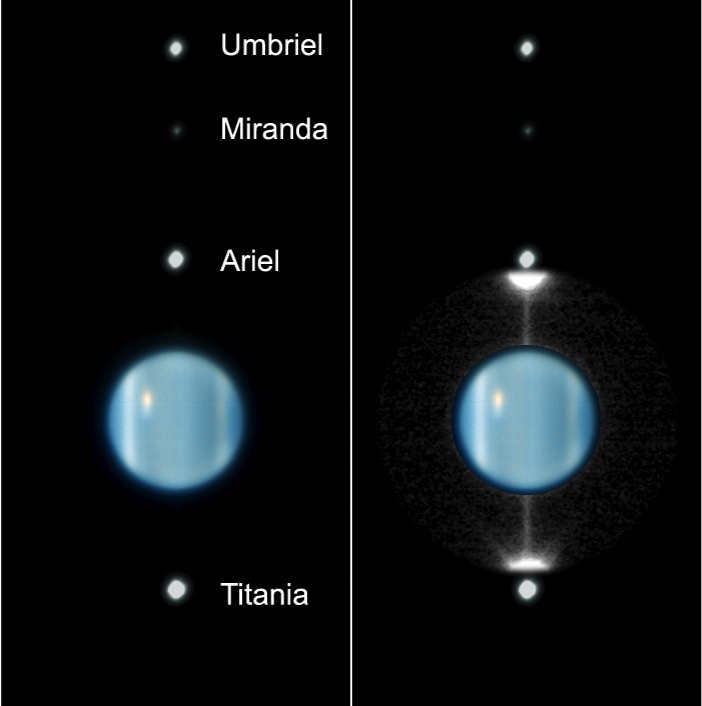
Photo prise par le Très Grand Télescope en 2007 montrant Umbriel, Miranda, Ariel et Titania.

#### Neptune
Neptune (30 au) est la planète la plus éloignée du Soleil connue au sein du Système solaire,,. Légèrement plus massive qu'Uranus par ses 17 masses terrestres, mais plus petite, son diamètre équatorial étant d'environ 49 500 kilomètres par compression gravitationnelle, elle est en conséquence plus dense — faisant d'elle la planète géante la plus dense,. Sa période de révolution est d'environ 165 ans et sa période de rotation dépasse légèrement 16 heures.
N'étant pas visible à l'œil nu, elle est le premier objet céleste et la seule des huit planètes du Système solaire à avoir été découverte par déduction plutôt que par observation empirique, grâce aux perturbations gravitationnelles inexpliquées sur l'orbite d'Uranus : les calculs de l'astronome français Urbain Le Verrier permettent au Prussien Johann Gottfried Galle de l'observer au télescope en 1846,. On lui connaît 14 satellites naturels dont le plus grand est Triton, qui est géologiquement actif et présente des geysers d'azote liquide. Il s'agit par ailleurs du seul grand satellite du Système solaire situé sur une orbite rétrograde,. La planète possède en outre un système d'anneaux faible et fragmenté et une magnétosphère,, et est accompagnée sur son orbite de plusieurs planètes mineures, les astéroïdes troyens de Neptune.
L'atmosphère de Neptune est similaire à celle d'Uranus, composée principalement d'hydrogène et d'hélium, de traces d'hydrocarbures ainsi que d'une proportion plus élevée de « glaces » (eau, ammoniac et méthane), faisant d'elle la deuxième « géante de glaces ». Par ailleurs, le méthane est partiellement responsable de la teinte bleue de la planète, mais l'origine exacte de son bleu azur reste encore inexpliquée. Contrairement à l'atmosphère brumeuse et relativement sans relief d'Uranus, celle de Neptune présente des conditions météorologiques actives et visibles, notamment une Grande Tache sombre comparable à la Grande Tache rouge de Jupiter, présente au moment du survol de Voyager 2 en 1989. Ces conditions météorologiques sont entraînées par les vents les plus forts connus du Système solaire, qui atteignent des vitesses de 2 100 km/h. En raison de sa grande distance du Soleil, l'extérieur de son atmosphère est l'un des endroits les plus froids du Système solaire, les températures au sommet des nuages approchant 55 K (−218,15 °C).

Images du système neptunien
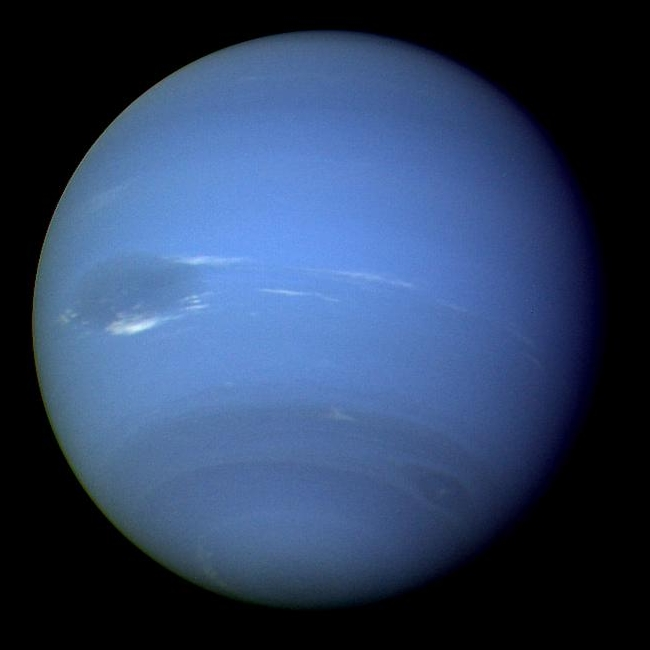
Première image de Neptune vue par Voyager 2 en août 1989.
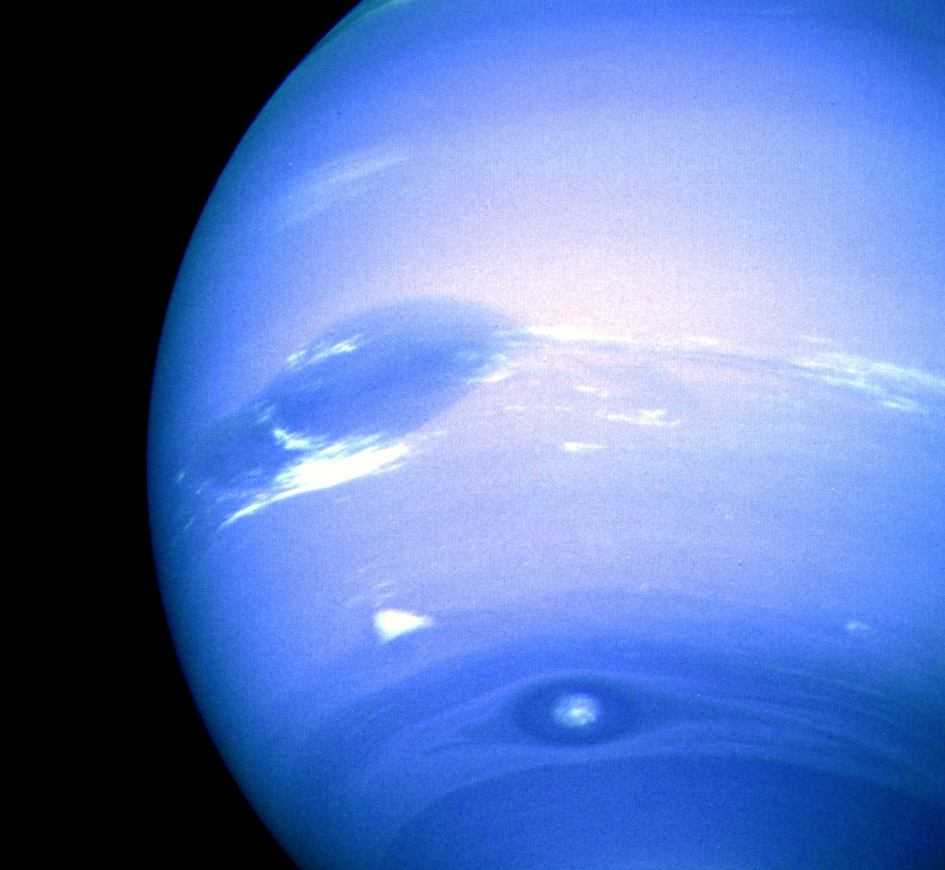
Image de Voyager 2 révélant les diverses tempêtes présentes en 1989, dont la Grande Tache sombre.
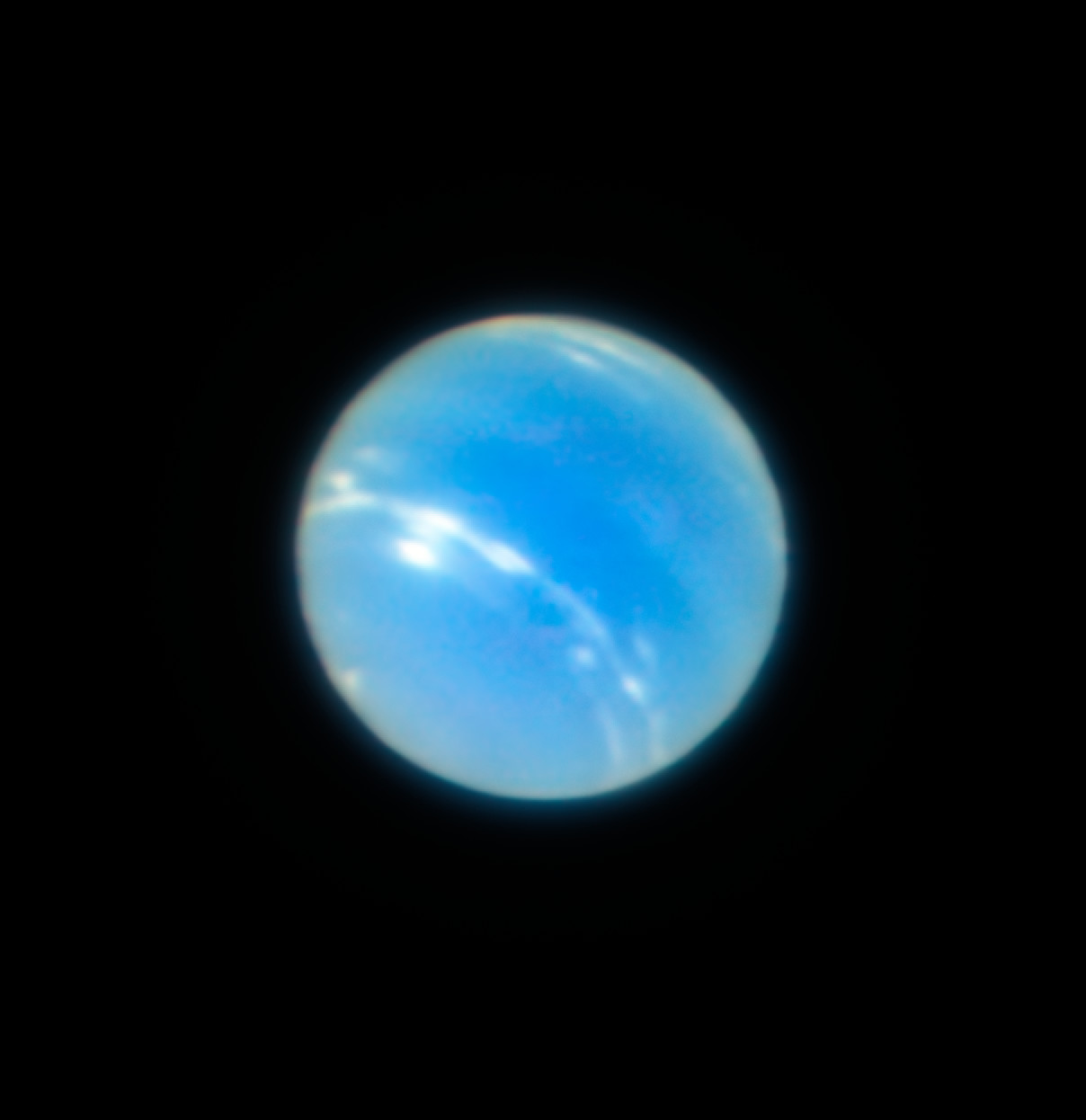
Atmosphère de Neptune observée grâce à l'optique adaptative sur le Très Grand Télescope en 2018.
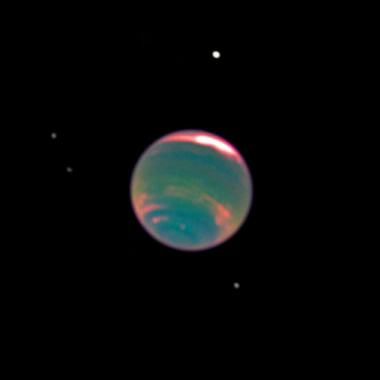
Image d'Hubble en 2005 dans le proche infrarouge révélant une bande de méthane ainsi que ses lunes Protée, Larissa, Galatée et Despina.
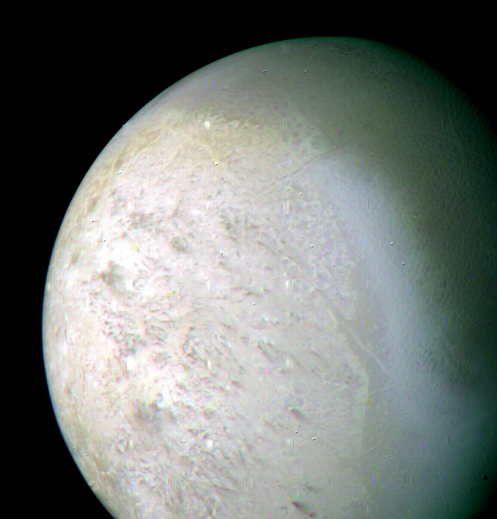
Surface glacée de Triton, sa plus grande lune, vue par Voyager 2 en août 1989.

#### Comparaison
| Planète | Rayon équatorial          | Masse                              | Gravité de surface   | Inclinaison de l’axe |
| ------- | ------------------------- | ---------------------------------- | -------------------- | -------------------- |
| Jupiter | 71 492 km (11,209 Terres) | 1 898,19 × 1024 kg (317,83 Terres) | 23,12 m/s2 (2,364 g) | 3,13°                |
| Saturne | 60 268 km (9,449 Terres)  | 568,34 × 1024 kg (95,16 Terres)    | 8,96 m/s2 (0,916 g)  | 26,73°               |
| Uranus  | 25 559 km (4,007 Terres)  | 86,813 × 1024 kg (14,54 Terres)    | 8,69 m/s2 (0,889 g)  | 97,77°               |
| Neptune | 24 764 km (3,883 Terres)  | 102,413 × 1024 kg (17,15 Terres)   | 11,00 m/s2 (1,12 g)  | 28,32°               |

### Centaures
Les centaures, qui s'étendent entre 9 et 30 au, sont des petits corps glacés analogues aux comètes, définis en première approximation comme des astéroïdes orbitant entre Jupiter et Neptune et dont l'orbite croise celle d'une des planètes géantes ; leurs caractéristiques partageant celles des comètes et des astéroïdes sont à l'origine de leur nom d'après une créature mythologique hybride, le centaure. Certaines définitions sont plus précises et légèrement divergentes, selon le Centre des planètes mineures, la JPL Small-Body Database et le Deep Ecliptic Survey,,,.

Orbites des centaures connus représentés en fonction de leur demi-grand axe et de leur inclinaison. La taille des cercles indique les dimensions approximatives des objets.

Le fait que les centaures croisent ou aient croisé l'orbite d'une planète géante implique que leur propre orbite est instable, voire chaotique, et donc que celle-ci a une durée de vie dynamique de l'ordre de seulement quelques millions d'années,. Il existe cependant au moins un potentiel contre-exemple, (514107) Kaʻepaokaʻawela (5,14 au), qui est coorbital à Jupiter en résonance 1:-1 — c'est-à-dire qu'il a une orbite rétrograde, en sens inverse de celle de Jupiter et des autres planètes — et qui pourrait être sur cette orbite depuis des milliards d'années,.
Le premier centaure découvert selon la définition actuelle du Jet Propulsion Laboratory est (944) Hidalgo (5,74 au) en 1920, mais c'est la découverte de (2060) Chiron (13,63 au), en 1977, qui fait prendre conscience aux astronomes de cette population distincte,. Ce dernier est d'ailleurs le premier centaure indiqué dans la liste du Centre des planètes mineures. Comme certains étaient déjà numérotés dans une catégorie ou que la distinction entre leur caractère d'astéroïde et de comète est souvent difficile, de nombreux centaures possèdent plusieurs dénominations ; par exemple, Chiron est également officiellement désigné 95 P/Chiron.
Le plus grand centaure connu, (10199) Chariclo (15,82 au), mesure de 200 à 300 km de diamètre et possède un système d'anneaux,,. Comme les centaures sont moins étudiés que les plus grands objets, il est difficile d'estimer leur nombre total et les approximations du nombre de centaures d'un diamètre de plus d'un kilomètre dans le Système solaire vont de 44 000 à plus de 10 000 000,. Par ailleurs, aucun n'a été imagé de près, bien qu'il y ait des preuves que la lune de Saturne Phœbé, qui a elle été observée, soit un ancien centaure capturé et provenant de la ceinture de Kuiper.
Parmi les objets connus pour occuper des orbites de type centaure, une trentaine possèdent des chevelures qui ont été détectées, dont deux, (2060) Chiron et (60558) Échéclos (10,68 au), présentent de très importantes traînées. Ces deux derniers sont notamment à la fois des centaures et des comètes, ou astéroïdes cométaires,.

## Astéroïdes troyens

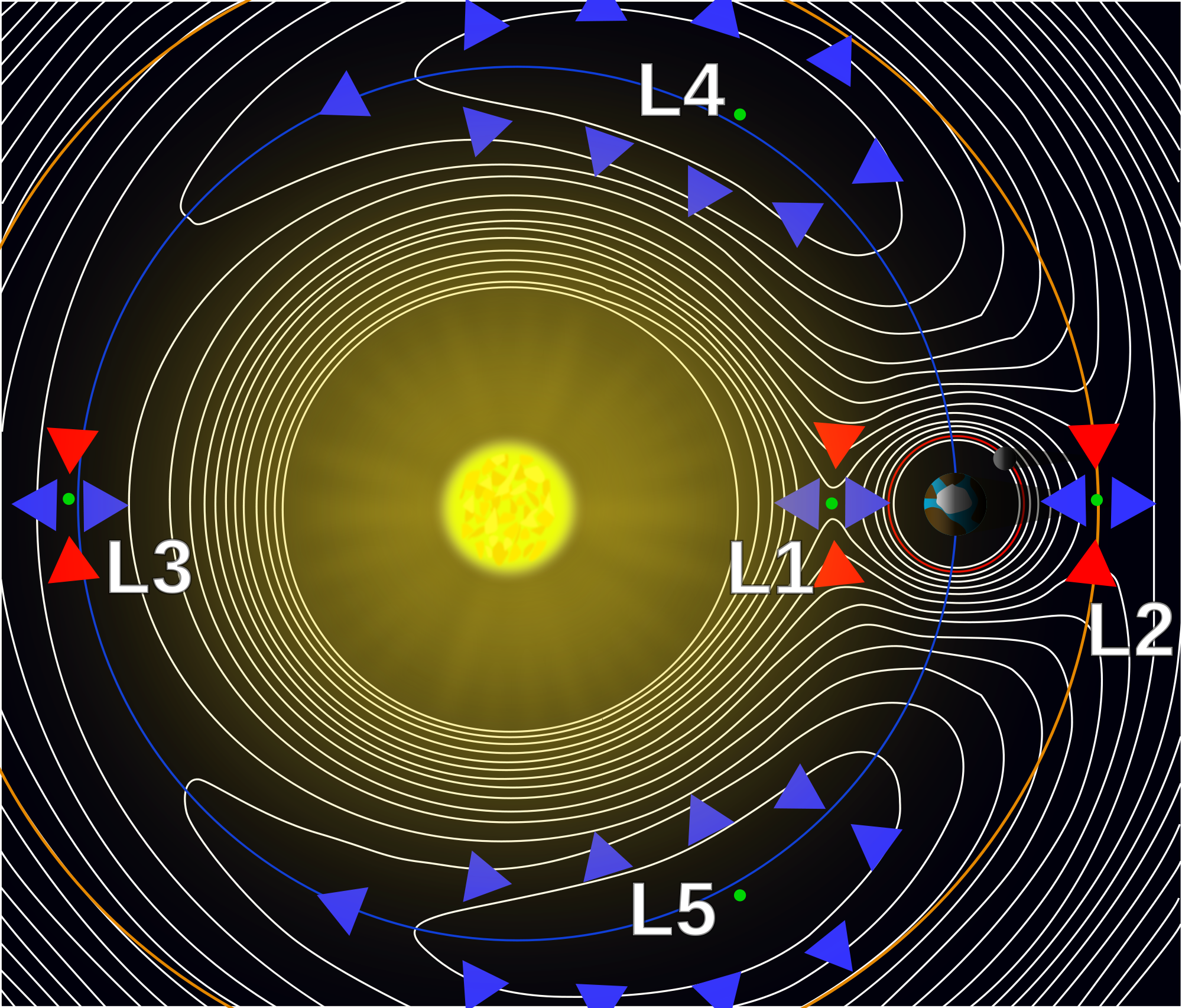
Points de Lagrange du système Soleil-Terre, où et sont stables. Deux troyens de la Terre sont connus, et, autour du point.

Le terme « troyen » désigne à l'origine un astéroïde dont l'orbite héliocentrique est en résonance orbitale 1:1 avec celle de Jupiter et qui est situé près de l'un des deux points stables de Lagrange (L4 ou L5) du système Soleil-Jupiter, c'est-à-dire qu'il s'agit d'un objet coorbiteur se trouvant à 60° en avance ou en retard sur l'orbite de la planète,. Par extension, le terme désigne à présent tout objet dont l'orbite héliocentrique est en résonance 1:1 avec celle de n'importe quelle planète du Système solaire et qui est situé près de l'un des deux points stables de Lagrange du système Soleil-planète.
L'immense majorité des troyens connus dans le Système solaire sont des astéroïdes troyens de Jupiter, où ils sont divisés entre « camp grec » en L4 et « camp troyen » en L5, inspirés par la guerre de Troie. Si plus de 10 000 sont actuellement répertoriés, il est estimé qu'il existe plus d'un million d'astéroïdes troyens de Jupiter mesurant plus d'un kilomètre et que le nombre de troyens serait similaire au nombre d'astéroïdes dans la ceinture principale,,.
Au 10 janvier 2024, le Centre des planètes mineures recense 13 053 troyens, dont le détail est donné dans le tableau ci-dessous :
| Planète | En L4 | %       | En L5 | %      | Total  | %       |
| ------- | ----- | ------- | ----- | ------ | ------ | ------- |
| Vénus   | 1     | 100,0 % | 0     | 0,0 %  | 1      | 0,008 % |
| Terre,  | 2     | 100,0 % | 0     | 0,0 %  | 2      | 0,015 % |
| Mars    | 1     | 11,1 %  | 8     | 88,9 % | 9      | 0,069 % |
| Jupiter | 8 296 | 63,8 %  | 4 714 | 36,2 % | 13 010 | 99,66 % |
| Uranus  | 1     | 100,0 % | 0     | 0,0 %  | 1      | 0,008 % |
| Neptune | 27    | 87,1 %  | 4     | 12,9 % | 31     | 0,24 %  |

Seuls les troyens qui ont été confirmés comme stables à long terme sont recensés. Ainsi, 2013 ND15 est situé au point L4 de Soleil-Vénus, mais n'est pas recensé comme troyen, car sa position est temporaire,. De même, 2014 YX49 a été trouvé au point L4 de Soleil-Uranus, mais ne constitue pas le deuxième troyen officiellement reconnu d'Uranus, car il serait temporaire ; de façon générale, les troyens d'Uranus sont estimés instables,. Par ailleurs, Saturne semble être la seule planète géante dépourvue de troyens, et il est supposé que des mécanismes de résonance orbitale, notamment la résonance séculaire, seraient à l'origine de cette absence,.
Il est possible d'étendre la définition du terme aux systèmes planète-satellite et deux des satellites naturels de Saturne ont ainsi leurs propres troyens, qui sont par conséquent eux-mêmes satellites de Saturne. Les deux troyens de Téthys sont Télesto et Calypso, tandis que ceux de Dioné sont Hélène et Pollux,. Le système Terre-Lune a pour sa part des nuages de poussières à ses points L4 et L5 : les nuages de Kordylewski,.

## Comètes

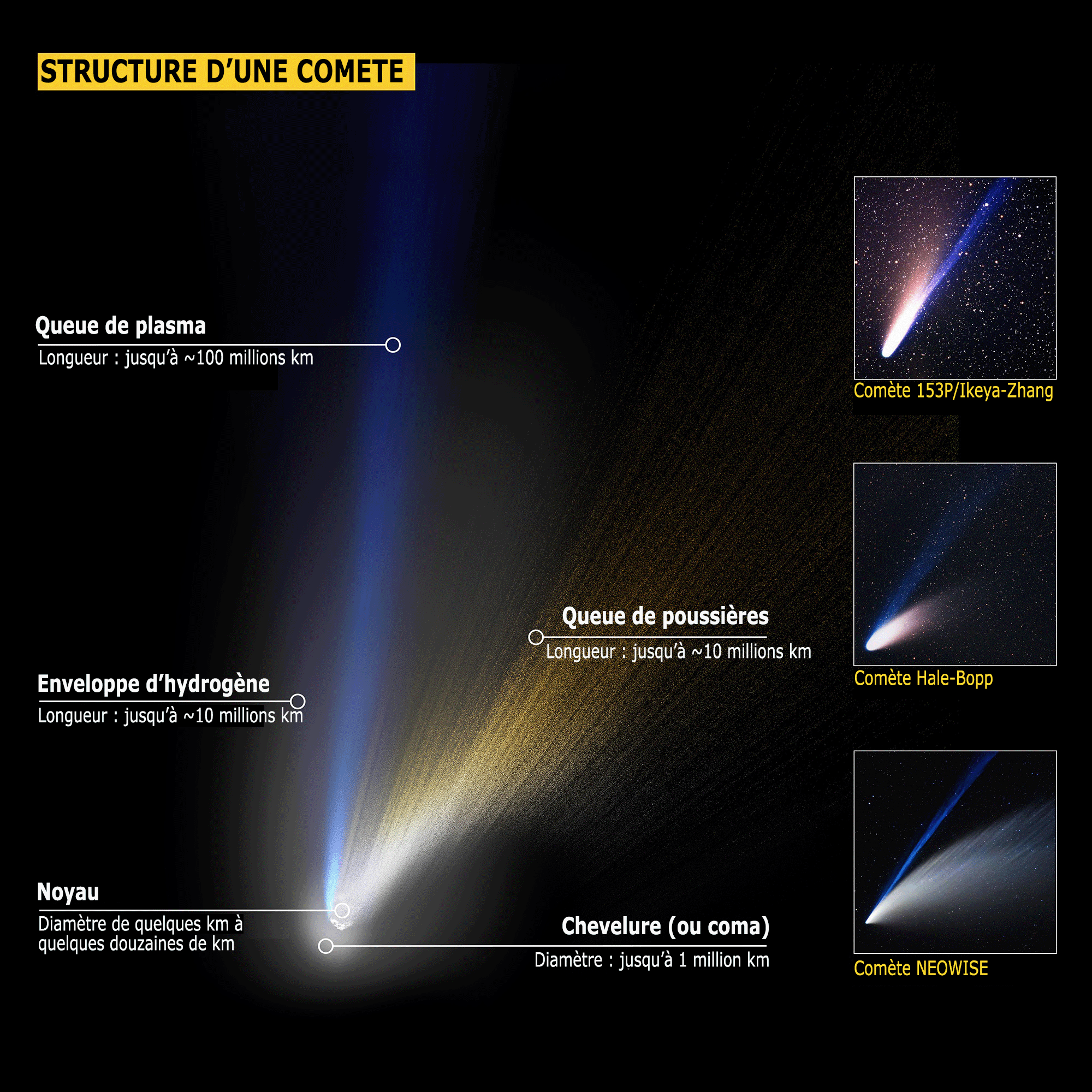
Structure d'une comète.

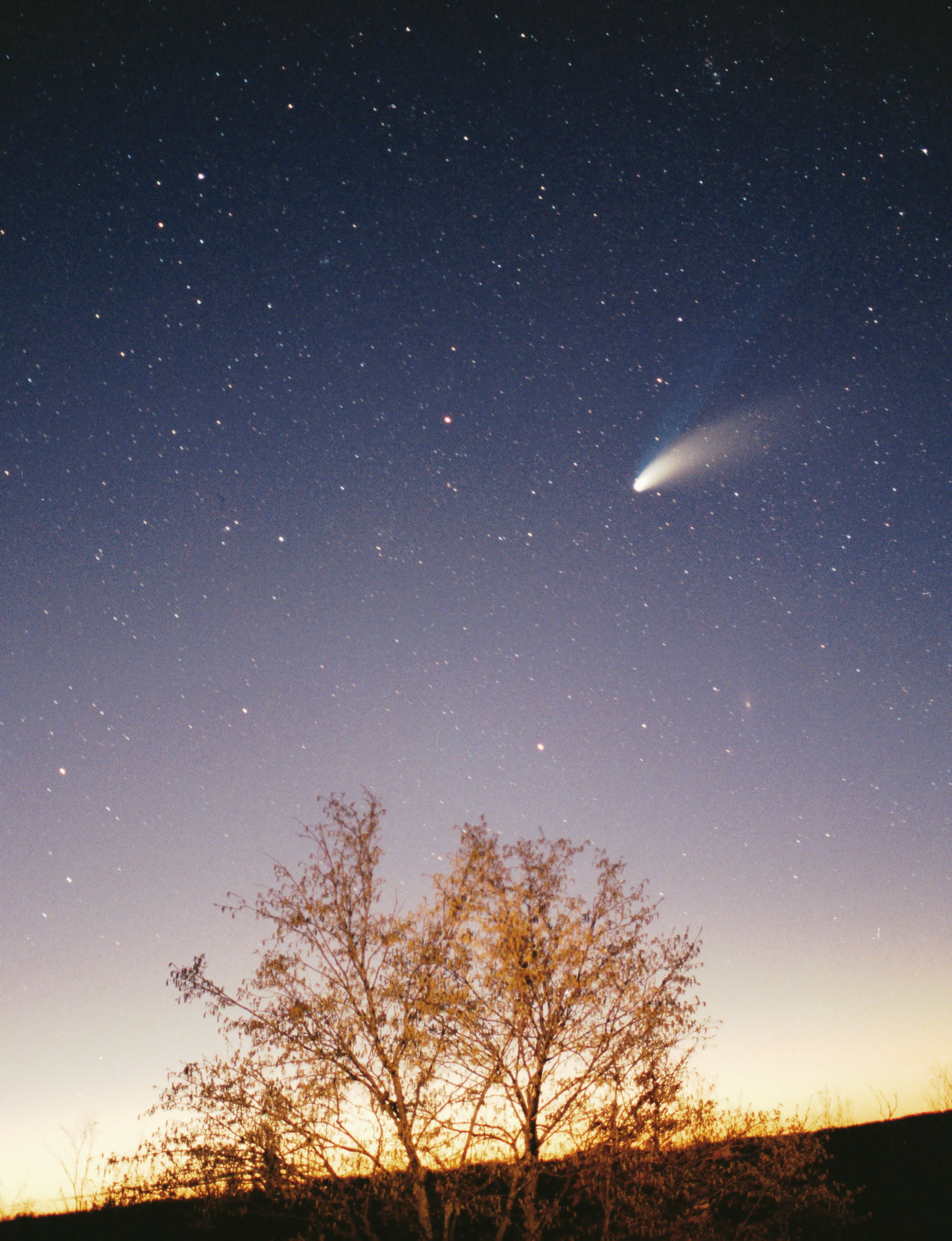
Vue de la comète Hale-Bopp dans le ciel terrestre en 1997.

Les comètes sont de petits corps célestes du Système solaire, généralement de quelques kilomètres de diamètre, principalement composés de glaces volatiles,,. Elles décrivent généralement des orbites hautement excentriques, dont le périhélie est souvent situé dans le Système solaire interne et l'aphélie au-delà de Pluton. Lorsqu'une comète entre dans le Système solaire interne, la proximité du Soleil provoque la sublimation et l'ionisation de sa surface par le vent solaire. Cela crée une chevelure (ou coma) — une enveloppe nébuleuse autour du noyau cométaire — et une queue de comète — une longue traînée de gaz ionisé et de poussières,. Leur composition est similaire aux glaces observées dans les nuages interstellaires, suggérant qu'elles ont été peu modifiées depuis la formation du Système solaire.
Leur noyau est un amas de glace, de poussière et de particules rocheuses dont le diamètre va de quelques centaines de mètres à des dizaines de kilomètres. La chevelure peut avoir un diamètre atteignant quinze fois celui de la Terre — voire dépassant la largeur du Soleil —, tandis que la queue peut s'étendre au-delà d'une unité astronomique, des queues atteignant les quatre unités astronomiques (environ 600 millions de kilomètres) ayant été observées,. Si elle est suffisamment lumineuse, une comète peut alors être observée à l’œil nu depuis la Terre, les plus lumineuses étant nommées « grandes comètes » et n'apparaissant en général qu'une fois par décennie, voire « comète du siècle » pour les plus spectaculaires.
Les comètes peuvent avoir une large gamme de périodes de révolutions, allant de plusieurs années à potentiellement plusieurs millions d'années. Les comètes à courte période, comme la comète de Halley, ont pour origine la ceinture de Kuiper et parcourent leur orbite en moins de 200 ans. Les comètes à longue période, comme la comète Hale-Bopp, proviendraient du nuage de Oort et ont une périodicité se comptant généralement en milliers d'années. D'autres, enfin, ont une trajectoire hyperbolique et proviendraient de l'extérieur du Système solaire, mais la détermination de leur orbite est difficile,. Les vieilles comètes, qui ont perdu la plupart de leurs composés volatils au bout de nombreux passages près du Soleil — leur durée de vie moyenne serait de 10 000 années —, viennent à ressembler à des astéroïdes, ce qui est l'origine supposée des damocloïdes,,. Ces deux catégories d'objets ont en principe des origines différentes, les comètes se formant plus loin que le Système solaire externe tandis que les astéroïdes proviennent de l'intérieur de l'orbite de Jupiter, mais la découverte de comètes de la ceinture principale et des centaures tend à brouiller la terminologie,,.
Plusieurs milliers de comètes sont connues et plusieurs centaines sont numérotées après avoir été observées au moins deux fois, ; cependant, on estime le nombre total de comètes dans le Système solaire comme étant de l'ordre du billion (1012), notamment grâce au grand réservoir que semble constituer le nuage de Oort,.

Images de comètes
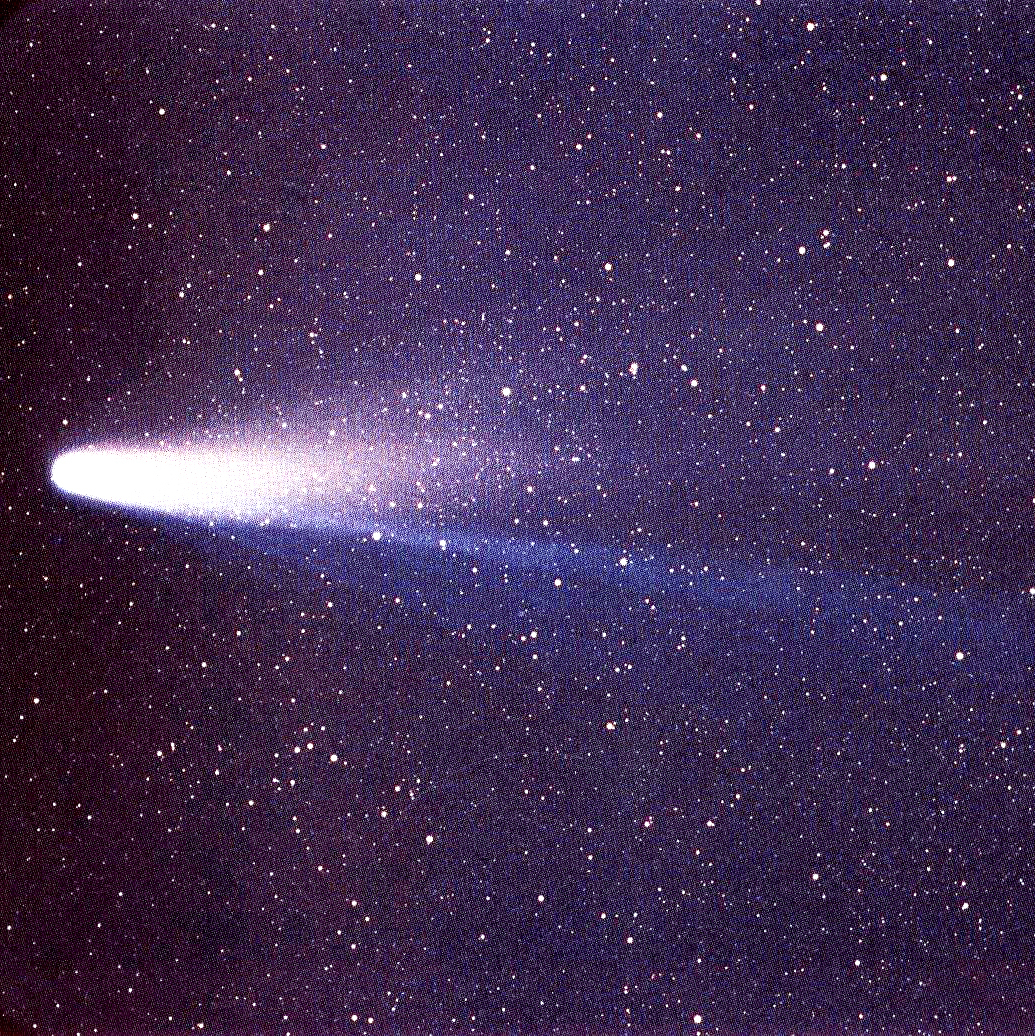
La comète de Halley prise en 1986 depuis l'île de Pâques.
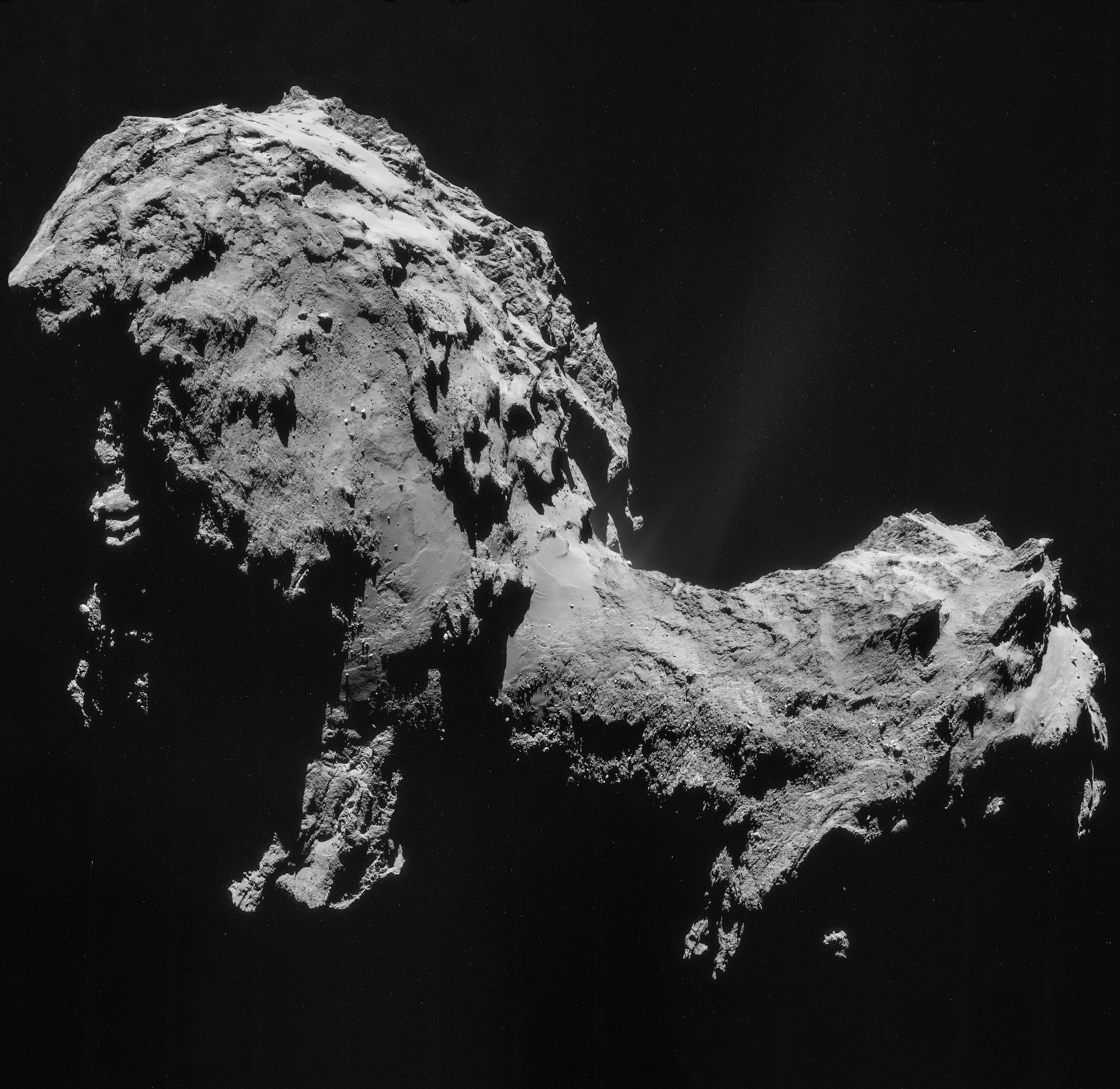
Mosaïque de 67P/Tchourioumov-Guérassimenko prise par la sonde Rosetta en 2014.
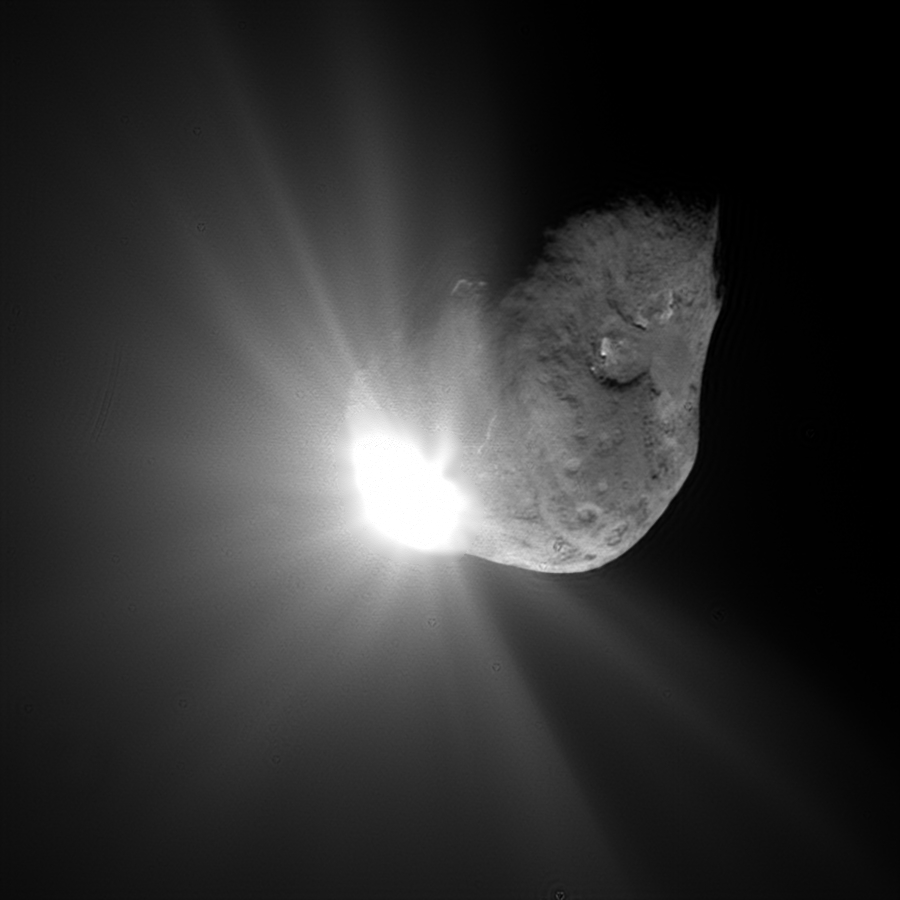
Image du flash généré par la collision de l'impacteur de Deep Impact avec 9P/Tempel en 2005.
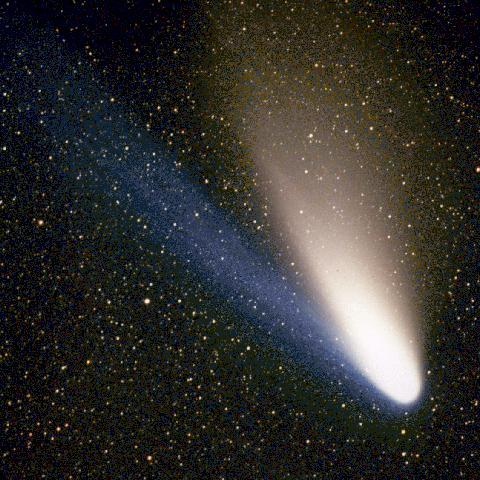
Les deux queues d'Hale-Bopp en 1997 : la queue de gaz est bleue et celle de poussières orange.
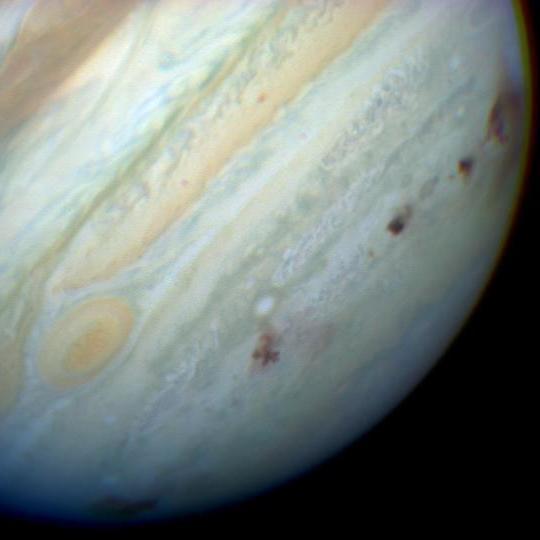
Multiples impacts de la comète Shoemaker-Levy 9 sur Jupiter en 1994, pris en image par Hubble.

## Région transneptunienne
La zone au-delà de Neptune, souvent appelée région transneptunienne, est toujours largement inexplorée. Il semble qu'elle consiste essentiellement en de petits corps (le plus grand ayant le cinquième du diamètre de la Terre et une masse bien inférieure à celle de la Lune), composés de roche et de glace.

### Ceinture de Kuiper
| Soleil Astéroïdes troyens de Jupiter Planètes géantes : - J - S - U - N Centaures | Astéroïdes troyens de Neptune Objets en résonance Objets classiques (cubewanos) Disque des objets épars |

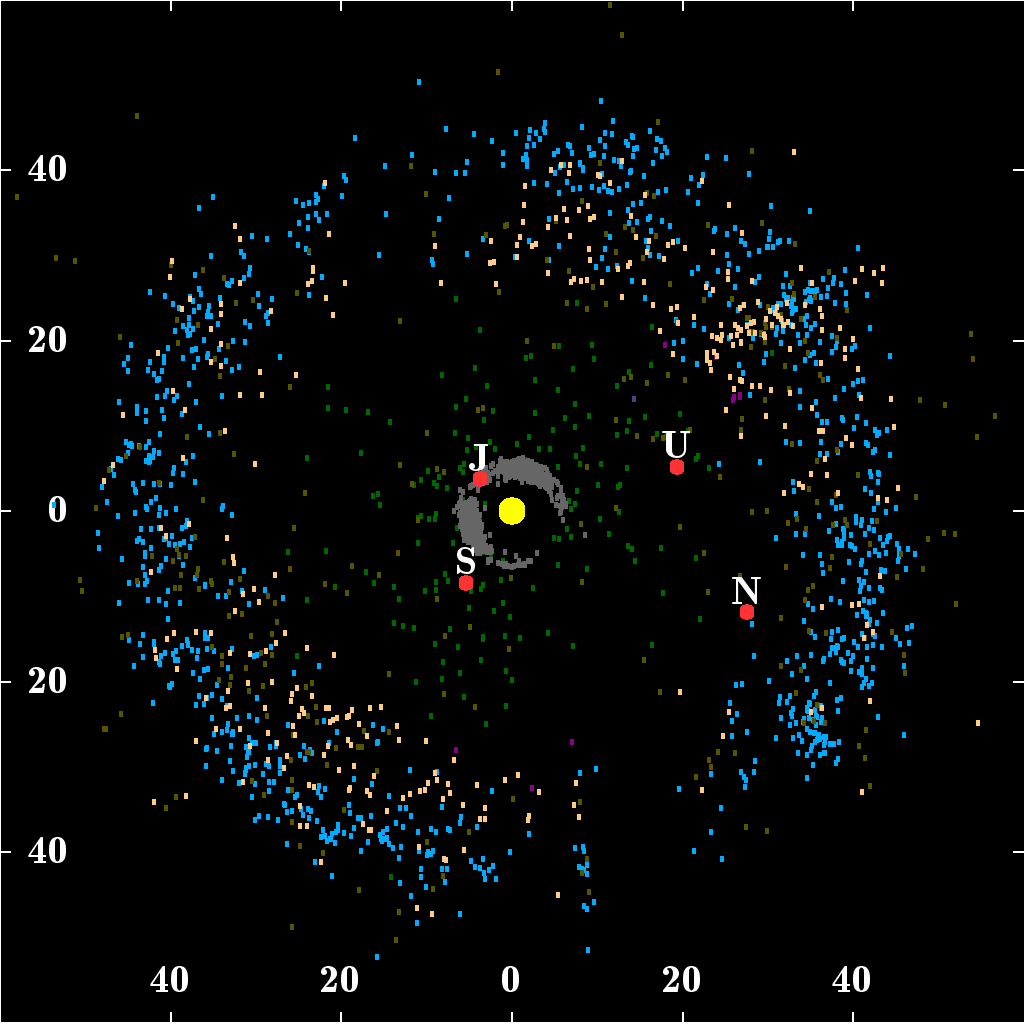
Diagramme des objets connus dans la ceinture de Kuiper (échelle en au, époque janvier 2015).
Distances à l'échelle mais pas les tailles.

La ceinture de Kuiper, ou plus rarement ceinture d'Edgeworth-Kuiper, est la principale structure de la région transneptunienne. Il s'agit d'un grand anneau de débris similaire à la ceinture d'astéroïdes, mais plus étendu — grossièrement de 30 à 55 au du Soleil — et de 20 à 200 fois plus massif. Il pourrait toutefois s'étendre après la falaise de Kuiper jusqu'à une centaine d'unités astronomiques avec une densité beaucoup plus faible. Sa forme est assimilable à celle d'un tore, la majorité des objets s'étendant à moins de 10° de chaque côté du plan de l'écliptique. On estime à 100 000 le nombre d'objets de la ceinture de Kuiper d'un diamètre supérieur à 50 km, mais leur masse totale est estimée inférieure au dixième de celle de la Terre, voire à seulement quelques pourcents de celle-ci,,. Le nombre d'objets plus grands qu'un kilomètre serait de l'ordre du milliard.
Comme la ceinture principale, elle est principalement composée de petits corps, vestiges du disque d'accrétion du Soleil qui ont grossi par collisions, et d'au moins trois planètes naines : (134340) Pluton (39,45 au), (136108) Hauméa (43,23 au) et (136472) Makémaké (45,71 au). Plusieurs des autres plus gros objets de la ceinture, tels (90482) Orcus (39,45 au), (20000) Varuna (42,78 au) ou (50000) Quaoar (43,25 au), pourraient éventuellement être reclassés comme planètes naines,. En revanche, tandis que la ceinture d'astéroïdes est principalement composée de corps rocheux et métalliques, les objets de la ceinture de Kuiper seraient — l'étude d'objets si distants et si petits étant difficile — majoritairement constitués de composés volatils gelés comme le méthane, l'ammoniac ou l'eau,,. Cette région serait également la principale source des comètes de courte période. De nombreux objets de la ceinture possèdent des satellites multiples et la plupart sont situés sur des orbites qui les emmènent en dehors du plan de l'écliptique,,.
La ceinture de Kuiper peut être grossièrement divisée entre les objets « classiques » et les objets en résonance avec Neptune,. Ces derniers sont ensuite nommés en fonction de leur rapport de résonance ; par exemple, ceux en résonances 2:3 — la résonance la plus peuplée, comptant plus de 200 objets connus — sont appelés plutinos tandis que ceux en résonance 1:2 sont des twotinos. La ceinture en résonance débute à l'intérieur même de l'orbite de Neptune tandis que la ceinture classique des objets n'ayant aucune résonance avec Neptune s'étend entre 39,4 et 47,7 au, entre les plutinos et les twotinos,,. Les membres de cette ceinture classique sont appelés cubewanos, d'après le premier objet de ce genre à avoir été découvert, (15760) 1992 QB1, et sont toujours sur des orbites quasi primordiales à faible excentricité. Environ deux tiers des objets transneptuniens connus sont des cubewanos.

#### Pluton et Charon
Pluton (39,45 au) est le plus grand objet connu et le premier de la ceinture de Kuiper à avoir été découvert, complétant une orbite autour du Soleil en environ 250 années,,. Considérée lors de sa découverte en 1930 comme la neuvième planète jusqu'à ce qu'elle soit reclassée en 2006 par l'adoption d'une définition formelle de la planète, elle est à présent la plus grande planète naine du Système solaire, par son diamètre équatorial de 2 370 kilomètres — environ les deux tiers de celui de la Lune. Elle est principalement composée de roche et de glace de méthane, mais aussi de glace d'eau et d'azote gelé, et posséderait une fine atmosphère dont la composition varie au cours de son orbite,,.
Elle possède une orbite relativement excentrique, inclinée de 17° par rapport au plan de l'écliptique et allant de 29,7 au du Soleil au périhélie (inférieur à l'orbite de Neptune) à 49,5 au à l'aphélie. Elle est en résonance orbitale 3:2 avec Neptune, donnant par extension son nom aux objets de la ceinture de Kuiper dont les orbites partagent cette résonance, les plutinos,,.
Charon, une des lunes de Pluton, est très grande relativement à la planète naine, atteignant 11,65 % de sa masse et plus de la moitié de son diamètre,. Ainsi, elle forme en réalité un système binaire avec Pluton, étant donné que le barycentre de leurs orbites ne se situe pas à l'intérieur d'un des deux corps et que chacun des deux objets orbite autour de celui-ci avec la même période d'environ 6,39 jours. Il est possible que le système soit par le futur réévalué en « planète naine double ». Quatre autres lunes beaucoup plus petites, Styx, Nix, Kerbéros et Hydre (par ordre d'éloignement), orbitent autour du couple Pluton-Charon,.

Images du système plutonien
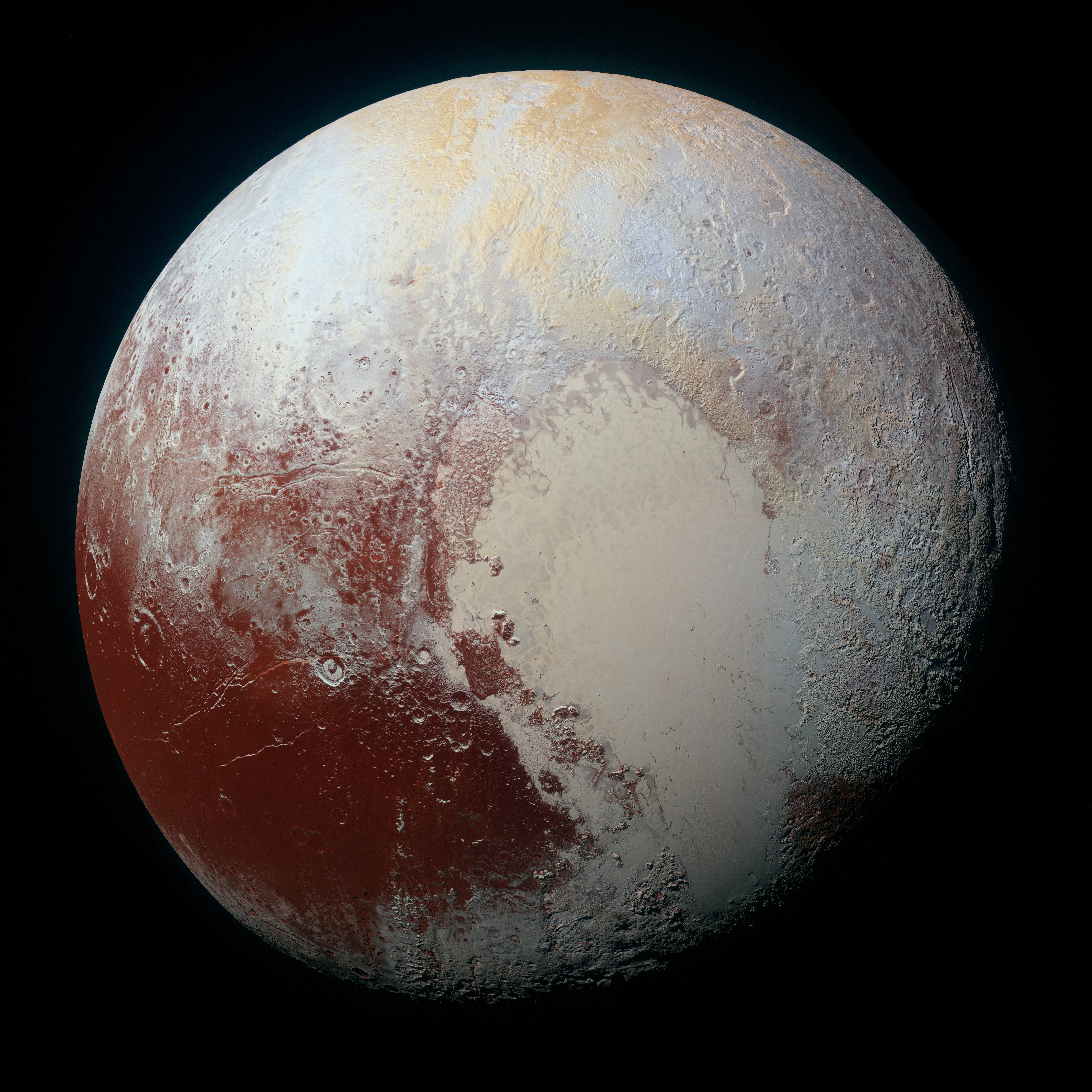
Pluton en fausses couleurs vue par la sonde New Horizons en 2015, laissant voir la région Tombaugh au Sud.
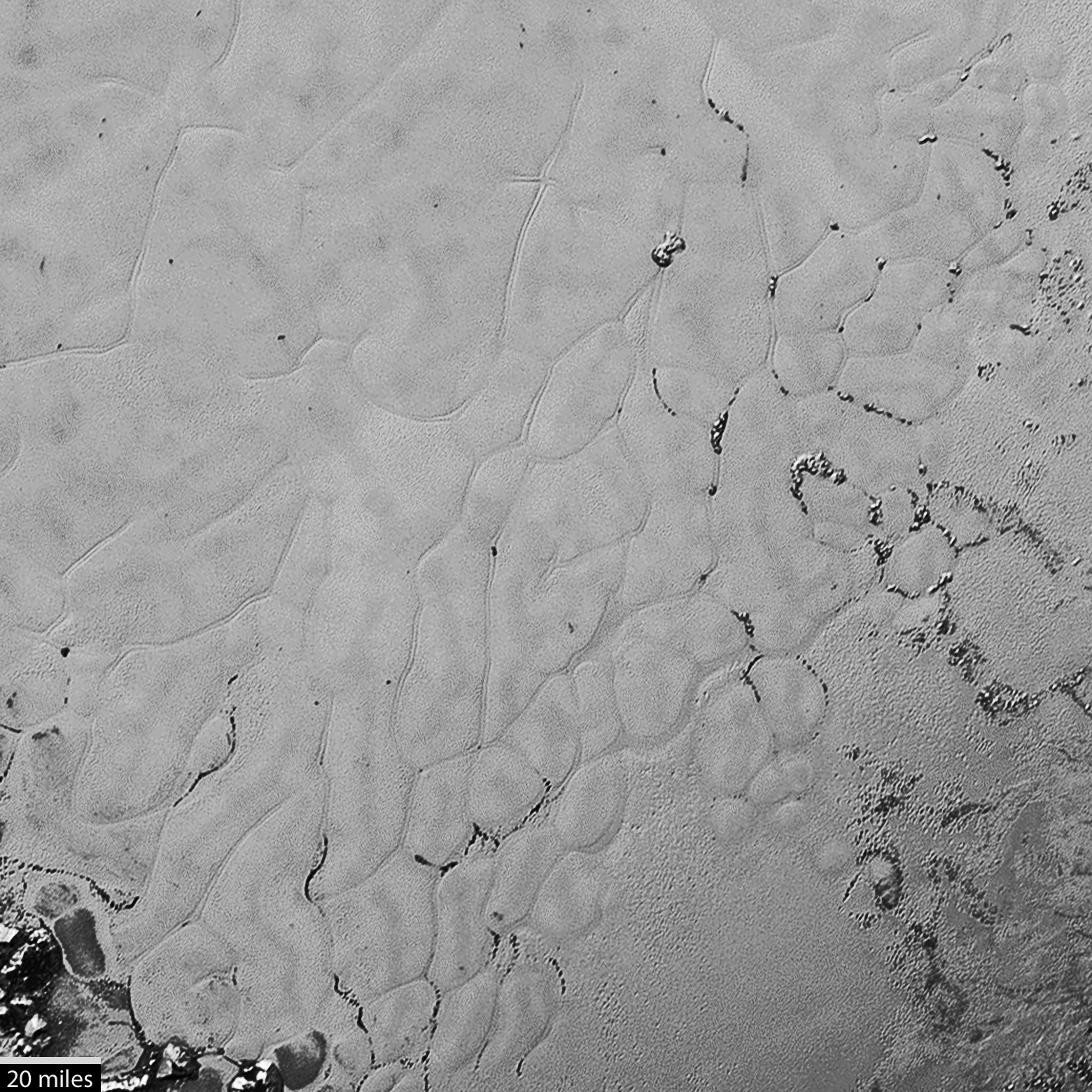
Image de la plaine glacée Spoutnik dans la région Tombaugh en forme de cœur.
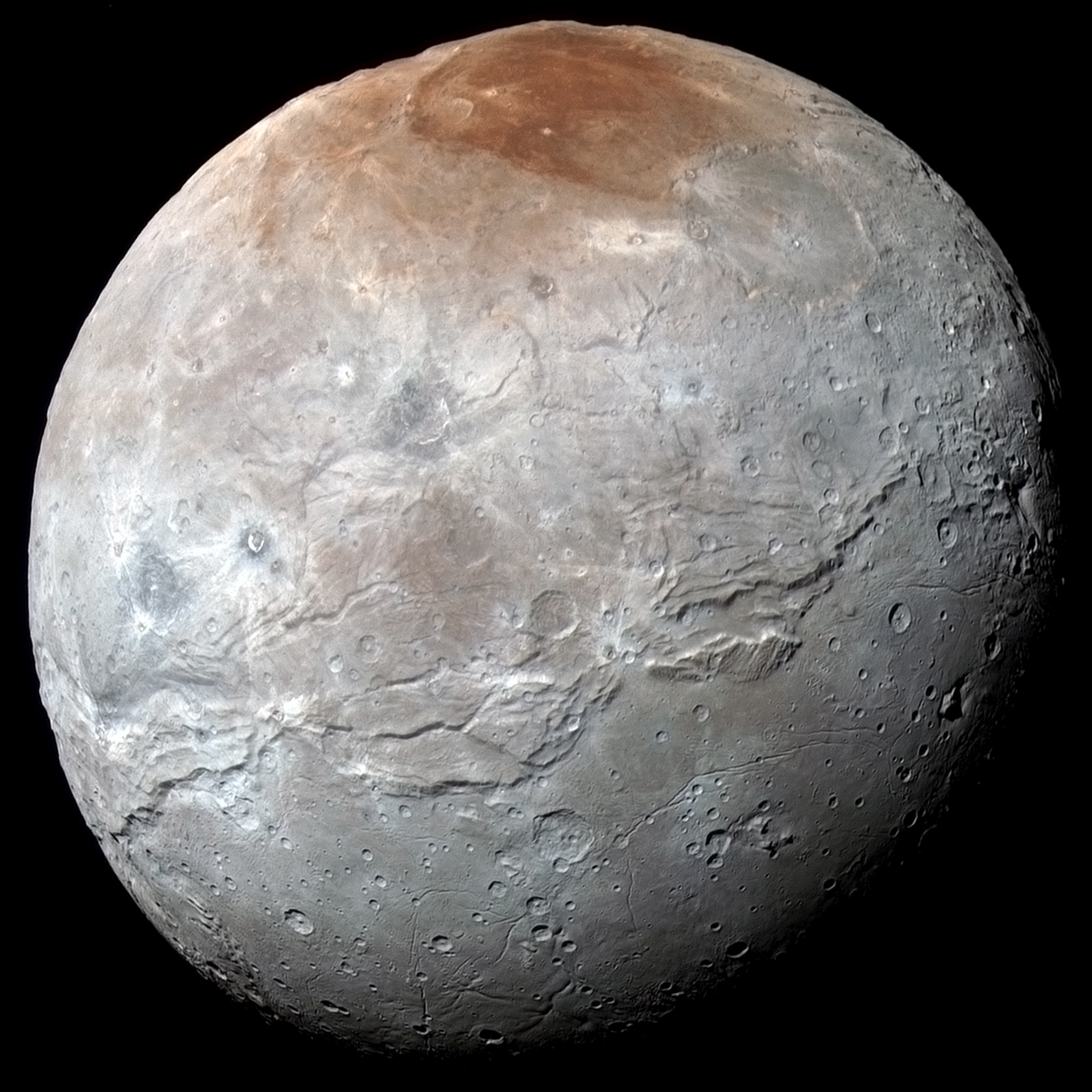
Charon en fausses couleurs prise par New Horizons, montrant sa grande macula Mordor au pôle Nord.
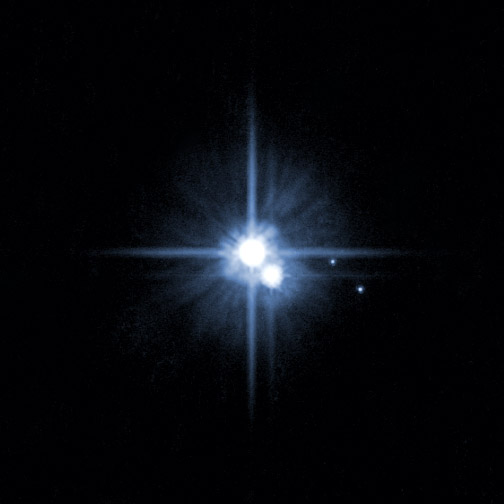
Photo du système plutonien comprenant Pluton, Charon, Nix et Hydre, prise par le télescope Hubble en 2005.
Animation du système binaire Pluton-Charon, dont le barycentre est légèrement à l'extérieur de la surface de Pluton.

#### Makémaké et Hauméa

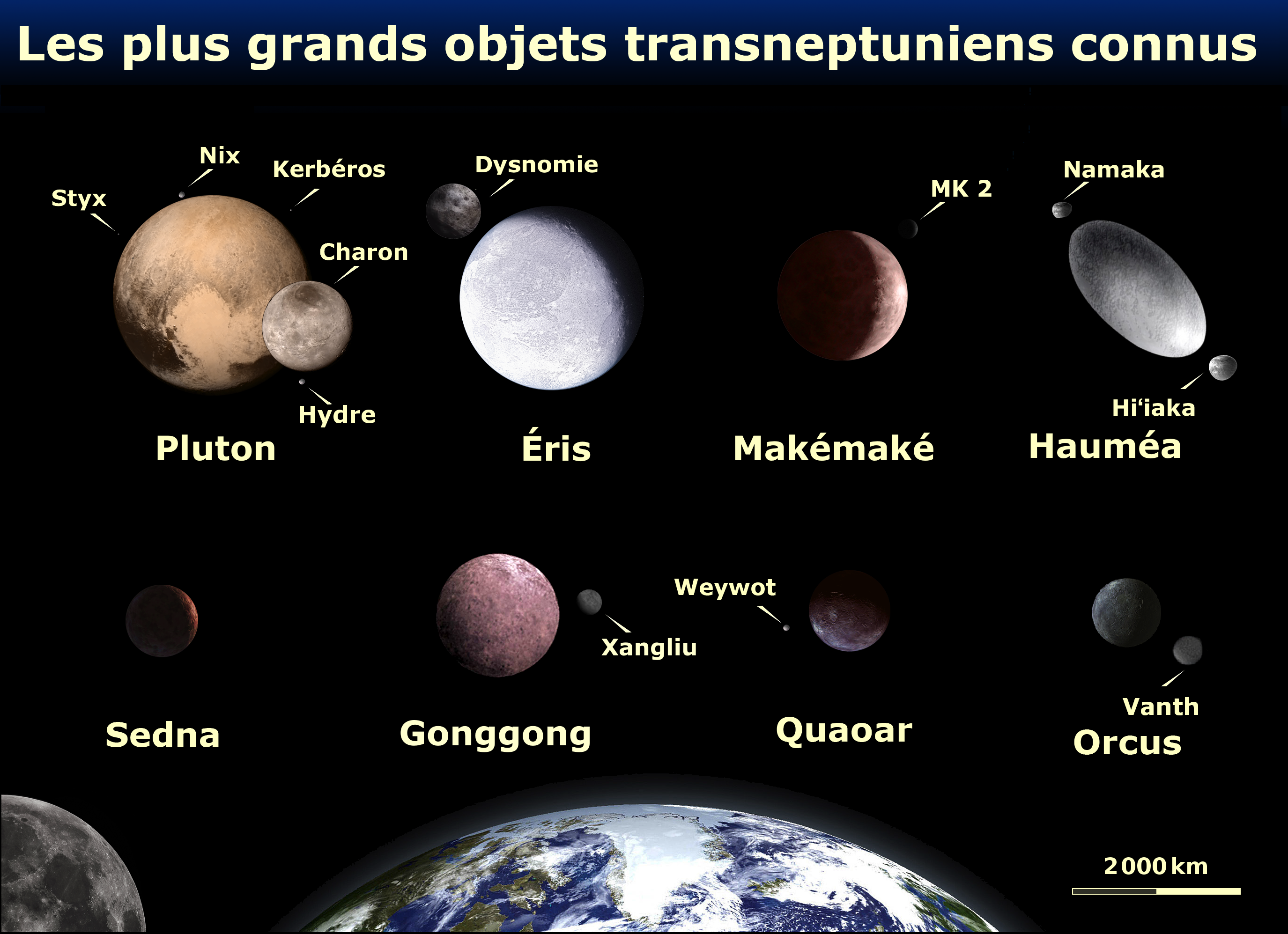
Vue d'artiste, à l'échelle, des plus grands objets transneptuniens et leurs satellites, les quatre du haut étant classés comme planètes naines et les suivants comme candidats à cette catégorie.

Les deux autres planètes naines de la ceinture de Kuiper sont (136472) Makémaké et (136108) Hauméa.
Makémaké (45,71 au), bien que faisant deux tiers de la taille de Pluton, est le plus grand cubewano connu et le deuxième objet le plus brillant de la ceinture après Pluton grâce à son albédo très élevé. Sa surface est recouverte de méthane et d'éthane mais est, contrairement aux objets transneptuniens, relativement dépourvue de glace d'azote. La planète naine a une révolution d'une période d'un peu plus de 300 ans, inclinée de 29° par rapport au plan de l'écliptique, et possède au moins un satellite, S/2015 (136472) 1, surnommé MK 2 en l'attente d'une dénomination définitive,.
Hauméa (43,13 au) est sur une orbite similaire à Makémaké, mais est dans une résonance orbitale temporaire 7:12 avec Neptune,. Elle possède une période de rotation très rapide de moins de quatre heures et une forme ellipsoïdale similaire à un ballon de rugby d'une taille comparable à celle de Pluton dans son plus grand axe,. Elle est entourée d'un fin anneau sombre — fait unique pour un objet transneptunien et une planète naine — et de deux satellites, Hiʻiaka et Namaka. Il est également supposé qu'elle est le composant principal d'une famille collisionnelle d'objets transneptuniens ayant des orbites proches, la famille de Hauméa, qui serait le résultat d'un fort impact responsable de ses caractéristiques inhabituelles.

### Objets épars

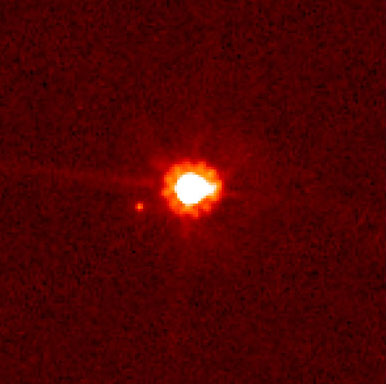
(136199) Éris, planète naine et le plus gros objet épars, et sa lune Dysnomie vus par Hubble en 2007.

Le disque des objets épars est un disque de petits corps glacés s'étendant au-delà de la ceinture de Kuiper. Leur distance au Soleil varie considérablement du fait de leur importante excentricité orbitale, la plupart des objets épars possédant un périhélie d'environ 30 à 35 au et un aphélie pouvant atteindre les 150 au. De façon typique, leur orbite est fortement inclinée et dépasse souvent les 40°. Similairement à la ceinture de Kuiper, le nombre d'objets plus grands qu'un kilomètre serait de l'ordre du milliard.
Ces orbites extrêmes seraient une conséquence de l'influence gravitationnelle des planètes géantes, ces objets provenant potentiellement de la ceinture d'astéroïdes, mais ayant été éjectés par l'influence de Neptune lors de leur formation. Ils ne se distinguent pas nettement des objets détachés, qui eux sont suffisamment éloignés pour ne plus être affectés par les planètes géantes.

#### Éris
(136199) Éris (67,65 au) est le plus gros objet épars connu. Il provoque une controverse puis une clarification du statut de planète à sa découverte, car il est d'une taille similaire à celle de Pluton, alors considérée comme une planète, ce qui lui vaut d'être nommé d'après la déesse grecque de la discorde, Éris,,. Il s'agit de la deuxième plus grande planète naine du Système solaire, par son diamètre de 2 326 kilomètres, et de la plus massive, par sa masse de 27 % supérieure à celle de Pluton,. Son orbite est très excentrique, au périhélie d'environ 38 au et à l'aphélie d'environ 97 au, soit une excentricité orbitale de 0,44 ; elle forme par ailleurs un grand angle avec le plan de l'écliptique, présentant une inclinaison orbitale supérieure à 44°. Éris possède une lune, Dysnomie,.

Diagramme présentant les objets transneptuniens connus fin 2019. Les demi-grands axes sont indiqués en abscisse avec les potentielles résonances tandis que les inclinaisons orbitales sont en ordonnée. La taille de chaque cercle indique le diamètre de l'objet et la couleur son type.

## Régions lointaines

### Héliosphère, héliogaine et héliopause

Vue d'artiste de la ceinture de Kuiper et de l'hypothétique nuage d'Oort.

L'héliosphère, la bulle de vent stellaire engendrée par les vents solaires, représente la région de l'espace dominée par les particules atomiques projetées par le Soleil. Le vent solaire voyage à sa vitesse maximale de plusieurs centaines de kilomètres par seconde jusqu'à ce qu'il entre en collision avec les vents opposés en provenance du milieu interstellaire.

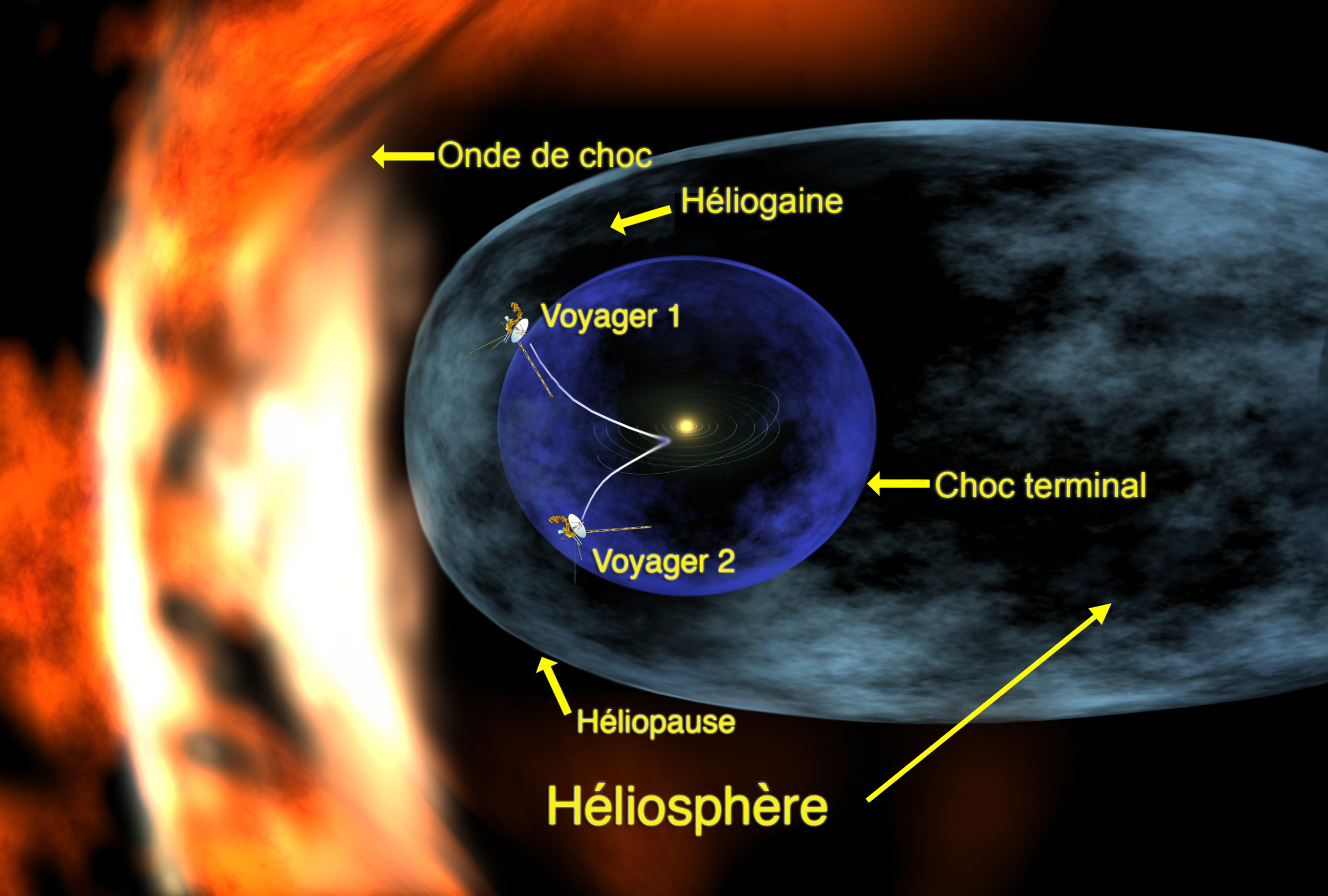
Schéma de l'héliosphère, de l'onde de choc et des sondes Voyager 1 et 2 pénétrant dans l'héliogaine.

Ce point de collision, appelé choc terminal, se trouve à environ entre 80 et 100 au du Soleil en avant de sa trajectoire et jusqu'à environ 200 au du Soleil en arrière de sa trajectoire,. Le vent ralentit alors considérablement, se condense et devient plus turbulent, formant une grande structure ovale, l'héliogaine. Celle-ci ressemblerait et se comporterait de façon assez similaire à une queue de comète, s'étendant de quelques dizaines d'unités astronomiques dans le sens de la trajectoire du Soleil et bien davantage dans la direction opposée.
La limite externe de l'héliosphère, l'héliopause, est le point où le vent solaire s'éteint et où débute l'espace interstellaire. La forme de l'héliopause serait affectée par les interactions avec le milieu interstellaire ainsi que par des facteurs internes comme les éruptions solaires ou le champ magnétique solaire. Voyager 1 est le premier objet créé par l'humain à passer ce point, en août 2012,. Au-delà de l'héliopause, à environ 230 au du Soleil, se trouverait l'arc de choc, une zone de plasma interstellaire ralenti par sa rencontre avec l'héliosphère au cours du trajet du Soleil à travers la Voie lactée,.

### Objets détachés

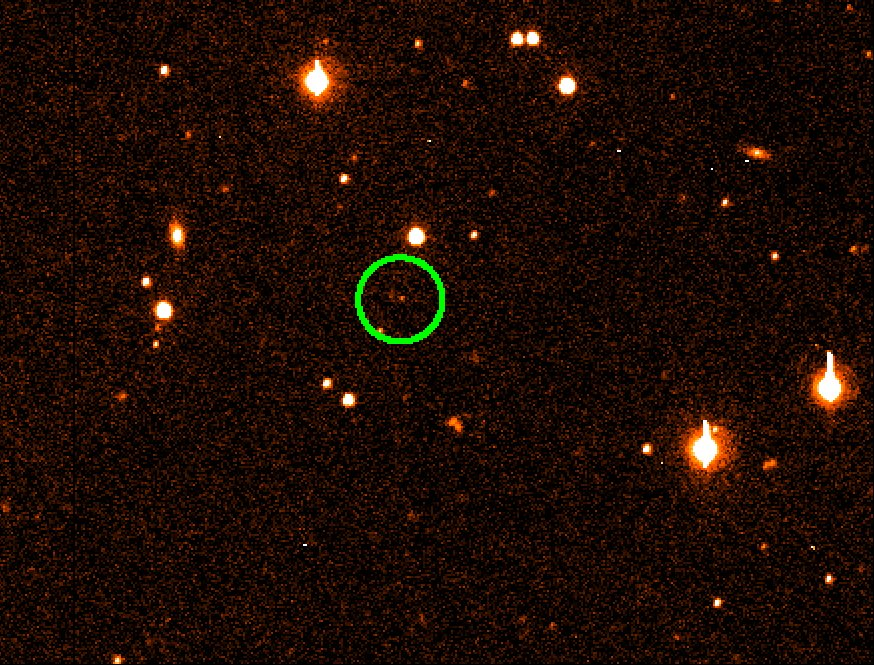
Image de la découverte de (90377) Sedna à l'observatoire Palomar en 2003.

Les objets détachés sont une classe particulière d'objets transneptuniens dont le périhélie est suffisamment éloigné du Soleil pour ne quasiment plus être influencés par Neptune, d'où leur nom. Ceux dont le périhélie est supérieur à 50 au sont les sednoïdes.

#### Sedna
Sedna (506 au) est le plus grand objet détaché connu. Il s'agit d'une grande planète mineure rougeâtre ressemblant à Pluton et dont l'orbite très excentrique (e = 0,85) l'amène à 76 au du Soleil au périhélie et à 928 au à l'aphélie. Sa période de révolution est d'approximativement 12 000 ans et elle était à 89,6 au du Soleil lors de sa découverte en 2003,.
La composition de sa surface serait similaire à celle d'autres objets transneptuniens, comprenant principalement un mélange de glaces d'eau, de méthane et d'azote ainsi que du tholin. Son diamètre est d'environ 1 000 kilomètres, ce qui en fait une candidate au statut de planète naine, même si sa forme n'est pas connue avec certitude.

### Nuage de Hills et nuage de Oort

Représentation des échelles du Système solaire en échelle logarithmique, du Soleil à Alpha Centauri, montrant l'important nuage de Oort.

Le nuage de Oort est un nuage sphérique hypothétique comptant jusqu'à mille milliards d'objets glacés et qui pourrait être la source des comètes à longue période. Il entourerait le Système solaire avec une forme sphérique et cette coquille pourrait s'étendre de 10 000 au jusqu'à peut-être jusqu'à plus de 100 000 au (1,87 al). Il serait composé de comètes éjectées du Système solaire interne à cause des interactions gravitationnelles des planètes géantes, notamment Jupiter. L'extrême majorité des comètes du Système solaire y seraient situées, leur nombre estimé étant de l'ordre du billion (1012),. La masse totale de ces objets serait d'environ une masse terrestre.
Les objets du nuage de Oort se déplacent très lentement et peuvent être perturbés par des événements peu fréquents comme des collisions, les effets gravitationnels d'une étoile proche ou une marée galactique,. Malgré des découvertes comme celle de Sedna, la zone située entre la ceinture de Kuiper et le nuage d'Oort reste majoritairement inconnue.
Le nuage de Hills, ou nuage de Oort interne, est une zone hypothétique intermédiaire de la ceinture de Kuiper et du nuage de Oort qui serait située entre quelques centaines et quelques dizaines de milliers d'unités astronomiques du Soleil. Il serait beaucoup plus épars que le nuage de Oort.

### Limites
La surface où le Système solaire se termine et où le milieu interstellaire commence n'est pas définie avec précision, car les limites extérieures sont façonnées par deux forces, le vent solaire et la gravité du Soleil. Ainsi, si la limite de l'influence du vent solaire s'arrête à l'héliopause après près de quatre fois la distance du Soleil à Pluton, la sphère de Hill du Soleil — la plage effective de sa dominance gravitationnelle — s'étend jusqu'à mille fois plus loin et englobe l'hypothétique nuage de Oort,. Cela correspond à deux années-lumière, soit la moitié de la distance à l'étoile la plus proche Alpha Centauri, et pourrait s'étendre jusqu'à environ un parsec (3,26 al).

## Contexte galactique

### Position
Le Système solaire est situé dans la Voie lactée, une galaxie spirale barrée d'un diamètre d'environ 100 000 années-lumière contenant entre 100 et 400 milliards d'étoiles,,. Le Soleil réside dans l'un des bras spiraux externes de la galaxie, le bras d'Orion, ou bras local, à une distance de (8 178 ± 26) parsecs, soit (26 673 ± 83) années-lumière, du centre galactique,. Sa vitesse de rotation dans la galaxie est de près de 250 km/s, il en fait donc le tour tous les 220 à 250 millions d'années environ,. Cette révolution est l'année galactique du Système solaire. De plus, la trajectoire du Soleil oscille perpendiculairement au plan galactique environ 2,7 fois par orbite. L'apex solaire, la direction du mouvement propre du Soleil à travers l'espace interstellaire, est près de la constellation d'Hercule, dans la direction de l'emplacement actuel de l'étoile brillante Véga,. Le plan de l'écliptique forme un angle de 62,87° par rapport au plan galactique.
La situation du Système solaire dans la Galaxie est probablement un facteur dans l'histoire évolutive du vivant sur Terre. Son orbite est presque circulaire et est parcourue à peu près à la même vitesse que la rotation des bras spiraux, ce qui signifie qu'il ne les traverse que rarement,. Étant donné que les bras en spirale abritent une concentration beaucoup plus grande de supernovas potentiellement dangereuses — car générant des rayonnements et des instabilités gravitationnelles —, cette disposition a permis à la Terre de connaître de longues périodes de stabilité interstellaire, permettant que la vie apparaisse et se développe.
Le Système solaire orbite également en périphérie de la Galaxie, loin du centre galactique dont la densité d'étoiles est beaucoup plus élevée autour du trou noir supermassif central Sagittarius A*, d'une masse de plus de quatre millions de fois celle du Soleil. Près du centre, l'influence gravitationnelle des étoiles proches perturberait plus souvent le nuage de Oort et propulserait plus de comètes vers le Système solaire interne, produisant des collisions aux conséquences potentiellement catastrophiques. À l'échelle du temps de vie du Système solaire, un croisement d'une autre étoile à 900 au reste cependant statistiquement possible et provoquerait de tels effets. Le rayonnement intense du centre galactique pourrait également interférer avec le développement de formes de vie complexes. Même à l'emplacement actuel du Système solaire, certains scientifiques émettent l'hypothèse que les supernovas récentes auraient pu nuire à la vie au cours des 35 000 ans passés, en émettant des morceaux de cœur stellaire vers le Soleil sous forme de poussières radioactives ou de corps ressemblant à des comètes.

### Voisinage

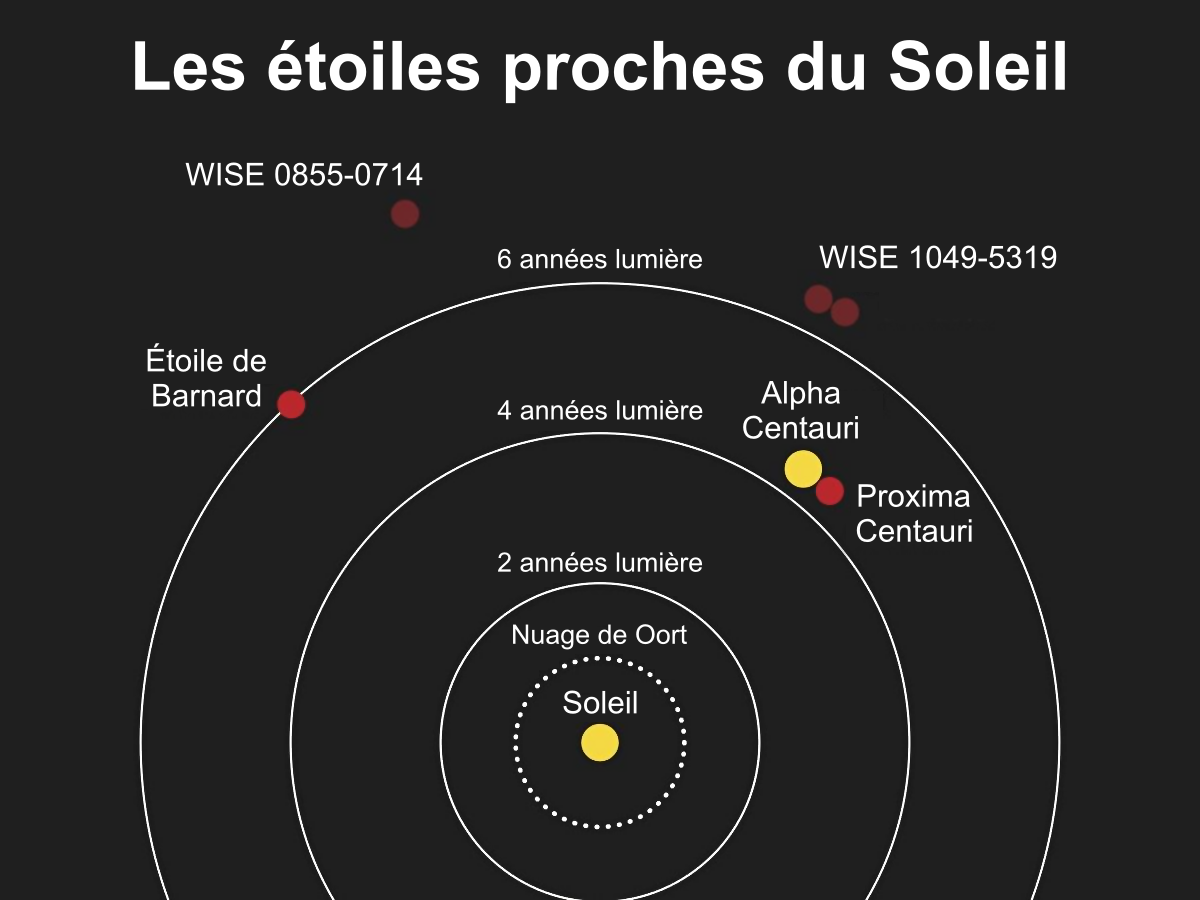
Schéma des étoiles dans le voisinage du Système solaire.

Le Système solaire se trouve dans le nuage interstellaire local, ou peluche locale, une zone relativement dense à l'intérieur d'une région qui l'est moins, la Bulle locale. Cette dernière est une cavité du milieu interstellaire en forme de sablier d'environ 300 années-lumière (al) de large. La bulle contient du plasma à haute température et très dilué, ce qui suggère qu'elle est le produit de plusieurs supernovas récentes. Le système est également à proximité du nuage G voisin, mais il n'est pas déterminé avec certitude si le Système solaire est totalement intégré dans le nuage interstellaire local ou s'il se trouve dans la région où le nuage interstellaire local et le nuage G interagissent,.
Il y a relativement peu d'étoiles à moins de dix années-lumière du Soleil, le système le plus proche étant celui d'Alpha Centauri, un système triple distant de 4,4 al,. Alpha Centauri A et B sont une paire d'étoiles semblables au Soleil, tandis que la petite naine rouge Proxima Centauri (Alpha Centauri C) tourne autour des deux autres à une distance de 0,2 al. En 2016, il est confirmé qu'une exoplanète potentiellement habitable est en orbite autour de Proxima Centauri, appelée Proxima Centauri b ; elle constitue donc l'exoplanète confirmée la plus proche du Soleil, à 4,2 al de la Terre. Auparavant, Gliese 581 c tenait cette place, située à 20,4 al.
Les autres étoiles les plus proches du Soleil sont les naines rouges de l'étoile de Barnard (5,9 al), Wolf 359 (7,8 al) et Lalande 21185 (8,3 al),. La plus grande étoile à moins de 10 al est Sirius, une étoile brillante de la séquence principale située à environ 8,6 al de distance qui ferait environ le double de la masse du Soleil et autour de laquelle orbite une naine blanche nommée Sirius B. Les deux naines brunes les plus proches sont le système binaire Luhman 16 (6,6 al). Parmi les autres systèmes à moins de dix années-lumière figurent le système binaire Luyten 726-8 (8,7 al) et la naine rouge solitaire Ross 154 (9,7 al).
L'étoile simple analogue au Soleil la plus proche est Tau Ceti, distante de 11,9 al, qui fait 80 % de la masse du Soleil, mais seulement 60 % de sa luminosité,. L'objet libre de masse planétaire connu le plus proche du Soleil est WISE 0855−0714, un objet d'une masse inférieure à 10 masses joviennes situé à environ 7 al.

Série de neuf cartes montrant progressivement, de gauche à droite, la position de la Terre dans l'Univers observable, notamment à l'échelle du Système solaire, du voisinage local, de la Voie lactée, du Groupe local, du superamas Laniakea et du superamas de la Vierge. Cliquer pour agrandir.

## Formation et évolution

### Formation

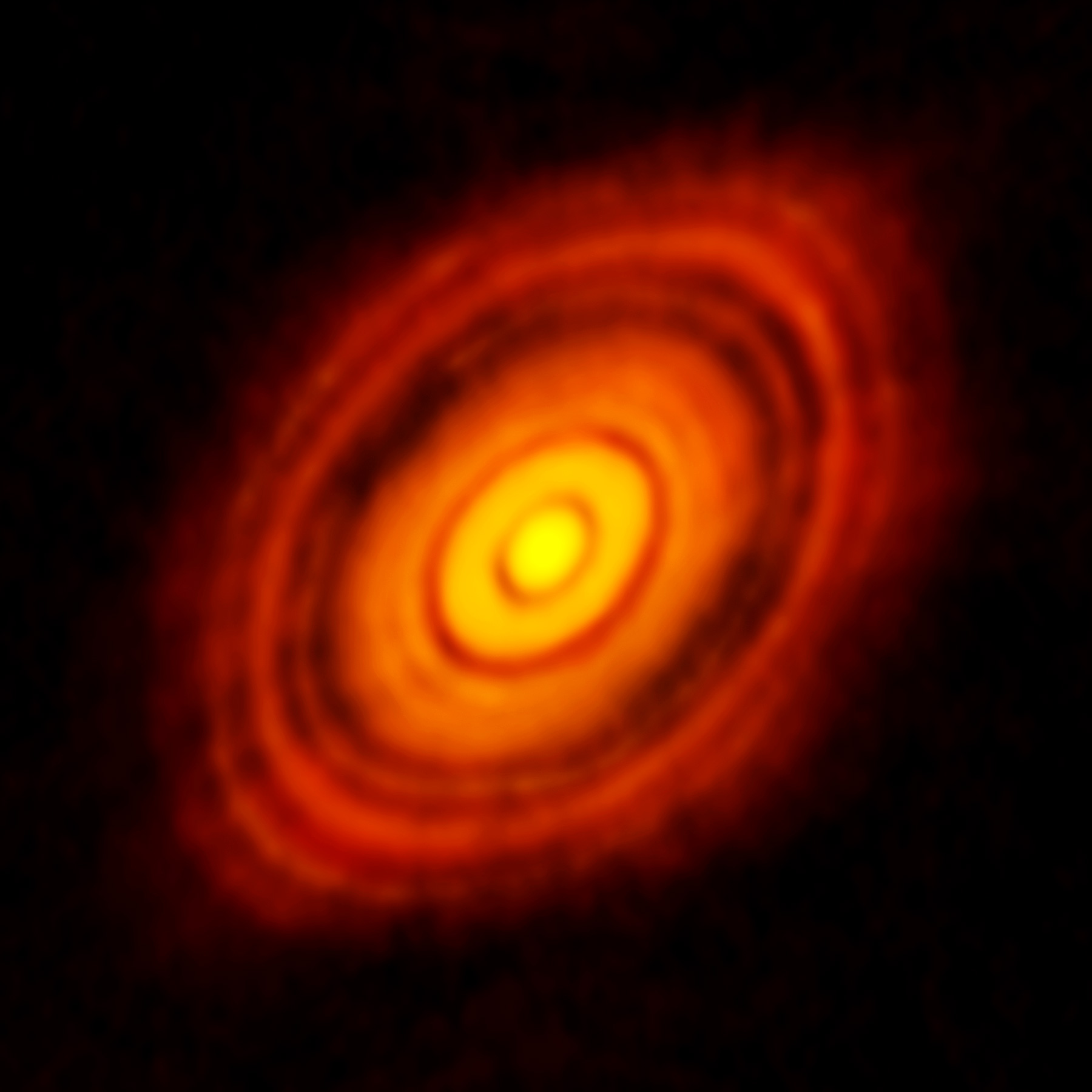
HL Tauri, une masse stellaire jeune entourée d'un disque protoplanétaire similaire au Soleil lors de sa formation, pris par l'Atacama Large Millimeter Array en 2014.

L'explication la plus couramment acceptée concernant la formation du Système solaire est l'hypothèse de la nébuleuse, évoquée pour les premières fois au XVIIe siècle par René Descartes puis au XVIIIe siècle par Emmanuel Kant et Pierre-Simon de Laplace,,. Selon cette thèse, la nébuleuse solaire — un nuage de gaz et de poussières — qui a donné naissance au Soleil s'est formée il y a environ 4,567 milliards d'années (Ga) par effondrement gravitationnel d'une partie d'un nuage moléculaire géant,,. Celui-ci, large de plusieurs années-lumière, a probablement donné naissance à plusieurs étoiles,.
Les études de météorites révèlent des traces d'éléments qui ne sont produits qu'au cœur d'explosions d'étoiles très grandes, indiquant que le Soleil s'est formé à l'intérieur d'un amas stellaire et à proximité de supernovas,,. L'onde de choc de ces supernovas aurait peut-être provoqué la formation du Soleil en créant des régions de surdensité dans la nébuleuse environnante, permettant à la gravité de prendre le dessus sur la pression interne du gaz et d'initier l'effondrement. Cependant, la présence d'une supernova à proximité d'un disque protoplanétaire reste fortement improbable et d'autres modélisations sont proposées.

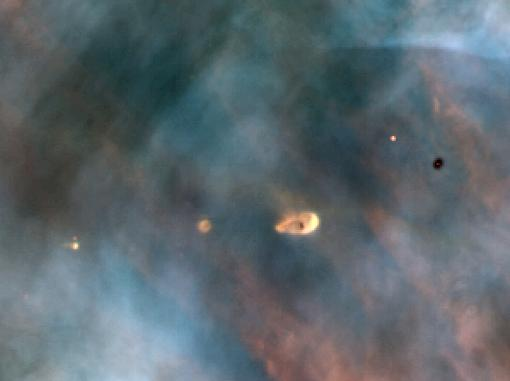
Image de disques protoplanétaires de la nébuleuse d'Orion prise par le télescope spatial Hubble ; cette « pépinière d'étoile » est probablement similaire à la nébuleuse primordiale à partir de laquelle s'est formé le Soleil.

La région qui deviendra le Système solaire, ou nébuleuse solaire, a un diamètre entre 7 000 et 20 000 au, et une masse très légèrement supérieure à celle du Soleil, avec un excès de 0,001 à 0,1 masse solaire. Au fur et à mesure de son effondrement, la conservation du moment angulaire de la nébuleuse la fait tourner plus rapidement et, tandis que la matière se condense, les atomes entrent en collision de plus en plus fréquemment,. Le centre, où la plupart de la masse est accumulée, devient progressivement plus chaud que le disque qui l'entoure,. L'action de la gravité, de la pression gazeuse, des champs magnétiques et de la rotation provoque l'aplatissement de la nébuleuse en un disque protoplanétaire en rotation d'un diamètre d'environ 200 au et entourant une proto-étoile dense et chaude,,,. Après des millions d'années, la pression et la densité de l'hydrogène au centre de la nébuleuse deviennent suffisamment élevées pour que la protoétoile initie la fusion nucléaire, accroissant sa taille jusqu'à ce qu'un équilibre hydrostatique soit atteint, lorsque l'énergie thermique contrebalance la contraction gravitationnelle ; ces réactions alimenteront l'étoile en énergie pour environ 12 Ga,.

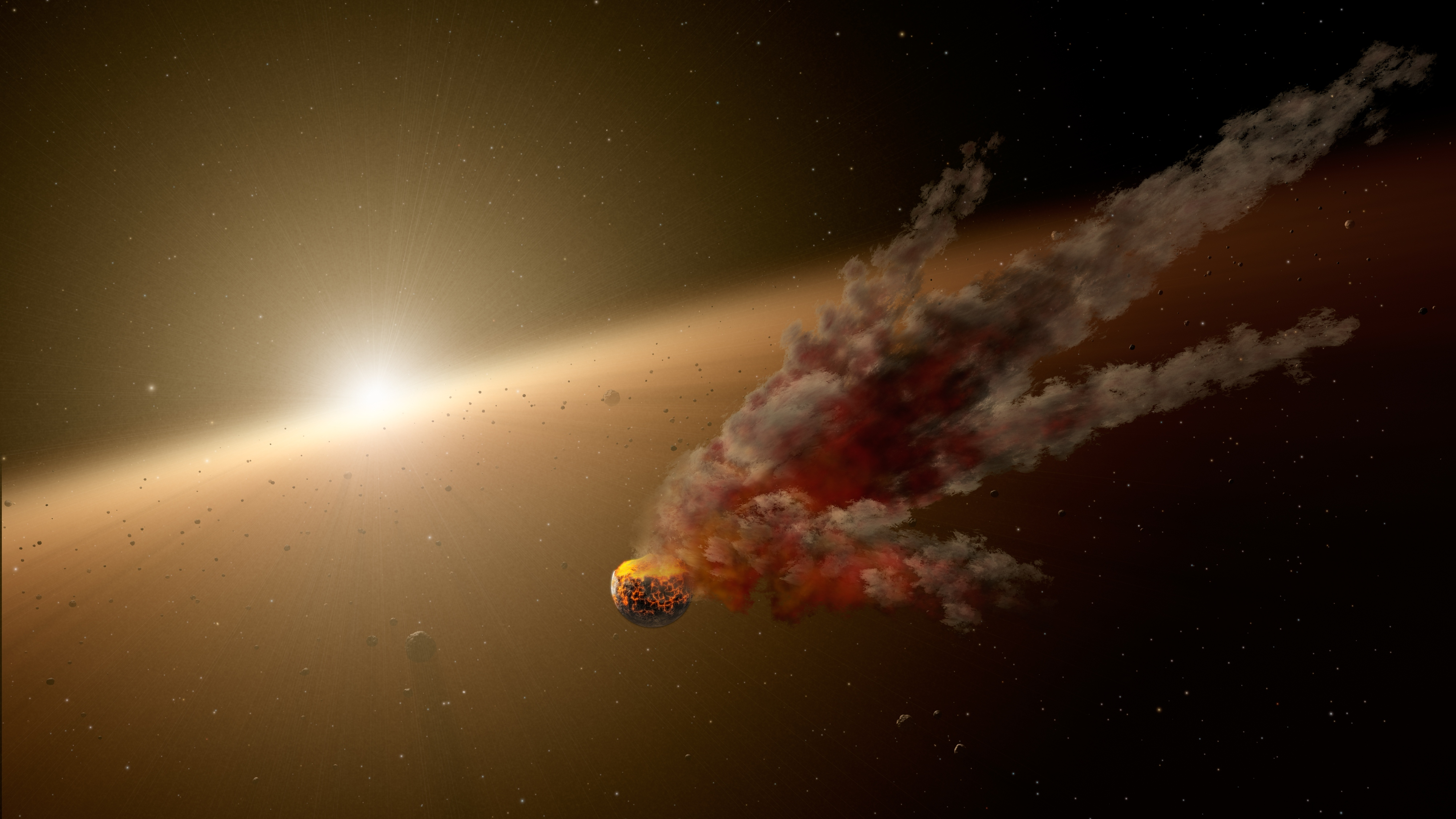
Vue d'artiste de la formation de planétésimaux par collisions dans le disque protoplanétaire.

Les autres corps du Système solaire se forment ensuite à partir du reste du nuage de gaz et de poussières,. Selon les modèles actuels, ceux-ci prennent forme par accrétion : des grains de poussière en orbite autour de la protoétoile centrale s’agglutinent et deviennent des amas de quelques mètres de diamètre formés par contact direct, puis entrent en collision pour constituer des planétésimaux de plusieurs kilomètres de diamètre,,,.
Le Système solaire interne est alors trop chaud pour que les molécules volatiles telles que l'eau ou le méthane se condensent : les planétésimaux qui s'y forment sont donc relativement petits, représentant environ 0,6 % de la masse du disque, et principalement formés de composés à point de fusion élevé, tels les silicates et les métaux. Ces corps rocheux deviennent à terme les planètes telluriques,,. Plus loin, les effets gravitationnels de Jupiter empêchent l'accrétion des planétésimaux, formant la ceinture d'astéroïdes. Encore plus loin après la ligne des glaces, là où les composés glacés volatils peuvent rester solides, Jupiter et Saturne deviennent des géantes gazeuses et deviennent suffisamment massives pour capturer directement l'hydrogène et l'hélium depuis la nébuleuse,. Uranus et Neptune capturent quant à elles moins de matière et sont principalement formées de glaces,,. Leurs plus faibles densités suggèrent par ailleurs qu'elles possèdent une fraction plus faible de gaz capturés de la nébuleuse et donc qu'elles se sont formées plus tard. Si les planètes telluriques ont peu de satellites, les planètes géantes possèdent des systèmes d'anneaux et de nombreuses satellites naturels. Nombre de ces derniers, dits « réguliers », proviennent du disque s'accrétant autour de chaque planète comme une formation d'un système planétaire en miniature,. Les autres lunes seraient issues de collisions — par exemple, la formation de la Lune serait la conséquence d'un impact géant — ou de captures d'astéroïdes,.
Le temps d'accrétion des planètes serait de l'ordre de quelques millions d'années, bien que les durées de ces scénarios d'accrétion restent contestées. Il est possible que des planètes géantes se soient agrégées plus rapidement que celles telluriques et que Jupiter soit la plus vieille, atteignant le million d'années,. Lorsque le Soleil se met à produire suffisamment d'énergie, ce qui est estimé à environ dix millions d'années après sa formation, le vent solaire commence à emporter le gaz et les poussières du disque protoplanétaire, mettant fin à la croissance des planètes,,.

### Évolution

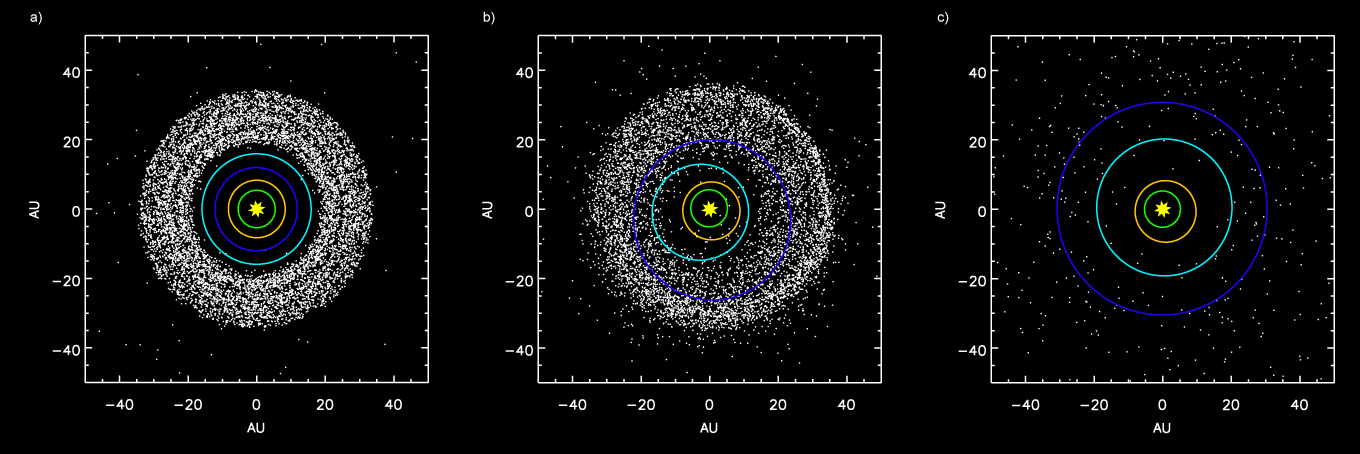
Simulation du modèle de Nice montrant les planètes extérieures et la ceinture de Kuiper :
1. Avant que Jupiter et Saturne n'atteignent une résonance de 2:1 ;
2. Après la diffusion vers l'intérieur des objets de la ceinture de Kuiper à la suite du déplacement orbital de Neptune ;
3. Après éjection des corps dispersés de la ceinture de Kuiper par Jupiter.

Les modèles actuels suggèrent que la densité de matière dans les régions externes du Système solaire est trop faible pour expliquer la formation de grands corps comme les planètes géantes de glace par accrétion de cœur. Ainsi, une hypothèse privilégiée pour expliquer leur apparition est qu'elles se sont formées plus près du Soleil, où la densité de matière était plus élevée, puis qu'elles ont ensuite réalisé une migration planétaire vers leurs orbites actuelles après le retrait du disque protoplanétaire gazeux,,,. Le courant le plus largement accepté des explications sur les détails de cette hypothèse est le modèle de Nice, qui explore l'effet d'une migration de Neptune et des autres planètes géantes sur la structure de la ceinture de Kuiper,,. L'hypothèse du Grand Tack suggère par ailleurs que Jupiter et Saturne auraient pu migrer vers l'intérieur du Système solaire peu après leur formation, avant de migrer dans le sens inverse. Ces migrations des planètes géantes auraient fortement influencé les trajectoires de petits corps du Système solaire et seraient à l'origine de la création de nombreuses comètes, entre autres,.
Le modèle de Nice permet également d'expliquer une période théorique de l'histoire du Système solaire qui se serait déroulée il y a approximativement 4,1 à 3,9 Ga, le grand bombardement tardif,,. Celle-ci serait marquée par une notable augmentation des impacts météoriques ou cométaires sur les planètes telluriques, découverte grâce à la datation des roches lunaires rapportées lors du programme Apollo,. En effet, la migration des planètes géantes aurait produit diverses résonances, conduisant à déstabiliser les ceintures d'astéroïdes existantes à cette période,. Cependant, l'existence d'un grand bombardement tardif vient à être sérieusement remise en cause ; il est par exemple défendu par certains astronomes que la forte concentration d'impacts mesurée à cette époque s'appuierait sur un prélèvement de roches dans un seul bassin d'impact lunaire,.
En somme, les premiers milliards d'années du Système solaire sont plus « violents » que ce qui est connu actuellement, caractérisés par de nombreuses collisions et changements d'orbites,,. Toutefois, des phénomènes similaires continuent de se produire, bien que cela soit à une échelle plus faible. Par ailleurs, les corps du Système solaire ont également connu des évolutions de leur structure interne : certains ont connu des différentiations et formé des noyaux, manteaux et croûtes planétaires, d'autres ont vu apparaître des océans subglaciaires, commencé à générer des magnétosphères ou encore développé puis maintenu une atmosphère planétaire.

### Futur

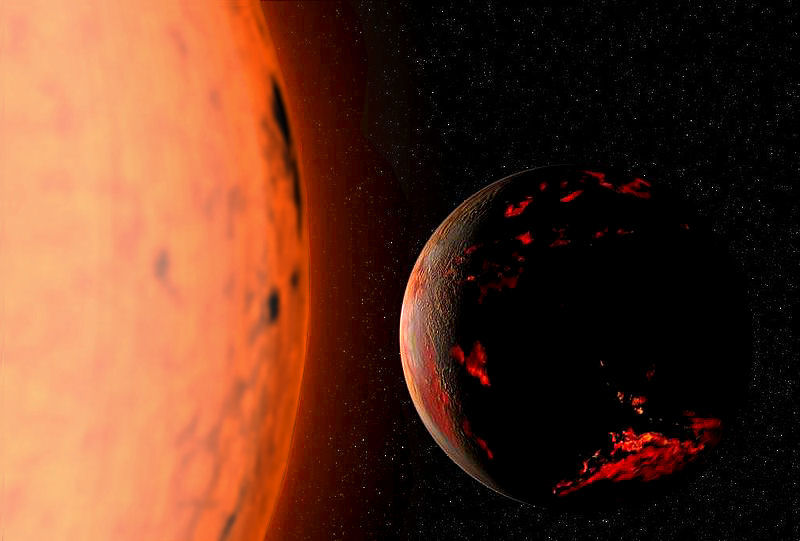
Vue d'artiste de la Terre lorsque le Soleil sera une géante rouge.

Du fait de l'accumulation d'hélium dans le cœur de l'étoile, la luminosité solaire augmente lentement à l'échelle des temps géologiques. Ainsi, la luminosité va croître de 10 % au cours des 1,1 milliard années à venir et de 40 % pendant les prochaines 3,5 milliards d'années (3,5 Ga). Les modèles climatiques indiquent notamment que l'accroissement des radiations atteignant la Terre aura probablement des conséquences dramatiques sur la pérennité de son climat « terrestre », notamment la disparition des océans d'ici 1 à 1,7 Ga, qui précipitera le climat de la Terre dans celui de type vénusien et devrait faire disparaître toute forme simple de vie à sa surface,.
Une étoile comme le Soleil a une durée de vie dans la séquence principale estimée entre 9 et 10 Ga tandis que son âge actuel est de 4,567 Ga,. Ainsi, dans le cadre de son évolution, le Soleil deviendra une géante rouge dans plus de 5 Ga : les modèles prédisent qu'il gonflera jusqu'à atteindre environ 250 fois son rayon actuel tout en perdant environ 30 % de sa masse, mais en devenant un millier de fois plus lumineux qu'aujourd'hui,,. Cette diminution de masse aura pour conséquence de faire s'éloigner les orbites des planètes. Par exemple, une modélisation suggère que la Terre se retrouvera sur une orbite à 1,7 au du Soleil lorsque celui-ci atteindra son rayon maximal de 1,2 au et aura englouti Mercure et Vénus,. Cependant, d'autres simulations suggèrent que la Terre pourrait également à terme être absorbée par l'atmosphère solaire,. Plus loin, les satellites galiléens devraient être dépourvus de leurs glaces et les températures au niveau de l'orbite de Neptune seraient de l'ordre de celles connues sur l'orbite de la Terre actuellement.
Le Soleil entamera ensuite un nouveau cycle de fusion, l'hélium fusionnant en carbone dans son cœur, créant un flash de l'hélium, et l'hydrogène fusionnant en hélium dans une couche périphérique du cœur ; cela créera dans le même temps des expulsions de masse et une nébuleuse planétaire autour de l'étoile,. Cependant, le manque de combustible empêchera ensuite de compenser la gravité par rayonnement et le Soleil s'effondrera sur lui-même pour devenir une naine blanche très dense et peu lumineuse,. Il se refroidira alors petit à petit pendant des milliards d'années et finira par ne plus fournir ni lumière ni chaleur au système planétaire, étant parvenu au stade de naine noire,,.

Ligne de temps synthétisant l'évolution stellaire du Soleil.

### Éléments orbitaux des planètes et planètes naines
Les paramètres orbitaux des planètes et des planètes naines sont très stables à l'échelle des siècles et des milliers d'années, mais ils évoluent à des échelles de temps supérieures en raison de leurs interactions gravitationnelles. Les orbites tournent elles-mêmes autour du Soleil et divers paramètres oscillent, bien que leur agencement général soit stable depuis des milliards d'années. L'excentricité de l'orbite terrestre, par exemple, oscille avec une période de 2,4 millions d'années (Ma). L'évolution passée et future peut être calculée, mais pas au-delà d'une durée de 60 Ma en raison du caractère chaotique de la dynamique du Système solaire — les incertitudes du calcul étant multipliées par dix tous les 10 Ma,,. On peut cependant retrouver des caractéristiques plus anciennes de l'orbite terrestre (et d'autres planètes) grâce à l'enregistrement géologique du climat et aux cycles de Milanković. On obtient notamment qu'il y a 200 Ma, la période des oscillations de l'excentricité orbitale terrestre était de seulement 1,7 Ma, contre 2,4 Ma aujourd'hui,. Par ailleurs, des oscillations plus fines ont été détectées, de périodes allant de 19 000 à 100 000 ans.
Les données contemporaines sont indiquées dans le tableau suivant :
| | Demi-grand axe (au) | Excentricité orbitale | Période de révolution (années) | Lunes connues |
| --- | ------------------- | --------------------- | ------------------------------ | ------------- |
| Mercure | 0,387 099 3         | 0,205 64              | 0,240 846 7                    | 0             |
| Vénus | 0,723 336           | 0,006 78              | 0,615 197 26                   | 0             |
| Terre | 1,000 003           | 0,016 71              | 1,000 017 4                    | 1             |
| Mars | 1,523 71            | 0,093 39              | 1,880 815 8                    | 2             |
| Cérès (planète naine) | 2,765 8             | 0,078                 | 4,599 84                       | 0             |
| Jupiter | 5,202 9             | 0,048 4               | 11,862 615                     | 79            |
| Saturne | 9,537               | 0,053 9               | 29,447 498                     | 82            |
| Uranus | 19,189              | 0,047 26              | 84,016 846                     | 27            |
| Neptune | 30,069 9            | 0,008 59              | 164,791 32                     | 14            |
| Pluton (planète naine) | 39,482 1            | 0,248 83              | 248,020 8                      | 5             |
| Hauméa (planète naine) | 43,34               | 0,189                 | 285,4                          | 2             |
| Makémaké (planète naine) | 45,79               | 0,159                 | 309,9                          | 1             |
| Éris (planète naine) | 67,67               | 0,441 77              | 557,2                          | 1             |
| Données de l'université de Princeton par rapport à l'écliptique J2000.0 et au barycentre du Système solaire avec 1 ua = 1,495 978 707 00 × 1011 m et 1 année = 365,25 jours = 31 557 600 secondes. |                     |                       |                                |               |

## Découverte et exploration

### Observations pré-télescopiques

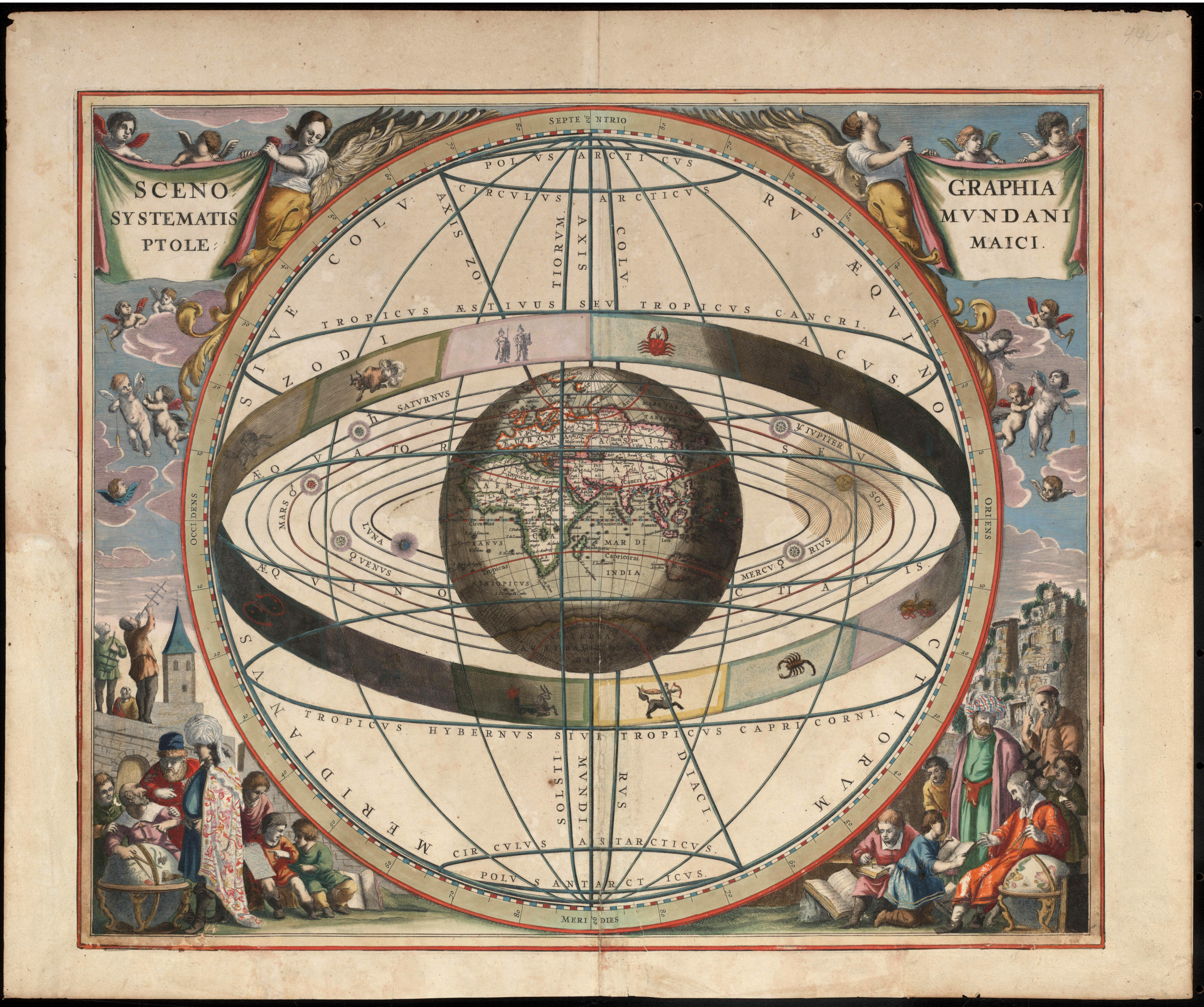
Reproduction du système géocentrique de Ptolémée.

Pendant la plus grande partie de l'Histoire, l'humanité ne connaît pas le concept d'un système planétaire. En effet, la plupart des érudits jusqu'au Moyen Âge tardif puis à la Renaissance perçoivent la Terre comme stationnaire au centre de l'Univers et considèrent qu'elle est catégoriquement différente des objets qui se déplacent dans le ciel. Tout d'abord, le Soleil est perçu comme en rotation autour de la Terre afin d'expliquer le cycle du jour et de la nuit, tandis que les étoiles sont imaginées sur une sphère également en rotation autour de la Terre et que les comètes font partie de l'atmosphère terrestre.
Toutefois, les cinq planètes les plus proches de la Terre (Mercure, Vénus, Mars, Jupiter et Saturne) sont connues depuis la Préhistoire car visibles à l'œil nu. Les astronomes mésopotamiens parviennent dès le IIe millénaire av. J.-C. à arithmétiquement décrire leurs mouvements dans le ciel terrestre, l'étude de ces positions étant le fondement de leur divination, ; l'astronomie chinoise remplit également ce rôle proche de l'astrologie. Les astronomes grecs, notamment Eudoxe de Cnide puis Aristote (IIIe siècle av. J.-C.), utilisent eux la géométrie et supposent l'existence de sphères concentriques pour chaque planète — qu'ils nomment πλανήτης ou planētēs, signifiant « errant » — s’agençant de façon complexe afin de justifier leurs mouvements irréguliers vus depuis la Terre,. Avec le Soleil et la Lune, il s'agit des seuls membres du Système solaire connus avant les observations instrumentales. Les sept astres sont alors associés et ont une influence dans la culture, étant par exemple à l'origine des noms des jours de la semaine.

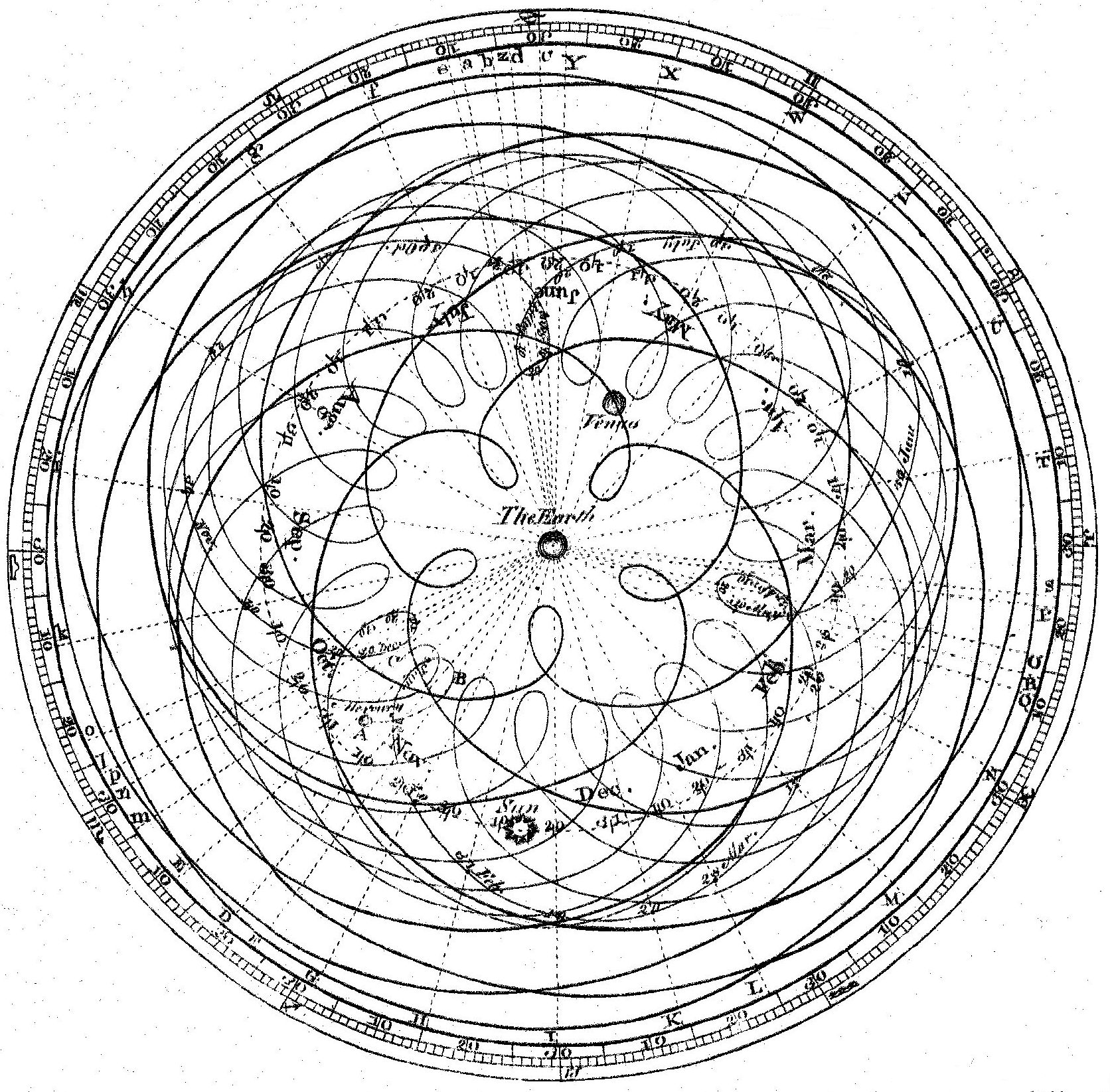
Mouvement apparent des planètes vu de la Terre, impliquant un modèle géocentrique complexe.

Tous les astres sont supposés sphériques, comme le sont la Lune ou la Terre, afin de respecter une forme de « perfection divine ». Le modèle géocentrique d'Aristote est ensuite simplifié par Hipparque (IIe siècle av. J.-C.) puis perfectionné par Ptolémée (IIe siècle) dans son Almageste grâce à l'épicycle, qui suppose une rotation de la Terre sur elle-même et des astres assimilés à des étoiles fixes ; ce modèle sera dominant parmi les savants jusqu'au XVIe siècle,,.
Le philosophe grec Aristarque de Samos est le premier à spéculer sur une organisation héliocentrique du cosmos au IIIe siècle av. J.-C.,. Certains historiens soutiennent que l'astronome indien Aryabhata l'aurait également fait de façon indépendante vers le Ve siècle — ce qui demeure très contesté,. Bien plus tard, l'astronome polonais Nicolas Copernic est le premier à développer un modèle héliocentrique mathématiquement, au XVIe siècle, notamment dans son traité Des révolutions des sphères célestes,,. Alors que le modèle géocentrique nécessite des tracés complexes, le sien est plus simple et permet de mettre en relation la distance des planètes au Soleil et leur période de révolution. Cependant, son système est considéré absurde par ses contemporains, souvent par considérations religieuses, mais également parce que Tycho Brahe lui oppose l'absence de déplacement visible des étoiles fixes au cours de l'année par parallaxe ; celui-ci existe pourtant, mais est trop faible pour être mesuré avec les instruments de l'époque. Tycho Brahe propose aussi un compromis, le système tychonique où les planètes tournent autour du Soleil et celui-ci tourne autour de la Terre, mais le modèle héliocentrique devra attendre l'avènement des observations instrumentales pour s'imposer.

### Observations instrumentales

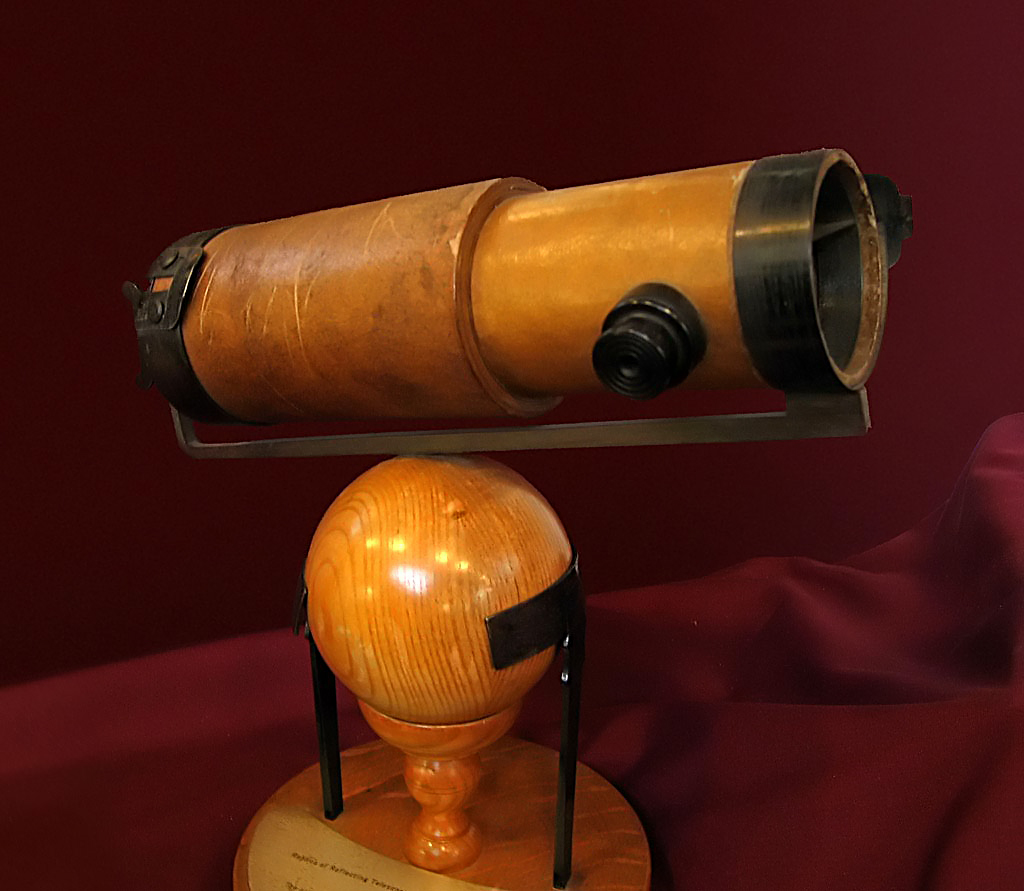
Réplique du télescope d'Isaac Newton de 1672 au Musée Whipple d'histoire des sciences de Cambridge.

Les premières observations du Système solaire en tant que tel sont réalisées à partir de la mise au point par les astronomes de la lunette astronomique, puis du télescope, au début du XVIIe siècle. Galilée est parmi les premiers à découvrir des détails physiques sur d'autres corps grâce à sa lunette : il observe dès 1609 que la Lune est couverte de cratères, que le Soleil possède des taches et que quatre satellites, les satellites galiléens, orbitent autour de Jupiter,. La découverte de satellites d'une autre planète que la Terre associée à l'observation des phases de Vénus permettent de populariser le modèle héliocentrique de Nicolas Copernic,,. Par ailleurs, elles permettent de légitimer l'idée que les mêmes lois physiques s'appliquent aux autres planètes, ce qui sera ensuite formalisé par les lois de Kepler, puis par la loi universelle de la gravitation proposée par Isaac Newton.

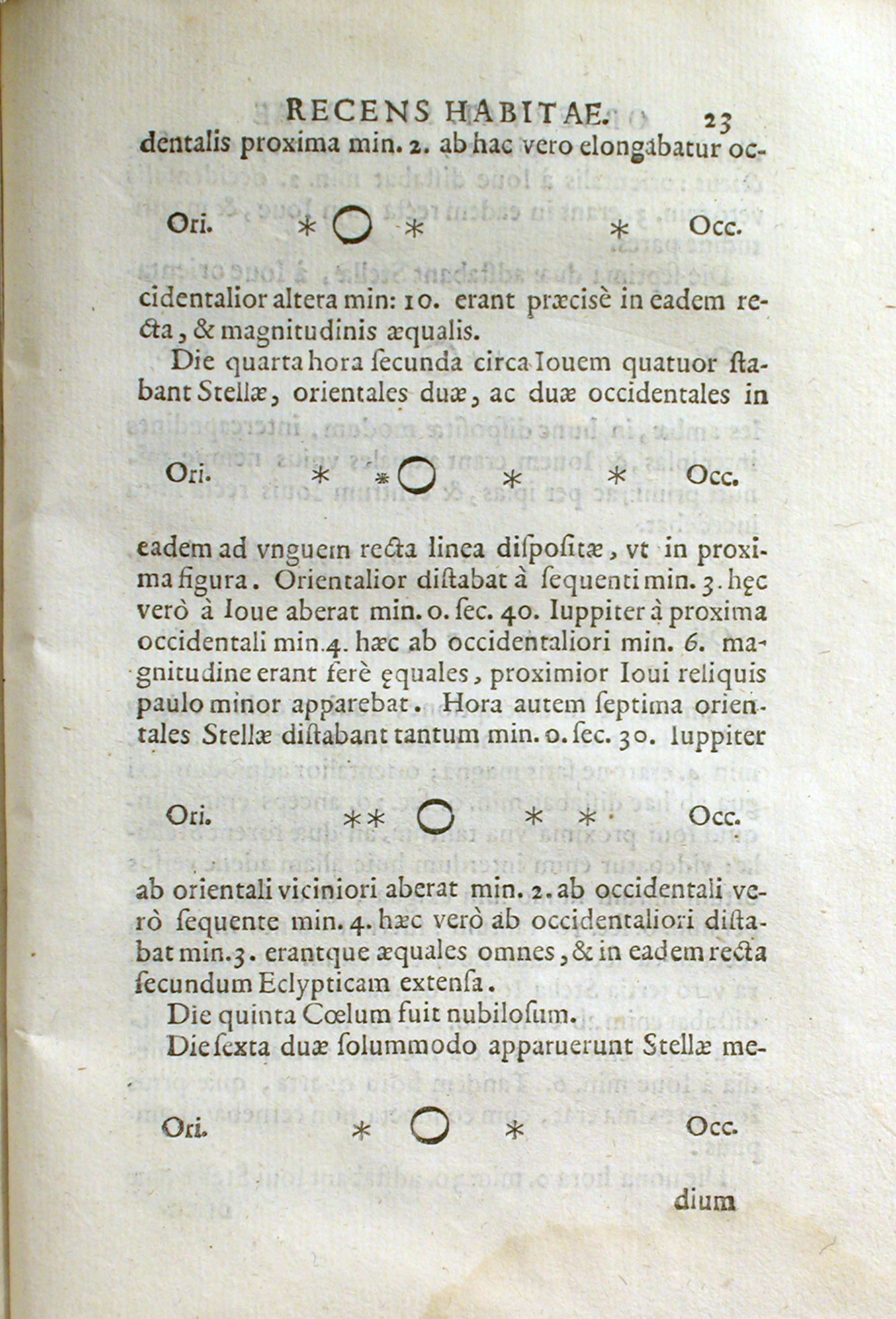
Dessins de Galilée des orbites des satellites galiléens, alors appelés Medicea Sidera, autour de Jupiter, dans Sidereus nuncius en 1610.

L'invention d'un nouvel oculaire convergent permet à Christian Huygens de poursuivre les avancées de Galilée en découvrant Titan, satellite de Saturne, et la forme des anneaux de cette planète, bien qu'il les pense solides,. Ses observations des planètes le font aussi aboutir à une première estimation de la distance Terre-Soleil donnant environ 25 000 rayons terrestres, soit 160 millions de kilomètres, et donc très proche de la valeur réelle. Jean-Dominique Cassini découvre ensuite quatre autres lunes de Saturne, la division de Cassini dans ses anneaux et la Grande Tache rouge sur Jupiter,,. Observant des légères variations sur des éphémérides de Io autour de Jupiter en fonction de la direction de la Terre, il propose par ailleurs que la lumière se déplace à une vitesse finie, ce qui est repris sans crédit par Ole Christensen Rømer.
Les questions posées par le fonctionnement d’un Système solaire héliocentrique trouvent des réponses grâce à la mécanique newtonienne, exposée pour la première fois dans Principes mathématiques de la philosophie naturelle en 1687. Cependant, très révolutionnaire, elle est d’abord rejetée. Toutefois, le concept commence à être discuté et la première occurrence connue du terme « Système solaire » date d'environ 1704,. La première vérification expérimentale de la théorie de Newton est produite en 1758, lorsqu'une prédiction faite en 1716 par Edmond Halley se produit avec la réapparition de la comète qui porte son nom. Le XVIIIe siècle est également marqué par l'amélioration des télescopes permettant, entre autres, l'observation précise des transits de Vénus de 1761 et de 1769 aboutissant à de nouvelles mesures des distances dans le Système solaire.

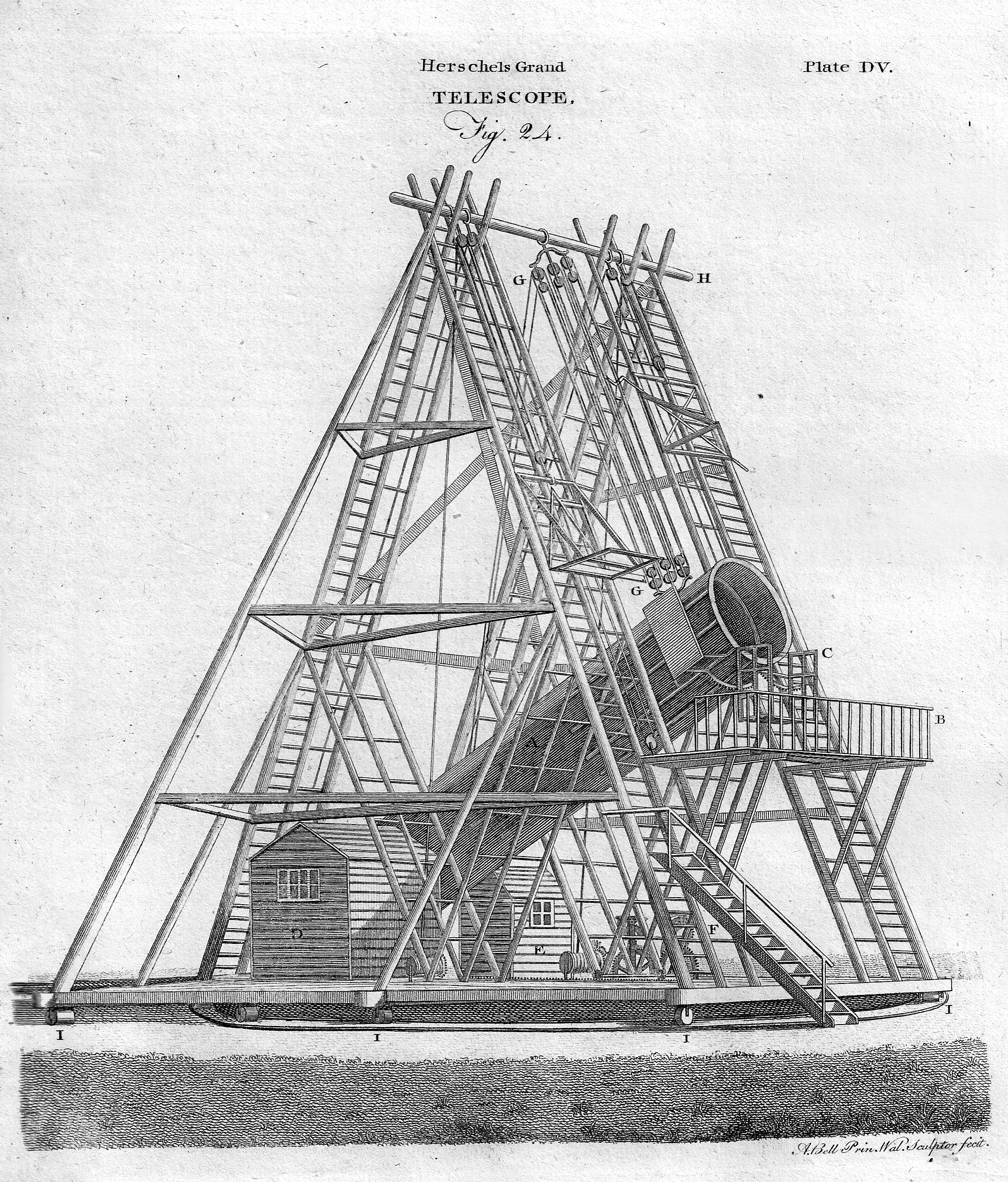
Gravure du télescope de 40 pieds (12 mètres) de William Herschel.

La distribution des planètes est ensuite théorisée comme suivant la loi de Titius-Bode, une relation empirique de la distribution des planètes selon une suite arithmético-géométrique, ce qui est corroboré par deux découvertes majeures,. En 1781, William Herschel observe ce qu'il pense être une nouvelle comète, mais dont l'orbite révèle qu'il s'agit d'une nouvelle planète, Uranus,. En 1801, Giuseppe Piazzi découvre Cérès, un petit corps situé entre Mars et Jupiter qui est initialement considéré comme une nouvelle planète. Des observations ultérieures révèlent qu'en réalité des milliers d'autres objets existent dans cette région, ce qui conduit à leur reclassification comme astéroïdes,,.
Les écarts entre la position d'Uranus et les calculs théoriques de son orbite conduisent à suspecter qu'une autre planète, plus lointaine, en perturbe le mouvement,. Les calculs d'Urbain Le Verrier permettent la découverte de Neptune par Johann Gottfried Galle en 1846, invalidant davantage la loi de Titius-Bode,. La précession du périhélie de Mercure conduit également Le Verrier à postuler, en 1859, l'existence d'une planète située entre Mercure et le Soleil, Vulcain. Ceci s'avère finalement faux et ce phénomène est ensuite expliqué en 1915 comme un test expérimental de la relativité générale,,.
Les anomalies de trajectoire des planètes externes font émettre par Percival Lowell l'hypothèse d'une planète X. Après sa mort, l'observatoire Lowell conduit une recherche qui aboutit à la découverte de Pluton par Clyde Tombaugh en 1930,. Si Pluton est d'abord considérée comme plus grande que la Terre, sa taille est progressivement réévaluée à la baisse et l'objet est en réalité trop petit pour perturber les orbites des planètes géantes ; sa découverte est donc une coïncidence,,. Comme Cérès, elle est d'abord considérée comme une planète avant d'être reclassifiée en 2006 comme planète naine, à la suite de la découverte d'Éris, un objet épars de taille similaire, en 2005,.
En 1992, David Jewitt et Jane Luu découvrent (15760) 1992 QB1. Cet objet se révèle le premier d'une nouvelle catégorie, la ceinture de Kuiper, un analogue glacé à la ceinture d'astéroïdes et dont Pluton fait partie,.

Évolution de la représentation du Système solaire grâce aux observations télescopiques
Représentation du Système solaire en 1661 par Andreas Cellarius d'après le modèle copernicien.
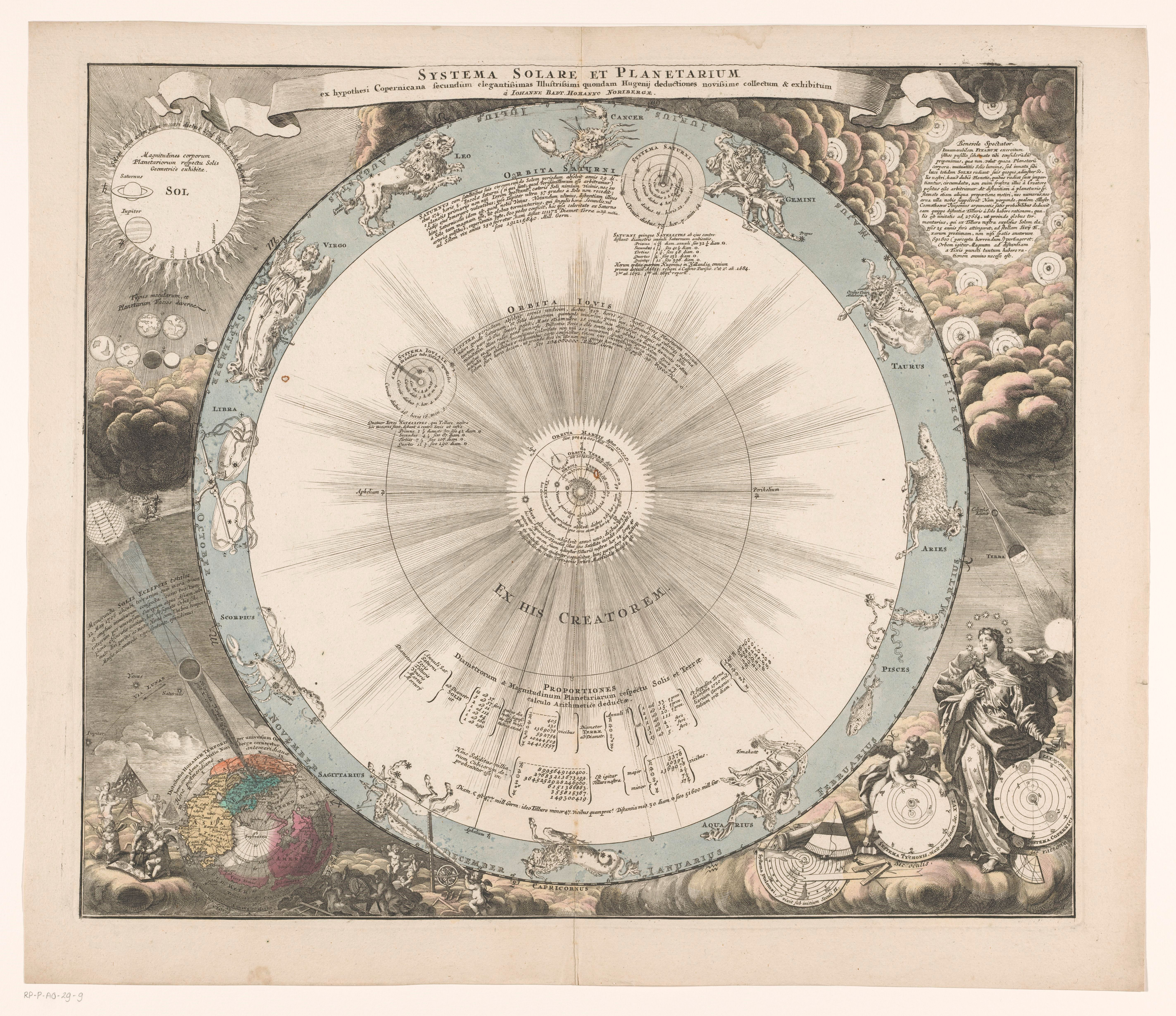
Illustration du début du XVIIIe siècle mentionnant notamment les satellites découverts autour de Jupiter et Saturne.
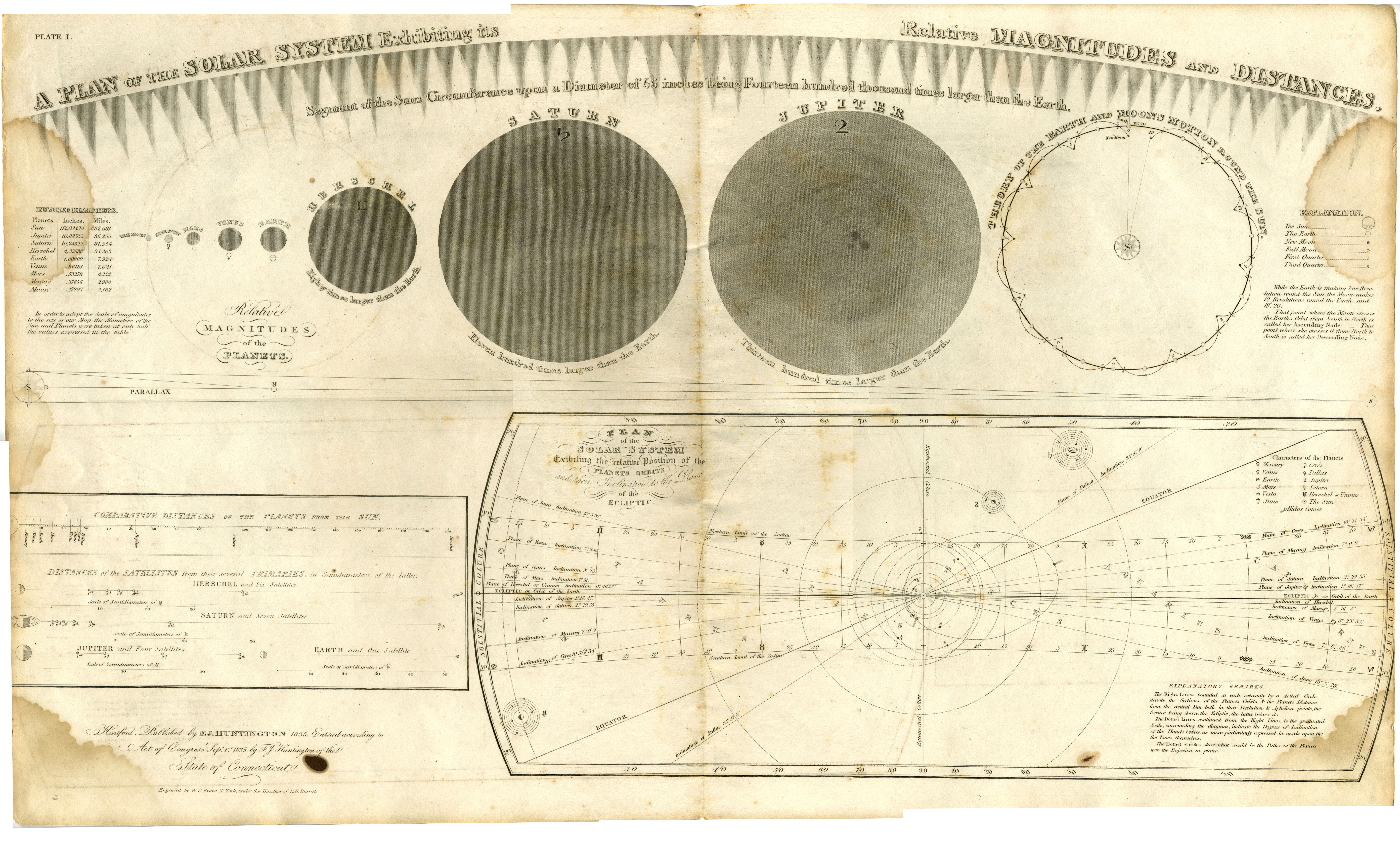
Plan datant de 1835. Uranus est indiquée sous le nom de son découvreur, Herschel, et quatre objets de la ceinture d'astéroïdes sont figurés.
Planisphère de 1850. Le nom permanent d'Uranus est maintenant adopté et Neptune est indiquée après sa découverte en 1846. De nombreux astéroïdes sont encore considérés comme des planètes.
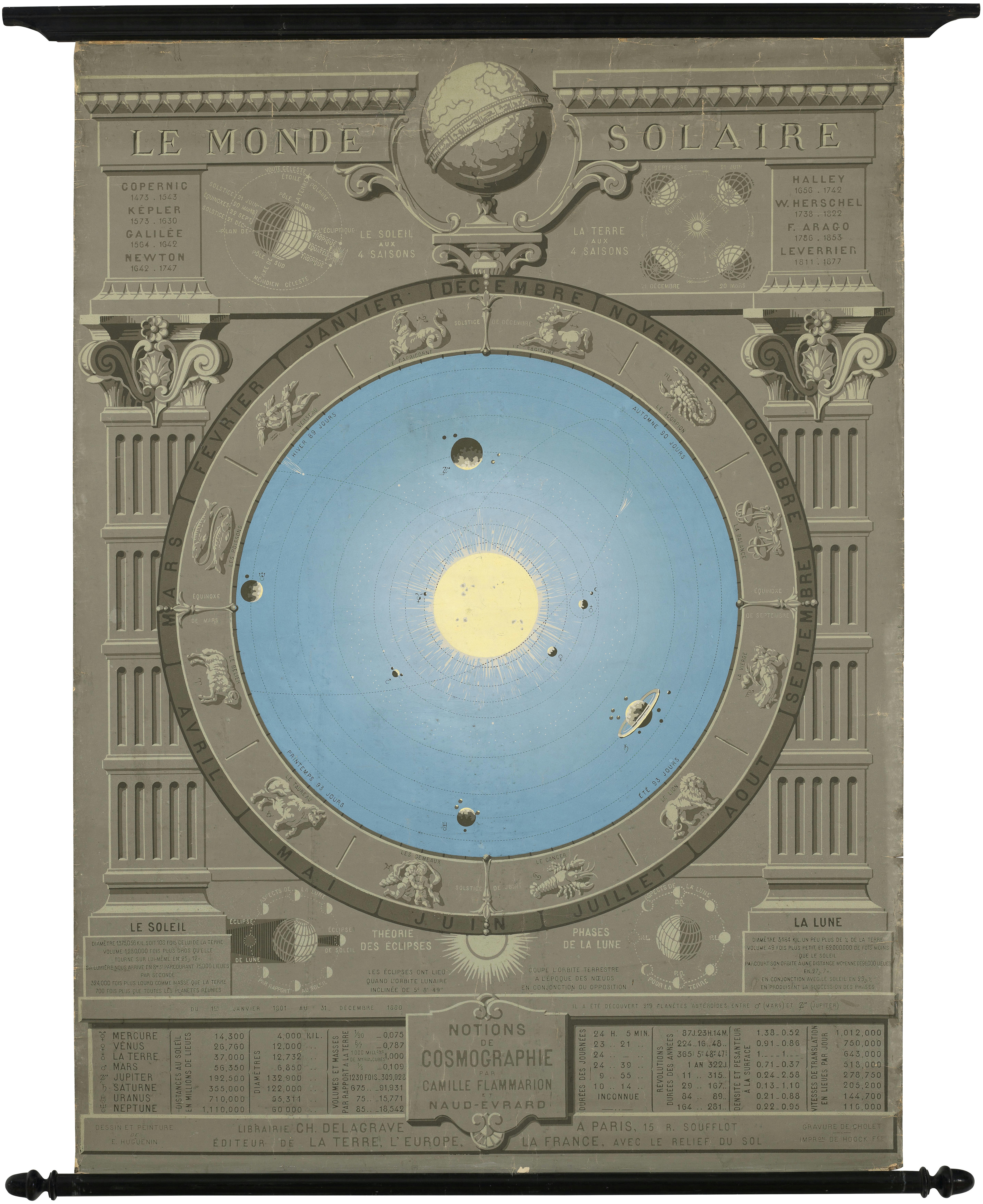
Illustration de 1880 représentant les nombreux satellites naturels alors découverts et des mesures précises d'orbites.

### Exploration spatiale

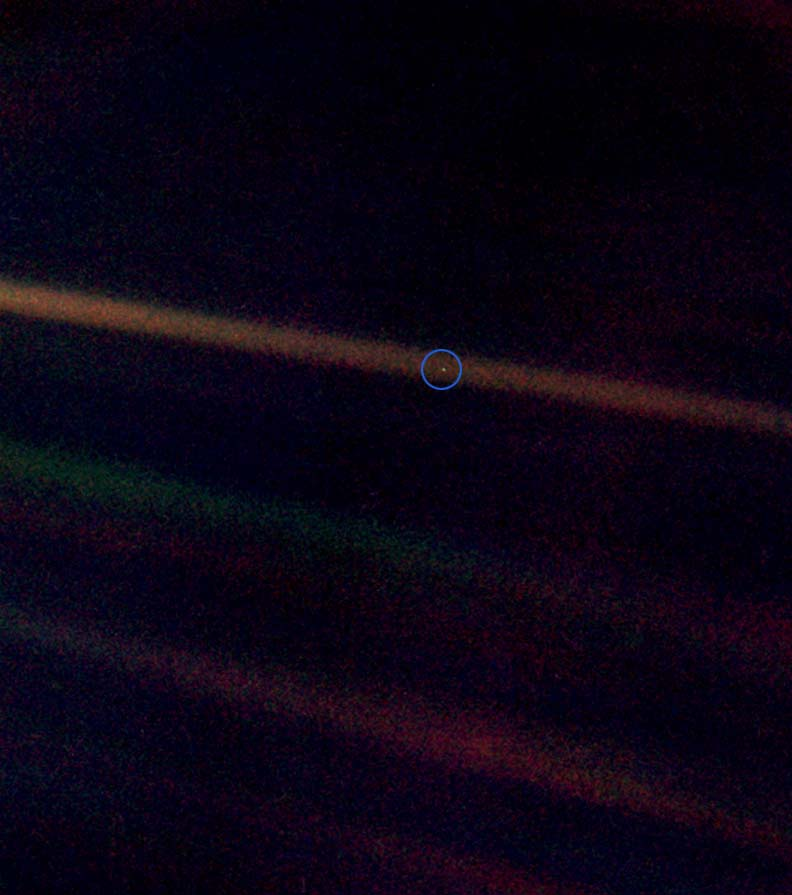
Un point bleu pâle, photographie de la Terre (entourée d'un cercle) prise par la sonde Voyager 1, à six milliards de kilomètres de distance. Les raies lumineuses sont des pics de diffraction provenant du Soleil, situé sur la gauche.

Depuis le début de l'ère spatiale, de nombreuses missions d'exploration spatiale par des sondes spatiales sont mises en œuvre. Toutes les planètes du Système solaire ont été visitées à divers degrés par des sondes, faisant l'objet au minimum de prises de mesures et de photographies et recevant pour certaines des atterrisseurs, venus étudier les sols et les atmosphères extraterrestres. De nombreux autres objets sont également étudiés de cette manière, comme le Soleil, des astéroïdes, des planètes naines, des comètes ou les satellites naturels de planètes,.

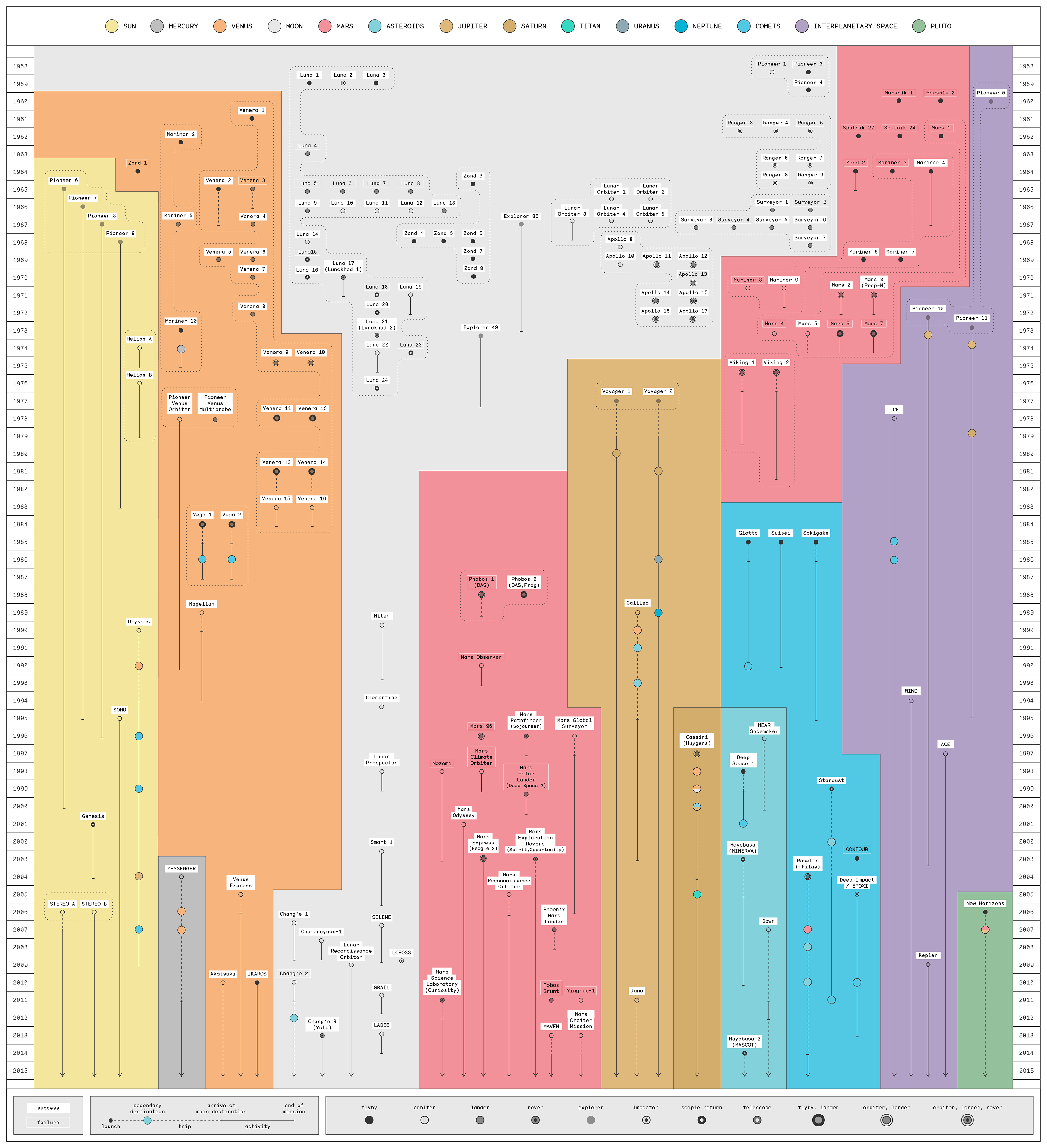
Schéma représentant toutes les sondes spatiales ayant quitté l'orbite terrestre jusqu'à fin 2014.

Le vol spatial prend son essor à la fin de la Seconde Guerre mondiale grâce aux avancées allemandes dans le domaine des fusées. L'histoire du vol spatial est ensuite marquée par une forte concurrence entre l'URSS et les États-Unis, appelée « course à l'espace » où, pour des motifs de prestige national liés à la guerre froide, les deux puissances investissent grandement afin d'être premiers à réaliser certains exploits,. Le premier objet humain lancé dans l'espace est le satellite soviétique Spoutnik 1, en 1957, qui orbite autour de la Terre pendant trois mois. La sonde américaine de la NASA Explorer 6, lancée en 1959, est le premier satellite à renvoyer une image de la Terre prise de l'espace. La première sonde à voyager avec succès vers un autre corps est Luna 1, qui survole la Lune en 1959 ; à l'origine, elle devait la percuter, mais manque sa cible et devient en conséquence le premier objet artificiel à entrer en orbite héliocentrique,. Mariner 2 est la première sonde à survoler une autre planète, Vénus, en 1962. Le premier survol réussi de Mars est réalisé par Mariner 4 en 1964, tandis que Mercure est approchée pour la première fois par Mariner 10 en 1974,.
La première sonde à explorer les planètes externes et leur système de satellites est Pioneer 10, qui survole Jupiter en 1973, tandis que Pioneer 11 visite Saturne pour la première fois en 1979,. Les deux sondes du programme Voyager réalisent un survol de toutes les planètes géantes à partir de leur lancement en 1977. Elles survolent Jupiter en 1979 et Saturne en 1980 et 1981. Voyager 1 dévie pour survoler la lune de Saturne Titan tandis que Voyager 2 continue ensuite par un survol d'Uranus en 1986, et de Neptune en 1989,,. Les sondes Voyager continuent ensuite leur chemin vers l'héliogaine et l'héliopause. La NASA confirme officiellement en 2012 que Voyager 1 se trouve alors à plus de 18 milliards de kilomètres du Soleil et a quitté l'héliosphère, se trouvant donc désormais dans le milieu interstellaire. Le premier objet de la ceinture de Kuiper visité par une sonde est la planète naine Pluton, survolée par New Horizons en 2015.
En 1966, la Lune devient le premier objet du Système solaire extraterrestre autour duquel un satellite artificiel est mis en orbite, Luna 10. Elle est notamment suivie par Mars en 1971, étudiée par Mariner 9, Vénus en 1975, avec Venera 9, Jupiter en 1995, par Galileo, l'astéroïde Éros en 2000, par NEAR Shoemaker, Saturne en 2004, par Cassini-Huygens, Mercure en 2011, par MESSENGER, Vesta en 2011 et Cérès en 2015, par Dawn.
La première sonde à atteindre la surface d'un autre corps que la Terre est Luna 2, qui percute la Lune en 1959, tandis que le premier atterrissage sur la Lune sans dommage est réalisé par Luna 9 en 1966. La surface de Vénus est atteinte en 1966 par Venera 3, celle de Mars en 1971 par Mars 3 — le premier atterrissage sur Mars est réalisé par Viking 1 en 1976 —, sur Titan en 2005 par Huygens. L'orbiteur Galileo lâche également une sonde dans l'atmosphère de Jupiter en 1995, mais la planète ne possédant pas de surface à proprement parler, la sonde est détruite par la température et la pression lors de sa descente. L'orbiteur Cassini subit le même sort sur Saturne, en 2017.

### Exploration humaine

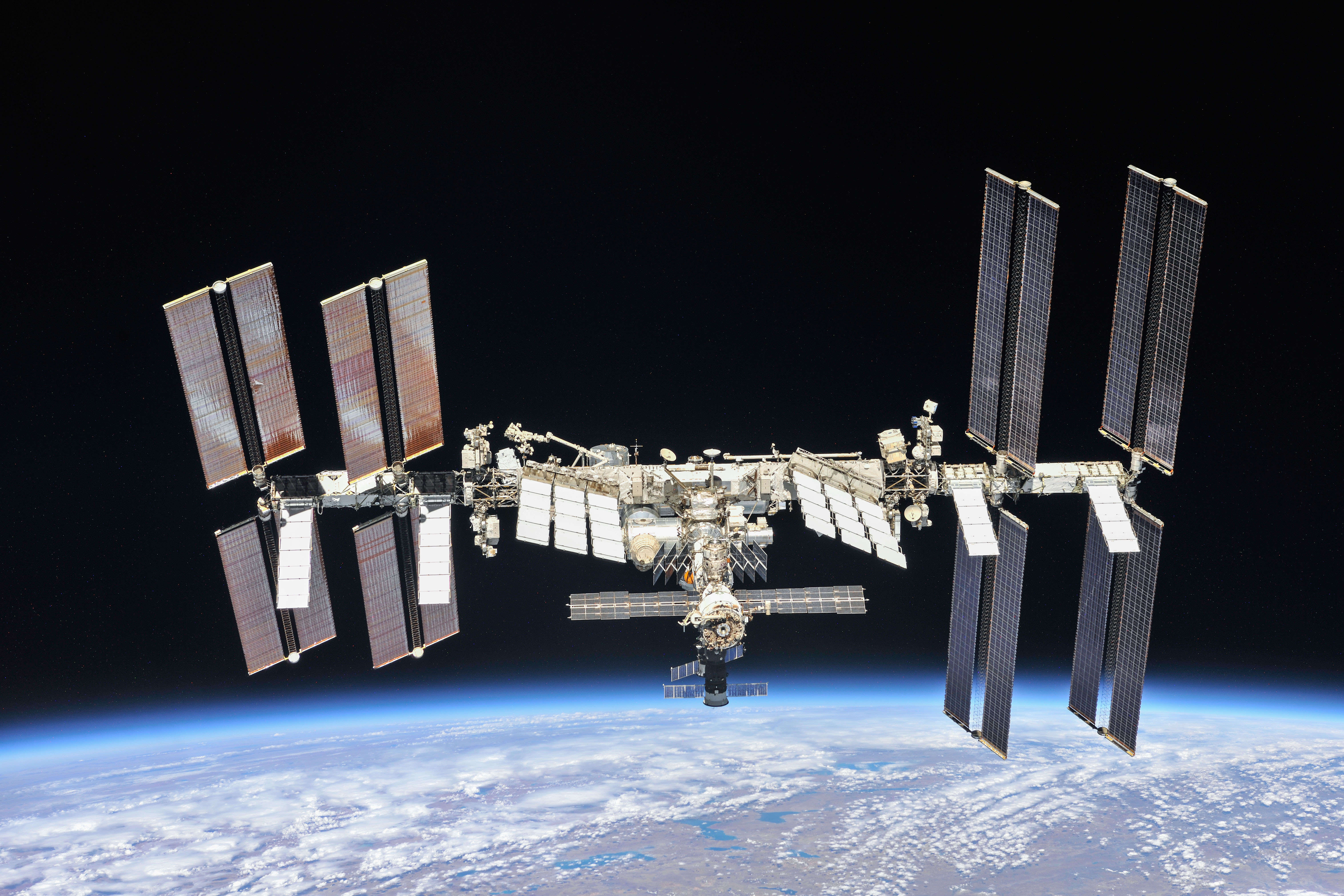
La Station spatiale internationale vue en 2018 survolant la Terre.

L'exploration humaine du Système solaire est toujours limitée aux environs immédiats de la Terre. Le premier être humain à atteindre l'espace, limite définie par la ligne de Kármán à 100 km d'altitude, et à orbiter autour de la Terre, est le cosmonaute soviétique Youri Gagarine, le 12 avril 1961, lors du vol Vostok 1,. Le premier homme à marcher sur une autre surface du Système solaire est l'astronaute américain Neil Armstrong, qui atterrit sur la Lune le 21 juillet 1969 lors de la mission Apollo 11,. La première station orbitale pouvant héberger plus d'un passager est la soviétique Saliout 1, qui accueille un équipage de trois astronautes en 1971. La première station permanente est la station spatiale soviétique Mir, qui est occupée en continu entre 1989 et 1999. Ces stations, nées des luttes idéologiques, laissent ensuite place à une collaboration internationale pour la Station spatiale internationale, hébergeant une présence humaine dans l'espace depuis 1998,.

### Théories au sujet d'une neuvième planète
On appelle planète X toute planète hypothétique supposée se situer au-delà de Neptune et qui consisterait la neuvième planète du Système solaire. En particulier, un regroupement inhabituel de trajectoires et d'inclinaison orbitale d'objets transneptuniens extrêmes conduit certaines astronomes à supposer l'existence d'un objet nommé planète Neuf qui en serait la cause,.
En 2016, les astronomes Mike Brown et Konstantin Batyguine, du California Institute of Technology, pensent apporter les preuves de l’existence de cette nouvelle planète ayant une période de révolution d'environ 15 000 ans, une orbite vingt fois plus éloignée que Neptune et une masse d'environ dix fois celle de la Terre,. Cette thèse demeure néanmoins très contestée et d'autres explications sont proposées pour expliquer ces regroupements, notamment parce qu'aucune observation de cette planète n'a pu être réalisée lors de relevés astronomiques tels que le Wide-field Infrared Survey Explorer ou Pan-STARRS,,,.

## Résumé visuel
Cette section présente une sélection d'objets du Système solaire ordonnés par taille décroissante. Seuls figurent ceux dont il a été réalisé une photographie en bonne qualité, notamment grâce à l'exploration spatiale. Ainsi, certains objets omis sont plus grands que beaucoup d'autres listés ici, dont Éris, Hauméa, Makémaké ou Néréide.
|                          |                            |                             |                          |                             |                                      |                         |
| Soleil (étoile)          | Jupiter (planète)          | Saturne (planète)           | Uranus (planète)         | Neptune (planète)           | Terre (planète)                      | Vénus (planète)         |
|                          |                            |                             |                          |                             |                                      |                         |
| Mars (planète)           | Ganymède (lune de Jupiter) | Titan (lune de Saturne)     | Mercure (planète)        | Callisto (lune de Jupiter)  | Io (lune de Jupiter)                 | Lune (lune de la Terre) |
|                          |                            |                             |                          |                             |                                      |                         |
| Europa (lune de Jupiter) | Triton (lune de Neptune)   | Pluton (planète naine)      | Titania (lune d'Uranus)  | Rhéa (lune de Saturne)      | Obéron (lune d'Uranus)               | Japet (lune de Saturne) |
|                          |                            |                             |                          |                             |                                      |                         |
| Charon (lune de Pluton)  | Umbriel (lune d'Uranus)    | Ariel (lune d'Uranus)       | Dioné (lune de Saturne)  | Téthys (lune de Saturne)    | Cérès (planète naine)                | Vesta (astéroïde)       |
|                          |                            |                             |                          |                             |                                      |                         |
| Pallas (astéroïde)       | Encelade (lune de Saturne) | Miranda (lune d'Uranus)     | Protée (lune de Neptune) | Mimas (lune de Saturne)     | Hypérion (lune de Saturne)           | Iris (astéroïde)        |
|                          |                            |                             |                          |                             |                                      |                         |
| Phœbé (lune de Saturne)  | Janus (lune de Saturne)    | Épiméthée (lune de Saturne) | Lutèce (astéroïde)       | Prométhée (lune de Saturne) | Pandore (lune de Saturne)            | Mathilde (astéroïde)    |
|                          |                            |                             |                          |                             |                                      |                         |
| Hélène (lune de Saturne) | Ida (astéroïde)            | Arrokoth (cubewano)         | Phobos (lune de Mars)    | Déimos (lune de Mars)       | Tchourioumov– Guérassimenko (comète) | Hartley 2 (comète)      |